# Historia de Rumania (1989-presente)

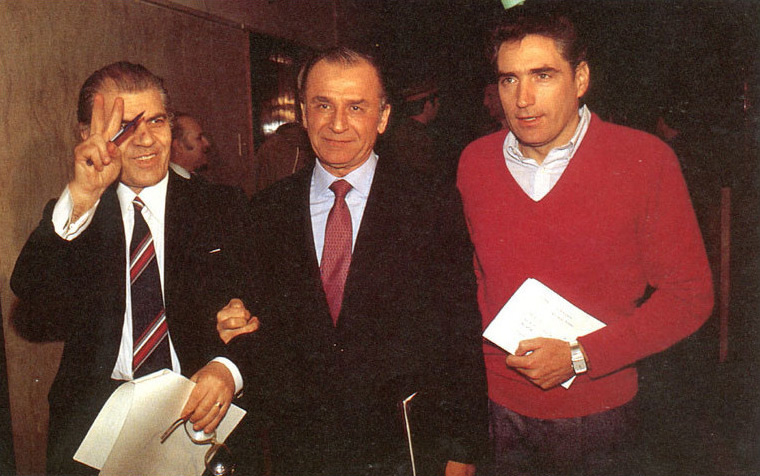
Dumitru Mazilu, Ion Iliescu y Petre Roman asumen el nuevo régimen hacia la democracia.

La historia de Rumanía desde 1989 inicio luego del triunfo de los grupos opositores en la Revolución de 1989 hecho que condujo a la toma del poder exmiembros del Partido Comunista de segunda clase, encabezados por Ion Iliescu y Petre Roman. Después de la revolución, se dio el fin de la República Socialista de Rumania que luego daría lugar a la transición de la economía socialista a la de mercado, la integración en la Unión Europea y la OTAN, la gestión los efectos de la Gran Recesión y la lucha contra la corrupción.

## Historia

### La revolución de diciembre de 1989
Unas 1.500 personas murieron en las confusas peleas callejeras en Bucarest, Timisoara y otras ciudades, entre el 16 y el 22 de diciembre de 1989. Un miembro del Partido Comunista Rumano marginado por Ceausescu en la década de 1980, Ion Iliescu se consagró como un político clave del Frente de Salvación Nacional, proclamando la restauración de la democracia y la libertad. El Partido Comunista Rumano fue ilegalizado y se anularon las medidas más impopulares del régimen comunista rumano dirigido por Ceausescu.

### Ladécada perdida(1990-1999)

#### Las elecciones de 1990
El 20 de mayo de 1990 se celebraron elecciones presidenciales y parlamentarias. En las que compitieron los partidos históricos, el Partido Nacional Demócrata Cristiano Campesino y el Partido Nacional Liberal, Iliescu obtuvo el 85% del total de votos emitidos. Así, el Frente de Salvación Nacional recibió dos tercios de los escaños en el Parlamento y Petre Román, un profesor universitario, figura de la Revolución sin pasado político, fue nombrado primer ministro, iniciando unas reformas para el libre mercado.

Las elecciones del 20 de mayo de 1990 fueron llamada el Domingo de los Ciegos debido al voto masivo de los representantes del Frente de Salvación Nacional, la mayoría de ellos exmiembros del Partido Comunista de Rumanía.

Resultados de las elecciones parlamentarias y presidenciales de 1990
La división de escaños en la Cámara de Diputados ; El frente de Salvacion Nacional obtiene el 66,3% de los votos
División de escaños en el Senado ; El frente de Salvacion Nacional obtiene el 67% de los votos
Distribución geográfica de los votos para la Cámara de Diputados
Distribución geográfica de los votos para el Senado
Distribución geográfica de los votos en las elecciones presidenciales

#### El conflicto interétnico en Târgu Mureș
Entre el 19 y el 21 de marzo de 1990, en Târgu Mureș, se produjo un violento conflicto entre miembros de las comunidades rumana y húngara, que constituyen aproximadamente la mitad de la población de la ciudad. Como resultado de los combates callejeros, cinco personas perdieron la vida, cientos de personas resultaron heridas y la convivencia interétnica en Târgu Mureș se vio considerablemente alterada durante ese período de tiempo. Se considera que esta fue el primer conflicto interétnico con muertes en la Europa del Este poscomunista.
El conflicto interétnico en Târgu Mureș se considera que se baso en la idea de la propaganda nacionalista de que la integridad territorial de Rumania está en peligro y que Hungría podría volver a anexarse Transilvania. Este evento fue un pretexto para el establecimiento del Servicio de Inteligencia rumano, que contrató a una gran parte de los agentes de la antigua Securitate.

#### Manifestaciones mineras en junio de 1990

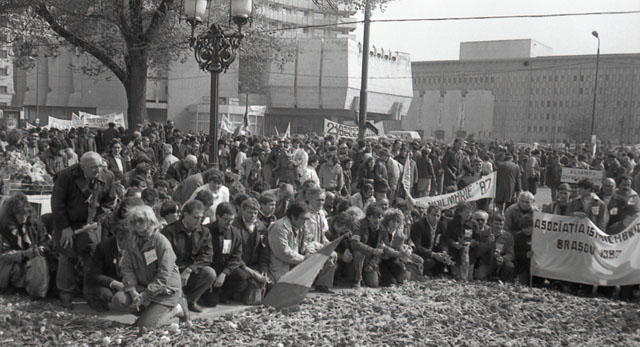
Manifestación anticomunista en la Piața Universității, 1990

Insatisfechos con la permanencia de las antiguas estructuras de la era comunista, los manifestantes anticomunistas comenzaron a manifestarse en la Plaza de la Universidad en abril de 1990, Mas tarde vendría los mineros del Valle de Jiu en Bucarest para la dispersión de los "golans" de la Plaza de la Universidad del 13 al 15 de junio de 1990, el presidente Iliescu le agradeció públicamente a los mineros, alimentando así los rumores sobre la participación del gobierno en el llegada de los mineros a Bucarest. Los mineros también atacaron la sede de los partidos opositores y las casas de los líderes de la oposición. El gobierno rumano dimitió en septiembre de 1991, cuando los mineros volvieron a Bucarest para exigir salarios más altos y mejores condiciones de trabajo. Un tecnócrata, Theodor Stolojan, fue designado para dirigir un gobierno interino hasta que se celebren nuevas elecciones.

#### La Constitución de 1991
El Parlamento sometió a referéndum una nueva constitución democrática, aprobada por el referéndum nacional de diciembre de 1991. En marzo de 1992, el partido mayoritario el Frente de Salvacion Nacional se disuelve en dos partidos: uno dirigido por Ion Iliescu denominado Frente Democrático de Salvación Nacional y el otro Frente Nacional Frente de Salvación (Frente de Salvación Nacional), liderado por Petre Roman.

#### Las elecciones de 1992

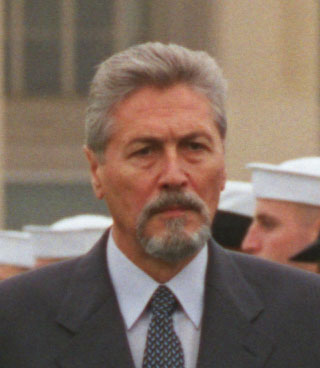
Emil Constantinescu

Las elecciones Generales de septiembre de 1992 dieron como resultado la victoria del Presidente Iliescu, y de su partido, el Frente Democratico de Salvacion Nacional, que obtuvo el 35% de los votos, y el segundo partido en el ranking fue la Convención Democrática Rumana con el 24% del voto popular. Con el apoyo parlamentario de los nuevos partidos nacionalistas el Partido de la Unidad de la Nación Rumana y Partido de la Gran Rumanía, y de los excomunistas que formaron el partido Partido Socialdemocrata, se formó un gobierno tecnocrático en noviembre de 1992, bajo el liderazgo de un nuevo primer ministro el economista, Nicolae Văcăroiu,. El Frente democratico de Salvacion Nacional se convirtió en el Partido de la Socialdemocracia en Rumanía (PDSR) en julio de 1993. El primer ministro Văcăroiu gobernó en una coalición con tres partidos menores, que también abandonaron la coalición hasta las elecciones de noviembre de 1996.

Resultados de las elecciones parlamentarias y presidenciales de 1992
División de escaños en la Cámara de Diputados
La división de escaños en el Senado
Distribución geográfica de los votos de las Elecciones Presidenciales (primera vuelta)
Distribución geográfica de los votos para las elecciones presidenciales (segunda vuelta)

#### Esquema piramidal "Cáritas"
En 1993, la irritación causada por el esquema piramidal de Caritas alcanzó su punto máximo, aunque los medios anunciaron el colapso de la estafa, los depósitos continuaron, pero los pagos se detuvieron en octubre de 1993 y la inevitable quiebra se declaró en agosto de 1994. Caritas había sido fundada por Ioan Stoica en Brașov en 1992, pero luego trasladó su sede a Cluj-Napoca. El colapso del esquema afectó a más de 400.000 depositantes, que invirtieron en el esquema piramidal más de 1.257 mil millones de lei.

#### El comienzo de la integración europea
El 9 de mayo de 1994 Rumania recibió el estatus de miembro asociado de la Unión Europea, al año siguiente, el 22 de junio, presentó su solicitud de ingreso en la UE. También en 1995, Emil Constantinescu dio a conocer la plataforma política de la Convención Democrática Rumana, denominada Contrato con Rumanía. Su principal promesa era que dentro de los 200 días posteriores a su llegada al poder, los CDR adoptarían un conjunto de reformas y leyes que mejorarían rápidamente la vida de las personas.

#### Las elecciones de 1996
Emil Constantinescu, como Candidato del partido de la Convención Democrática Rumana, derrotó al presidente en ejercicio, Ion Iliescu, en la segunda vuelta de las elecciones, reemplazándolo así como Presidente de Rumania. El Partido Socialdemocrata Rumano, aunque ganó el mayor número de escaños en el Parlamento, perdió su poder porque el Partido del la Convención Democrática Rumana unio fuerzas con el Partido Democrático, el Partido Nacional Liberal y la Unión Democrática Húngara de Rumanía para formar un centro. coalición para formar una mayoría del 60% y así dirigir el país.

Resultados de las elecciones parlamentarias y presidenciales de 1996
División de escaños en la Cámara de Diputados
La división de escaños en el Senado
Distribución geográfica de los votos de las elecciones presidenciales (primera vuelta)
Distribución geográfica de los votos para las elecciones presidenciales (segunda vuelta)

#### Gobierno de coalición de la derecha
Víctor Ciorbea fue nombrado primer ministro de Rumania, siendo su principal objetivo la adhesión de Rumania a la OTAN y la UE. Ciorbea permaneció al frente del Gobierno hasta marzo de 1998, cuando fue sustituido por Radu Vasile. El Candidato, Radu Vasile se enfrentaba a una de las crisis más importantes de socavamiento de la autoridad estatal de Rumanía, tras las manifestaciones de los mineros encabezadas por Miron Cozma.
Más tarde, debido a algunos malentendidos en la coalición, hubo cambios en el gobierno, Radu Vasile fue reemplazado por Mugur Isărescu, un tecnócrata que también fue gobernador del Banco Nacional Rumana, durante el cual se produjo el primer crecimiento económico después de la la revolución.

Se realizaron numerosas reformas durante este gobierno, pero el desarrollo de Rumanía estuvo muy por debajo de las expectativas, principalmente debido al retraso en las reformas debido a malentendidos en la coalición.

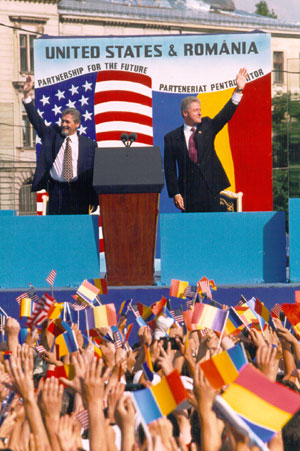
Bill Clinton en una visita a Rumania, se encuentra con Emil Constantinescu
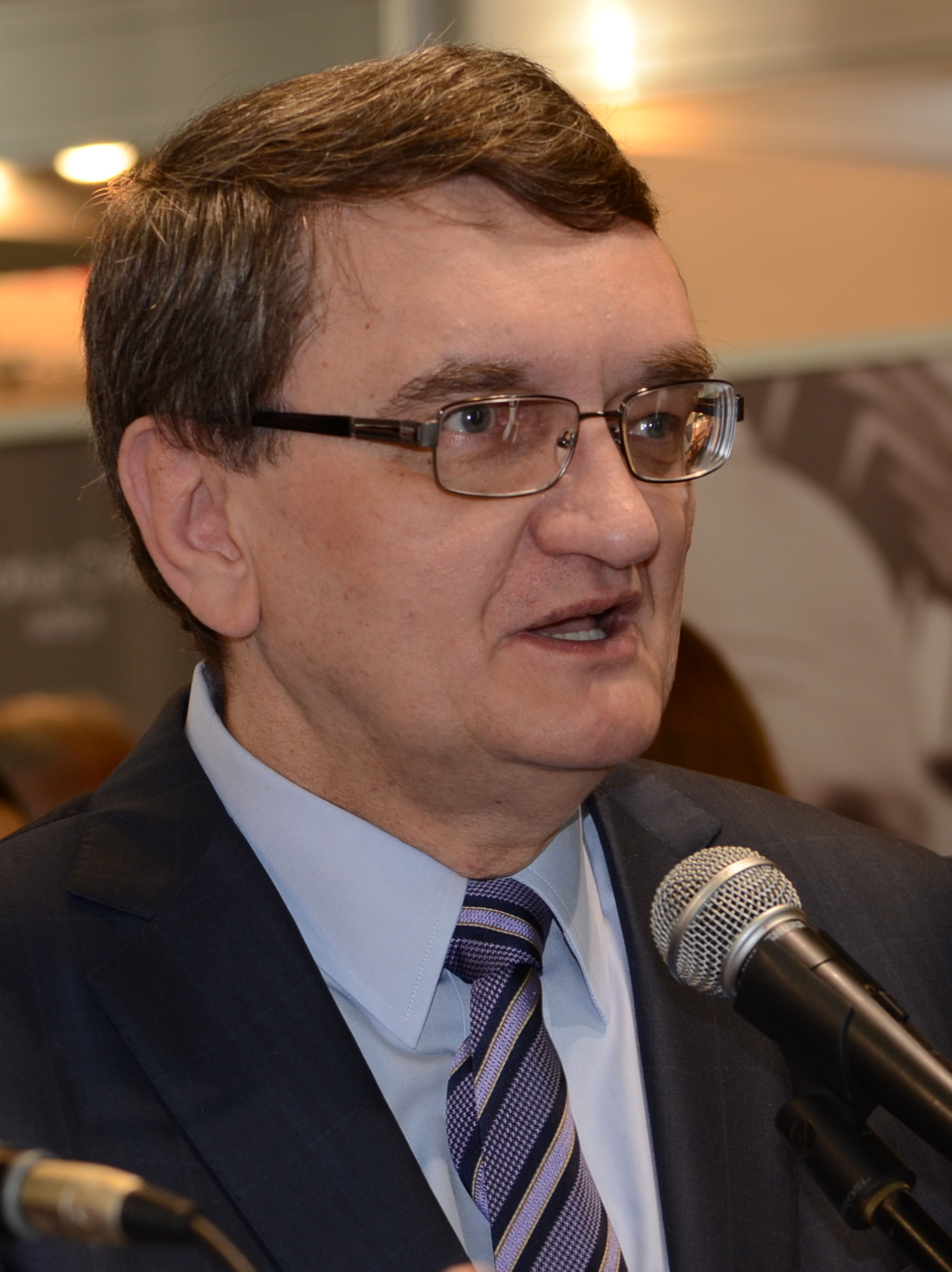
Victor Ciorbea
Radu Vasile
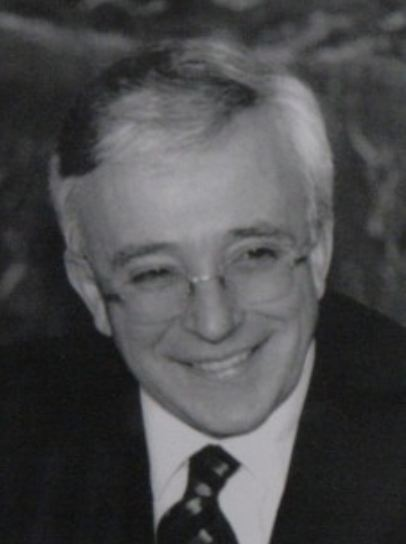
Mugur Isărescu-Gobernador del Banco Nacional de Rumanía desde 1990 y Primer Ministro en 2000

#### Las elecciones del 2000
En las elecciones de 2000, la coalición paga el precio de la dilación en la implementación de reformas y numerosas disputas dentro de la coalición Ocasionan la Victoria de Ion Iliescu y su partido el Partido Socialdemócrata.

Resultados de las elecciones parlamentarias y presidenciales de 2000
División de escaños en la Cámara de Diputados
La división de escaños en el Senado
Distribución geográfica de los votos para el cargo de presidente de Rumanía (primera vuelta)
Distribución geográfica de los votos para el cargo de presidente de Rumanía (segunda vuelta)

### Integración euroatlántica de Rumania (2000-2008)

#### El gobierno de Adrián Nastase

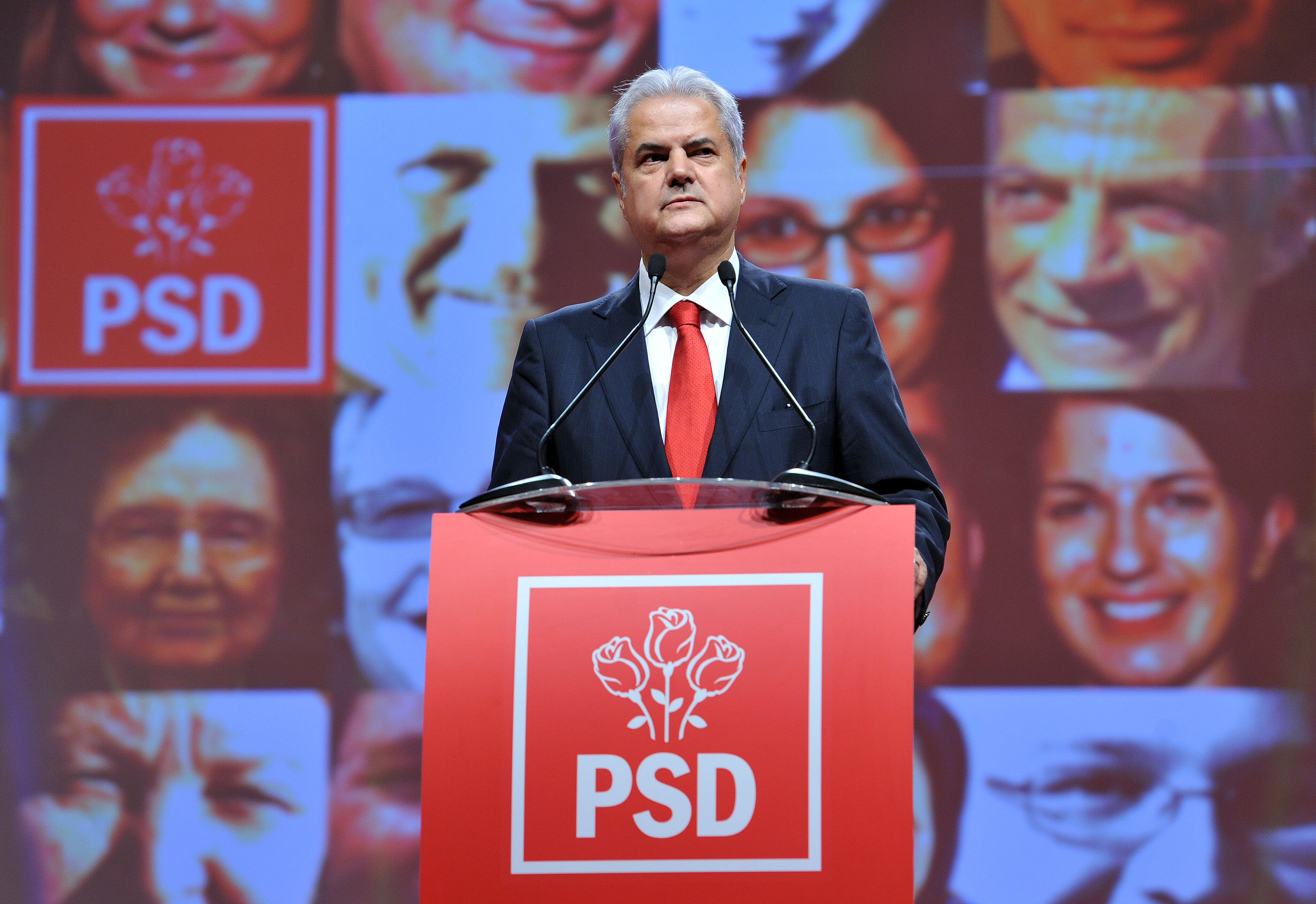
Adrian Năstase

Adrian Năstase fue nombrado primer ministro y el gobierno del Partido Socialdemócrata, aunque condujo a la integración de Rumania en la OTAN y concluyó las negociaciones para la integración en la Unión Europea, ha tenido escandalos debido a numerosos escándalos de corrupción. La Unión Europea ha declarado su apoyo a la adhesión de Rumanía a sus estructuras en 2007, pero también ha condicionado la adhesión de numerosas reformas en la economía y en el poder judicial.

#### Las elecciones de 2004
En las elecciones del 28 de noviembre de 2004, el candidato del Partido Socialdemócrata a la presidencia de Rumanía, Adrian Năstase, obtuvo una cifra de 4.278.864 votos (40,94%) mientras que el principal opositor, Traian Băsescu, tu vo un total de 3.545.236 de votantes (33,92%). En la segunda vuelta, el 12 de diciembre de 2004, se invirtieron los escaños. Traian Băsescu obtuvo 5.126.794 votos (51,23%) y Adrian Năstase fue votado por 4.881.520 ciudadanos rumanos.

Resultados de las elecciones locales, parlamentarias y presidenciales de 2004
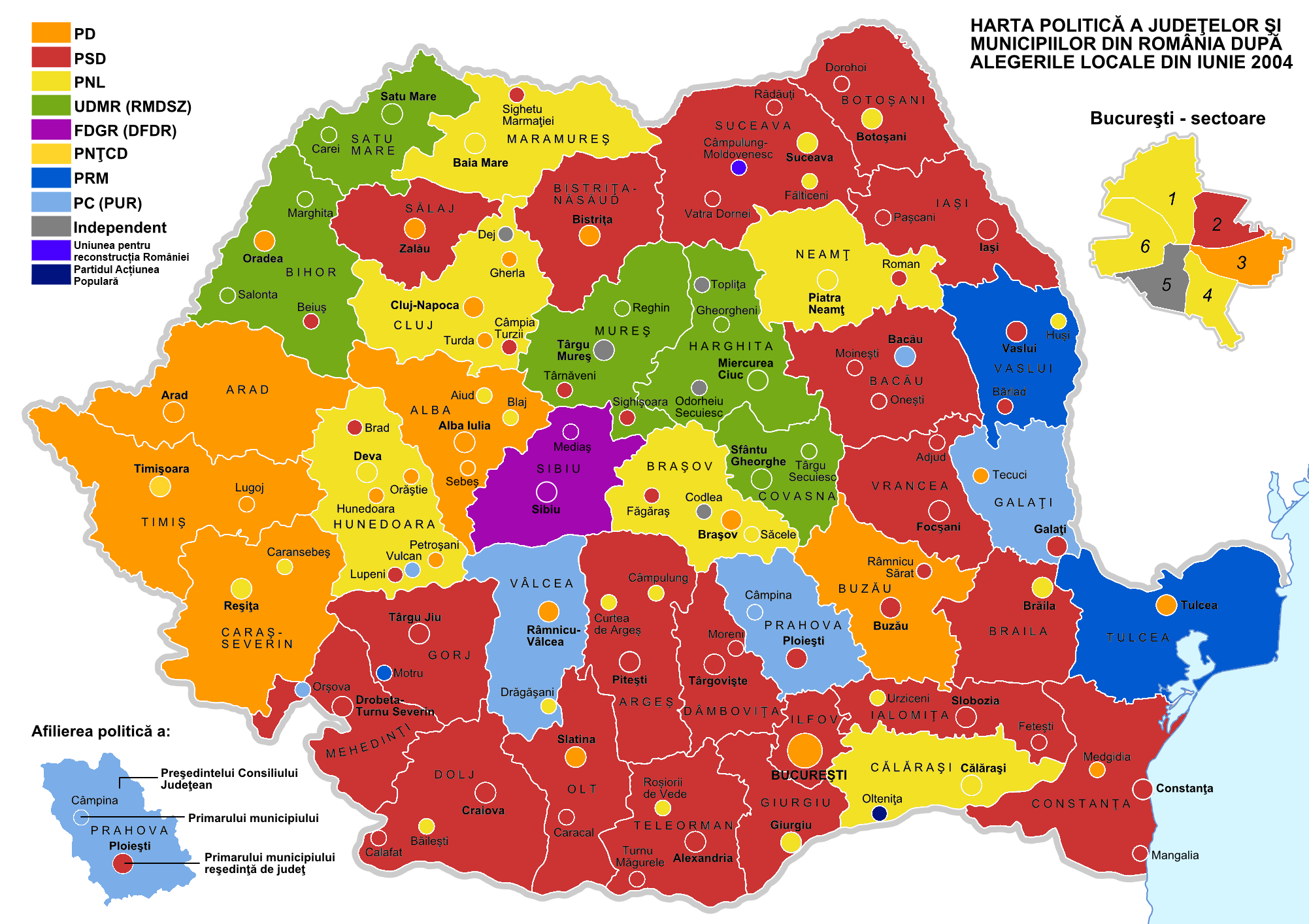
Afiliación política de los presidentes y alcaldes de los consejos de condado
División de escaños en la Cámara de Diputados
La división de escaños en el Senado
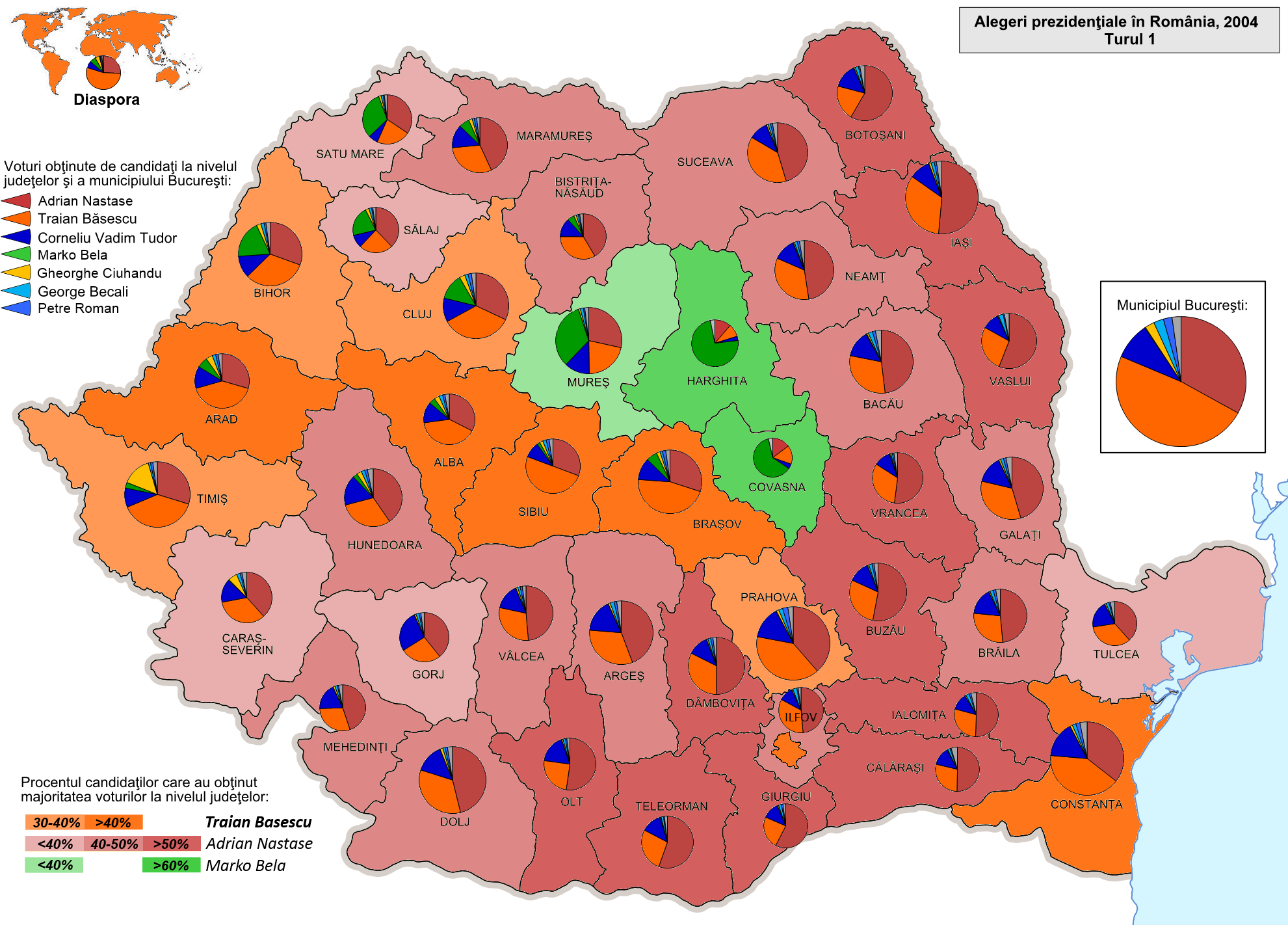
Distribución geográfica de los votos de las elecciones presidenciales

#### Goberno de la Coalicion "Alianței DA"

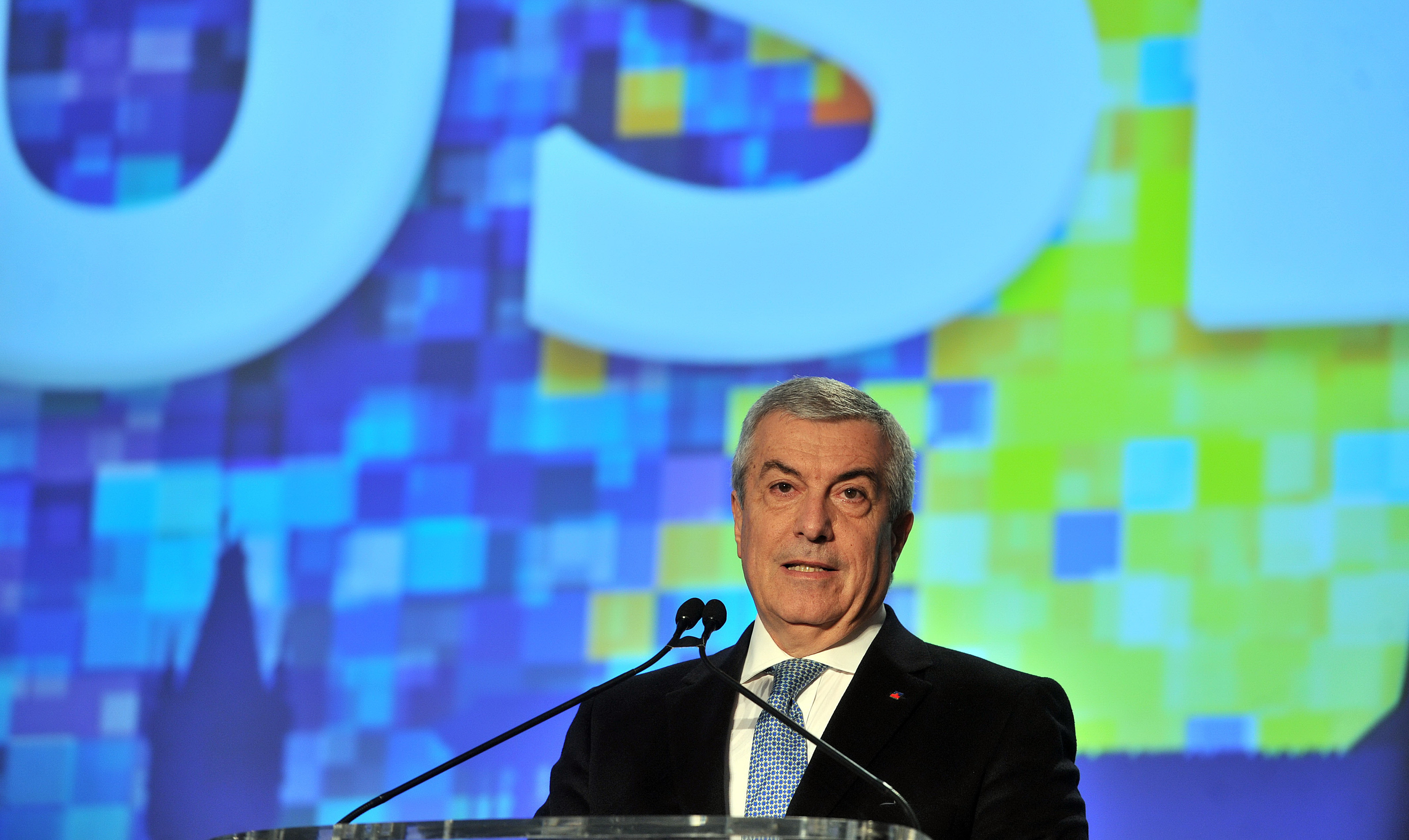
Călin Popescu-Tăriceanu

Călin Popescu-Tăriceanu fue Primer Ministro de Rumanía entre 2004 y 2007.

#### Adhesión a la Unión Europea
El 1 de enero de 2007, Rumanía, junto con Bulgaria, ingresan en la Unión Europea

#### Gobierno minoritario del Partido Nacional Liberal
Las disputas entre el primer ministro del Partido Nacional Liberal y el presidente finalmente llevaron a la exclusión del gobierno de los ministros del Partido Democrático. El Partido Nacional Liberal y la Unión Democrática de Húngaros en Rumania formaron un gobierno minoritario, con el apoyo intermitente del Partido Socialdemócrata en el Parlamento. Mientras continuaba el conflicto entre el presidente y los partidos parlamentarios, en mayo de 2007 el Partido Conservador, el Partido Nacional Liberal, el Partido Socialdemócrata y la Unión Democrática de Húngaros en Rumania votaron a favor de la suspensión de Băsescu, acusado de violar la constitución. Nicolae Văcăroiu, el presidente del Senado, se convirtió en presidente interino. En el referéndum para la destitución del presidente el 19 de mayo de 2007, hubo una participación del 44,45% y aproximadamente el 75% se opuso a la destitución del presidente Băsescu, quien fue restituido en el cargo. La relación entre el presidente y los partidos parlamentarios, además del Partido Demócrata Liberal, se mantuvo tensa durante los siguientes 2 años.
La adhesión a la UE, la burbuja especulativa en el campo inmobiliario, el aumento del consumo de importación así como las inversiones extranjeras, favorecidas por el bajo coste del capital, mantuvieron la economía rumana en auge durante el gobierno de Năstase.

#### Referéndum para la destitución del presidente de Rumania de 2007
Después de que el PSD presentara una denuncia ante el Tribunal Constitucional el 12 de febrero de 2007, iniciando un procedimiento para suspender al presidente Traian Băsescu, el 28 de febrero, el Parlamento aprobó la creación de una comisión de investigación sobre la suspensión del presidente con 258 votos a favor, 76 en contra (Partido Democrático y el Partido Liberal Democrático) y 21 abstenciones (UDMR). El presidente de la comisión es elegido el líder de los conservadores, Dan Voiculescu.
El 21 de marzo, Dan Voiculescu anunció que el informe elaborado por la comisión establecía que el presidente Basescu "violó la Constitución y está involucrado en actos delictivos". El 5 de abril, el Tribunal Constitucional consideró, por mayoría de votos, que la propuesta de suspensión del presidente Traian Băsescu "se refiere a actos y actos de violación de la Constitución, cometidos en el ejercicio del mandato que, por su contenido y las consecuencias, no pueden calificarse como violaciones graves, susceptibles de determinar la suspensión del cargo del Presidente de Rumania, en el sentido de las disposiciones del artículo 95, párrafo (1) de la Constitución" y emitió una opinión negativa sobre la propuesta de suspensión. La decisión del Tribunal Constitucional fue únicamente consultiva para el Parlamento y en19 de abril de 2007 El Parlamento rumano votó la solicitud de suspensión por inconstitucionalidad, con 322 votos a favor, 108 en contra y 10 abstenciones.
La fecha del Referéndum fue fijada para el sábado 19 de mayo de 2007, en el límite máximo de 30 días, según la Constitución. El sábado fue un día inusual para las elecciones en Rumanía, prefiriéndose el domingo para este propósito.

#### Las elecciones de 2008
A fines de 2008, el gobierno del Partido Nacional Liberal perdió las elecciones legislativas, mientras que el Partido Socialdemócrata y el Partido Demócrata Liberal obtuvieron casi la misma cantidad de escaños. Las dos partes establecieron una coalición incómoda, con el presidente del Partido Demócrata Liberal, Emil Boc, como primer ministro.

Resultados de las elecciones locales y parlamentarias de 2008
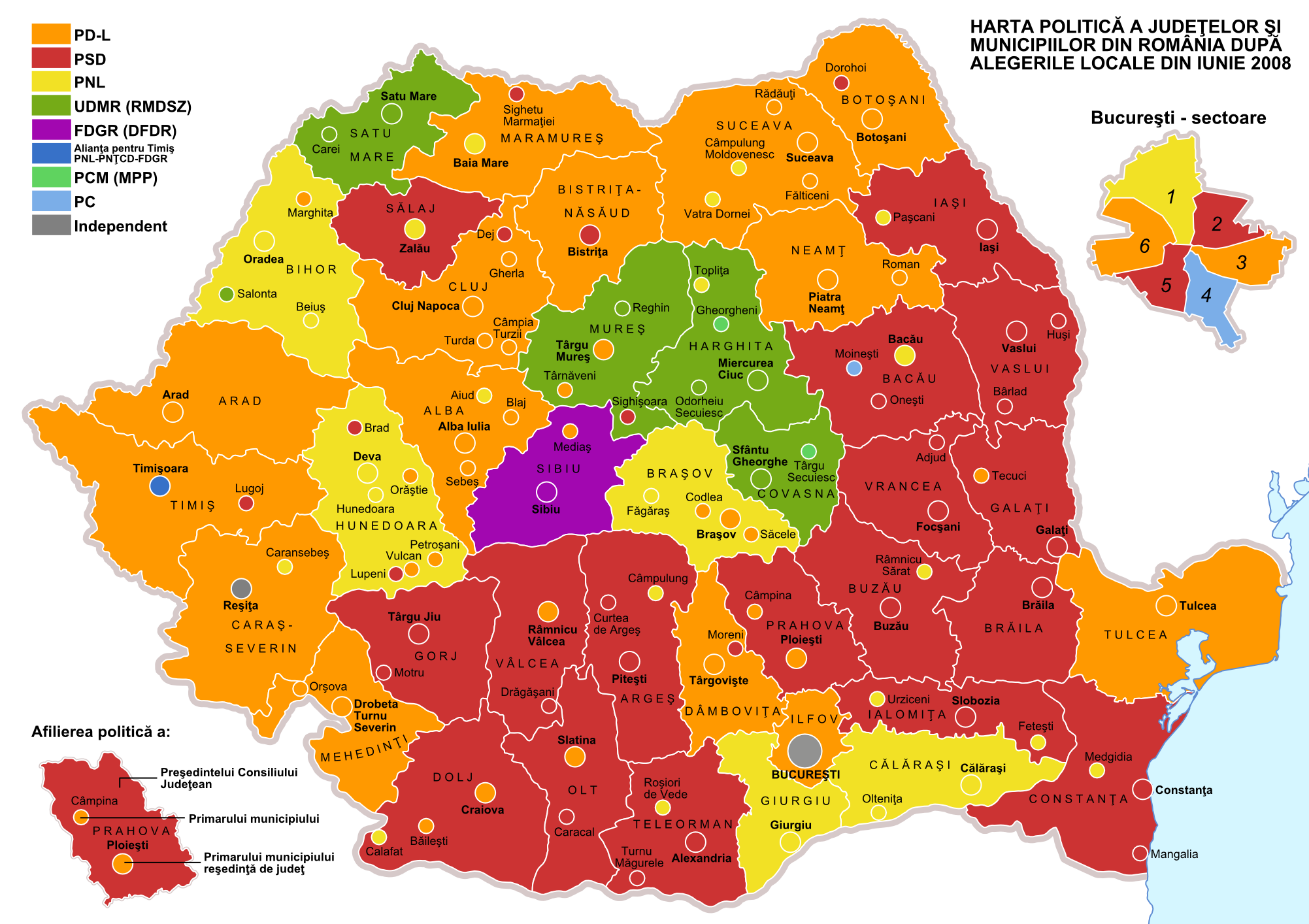
Afiliación política de los presidentes y alcaldes de los consejos de condado
División de escaños en la Cámara de Diputados
La división de escaños en el Senado
La filiación política de los diputados de cada circunscripción
La filiación política de los senadores en cada circunscripción

### Las secuelas de la crisis económica mundial y la lucha contra la corrupción (2009-2016)

#### Gobierno del Partido Demócrata Liberal
Los escándalos estallaron de inmediato, con la comparecencia de varios miembros del Partido Social Democrata en el Ministerio del Interior en medio de denuncias de corrupción. La ministra de Juventud y Deportes, Monica Iacob Ridzi se vio obligada a dimitir después de que una comisión parlamentaria la acusara de malversar dinero público para la campaña para el Parlamento Europeo de Elena Băsescu, la hija del presidente. La acusación por mal manejo de fondos también apareció contra la ministra de Turismo del Partido Demócrata Liberal, Elena Udrea, estrecha aliada del presidente.
En otoño de 2009, antes de la campaña electoral para las elecciones presidenciales, el Partido Socialdemócrata acusó al Partido Demócrata Liberal de planificar un fraude electoral a favor de Traian Băsescu. Como resultado, Emil Boc expulsó a Dan Nica, ministro del Interior del Partido Socialdemócrata, y el Partido Socialdemócrata abandonó la coalición en protesta. Poco después, el Parlamento aprobó una moción de censura y destituyó al gobierno del Partido Demócrata Liberal. El parlamento rechazó por votación dos gobiernos del Partido Demócrata Liberal, propuestos por Traian Băsescu, e insistió en la creación de un gobierno Partido Socialdemócrata-Partido Nacional Liberal-Unión Democrática de Húngaros en Rumania, encabezado por Klaus Iohannis, miembro de la FDGR, propuesta rechazada por Băsescu.

#### Las elecciones presidenciales de 2009
El candidato del Partido Socialdemócrata, Mircea Geoană, y el presidente anterior, Traian Băsescu, se postularon para la segunda vuelta de las elecciones presidenciales, y este último ganó un nuevo mandato con el 50,33 % de los votos. El Partido Socialdemócrata impugnó el resultado electoral, alegando fraude electoral, pero la Corte Constitucional, tras solicitar el recuento de los votos anulados, validó el resultado electoral. Emil Boc fue reinstalado como primer ministro.

Resultados de las elecciones presidenciales de 2009
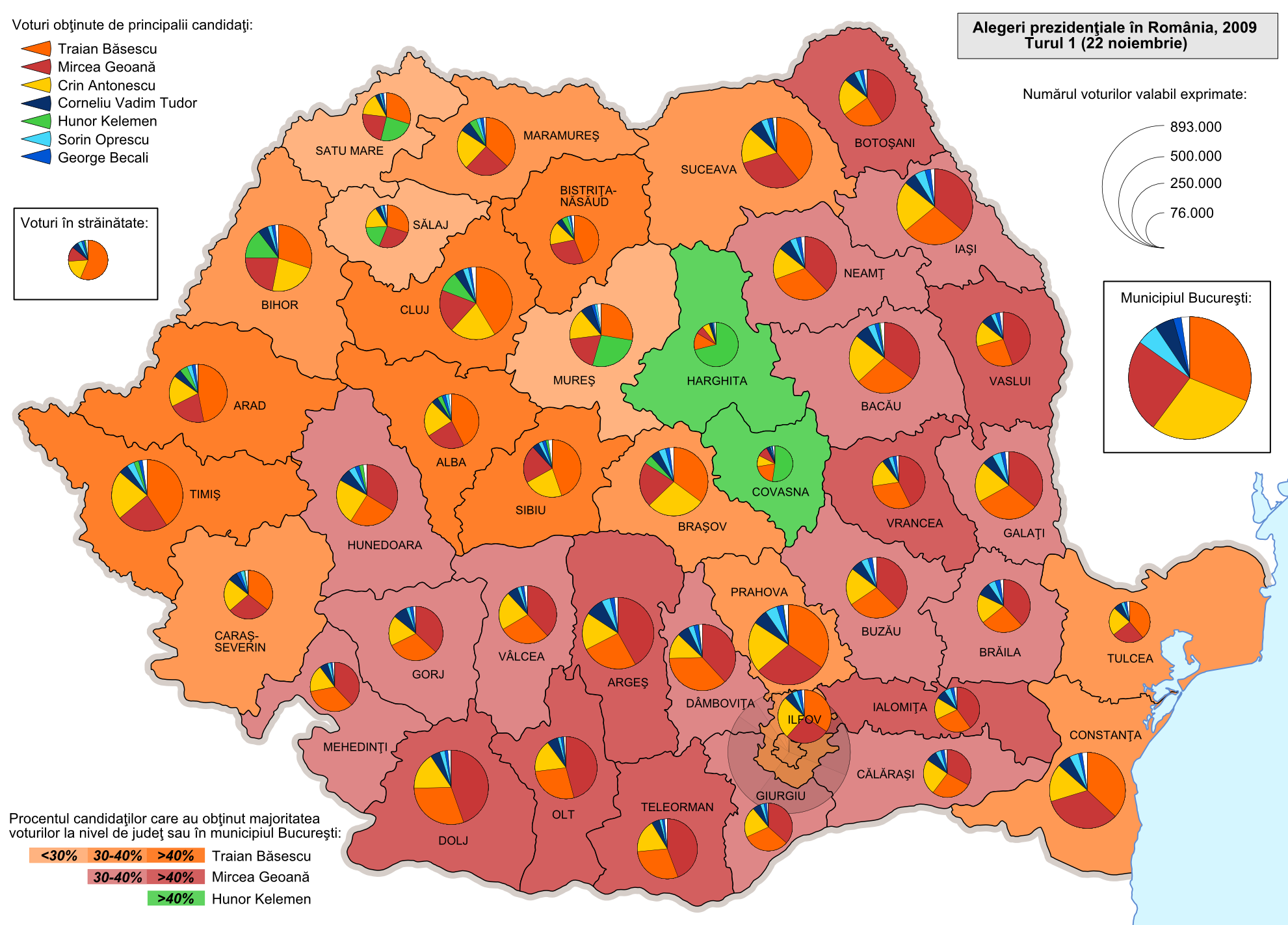
Distribución geográfica de los votos por condados (primera vuelta)
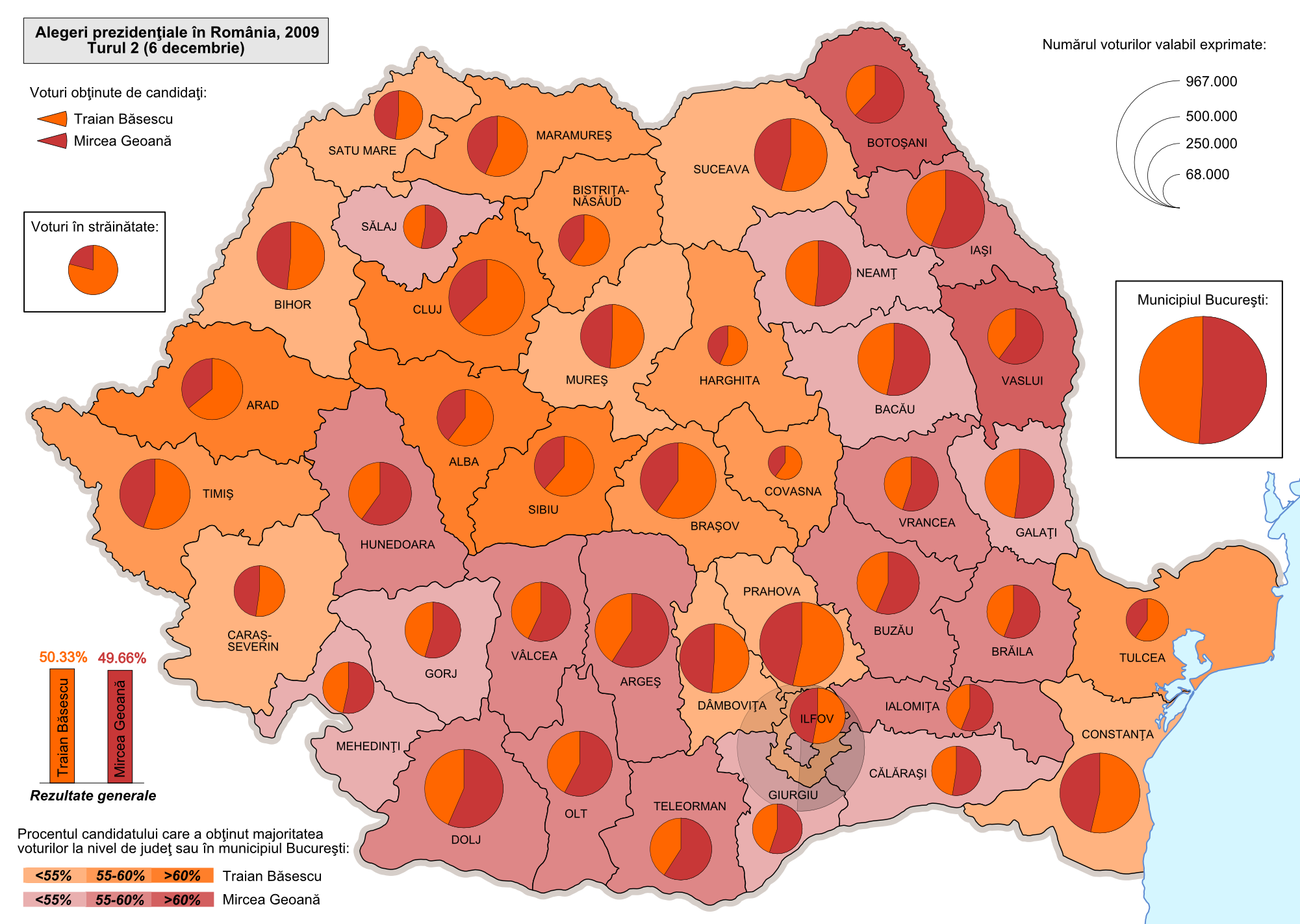
Distribución geográfica de los votos por condados (segunda vuelta)
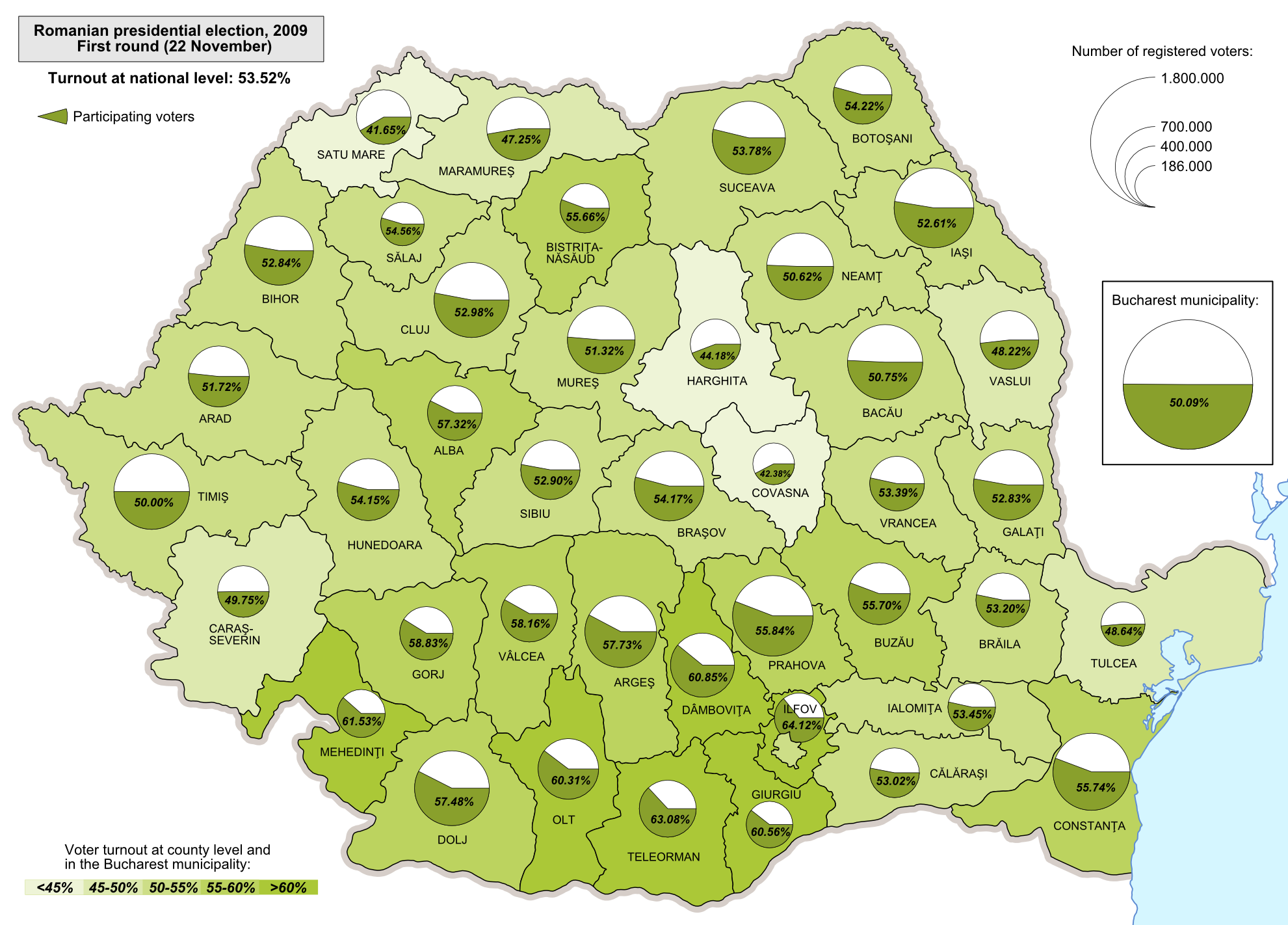
Distribución geográfica de la participación en la primera vuelta
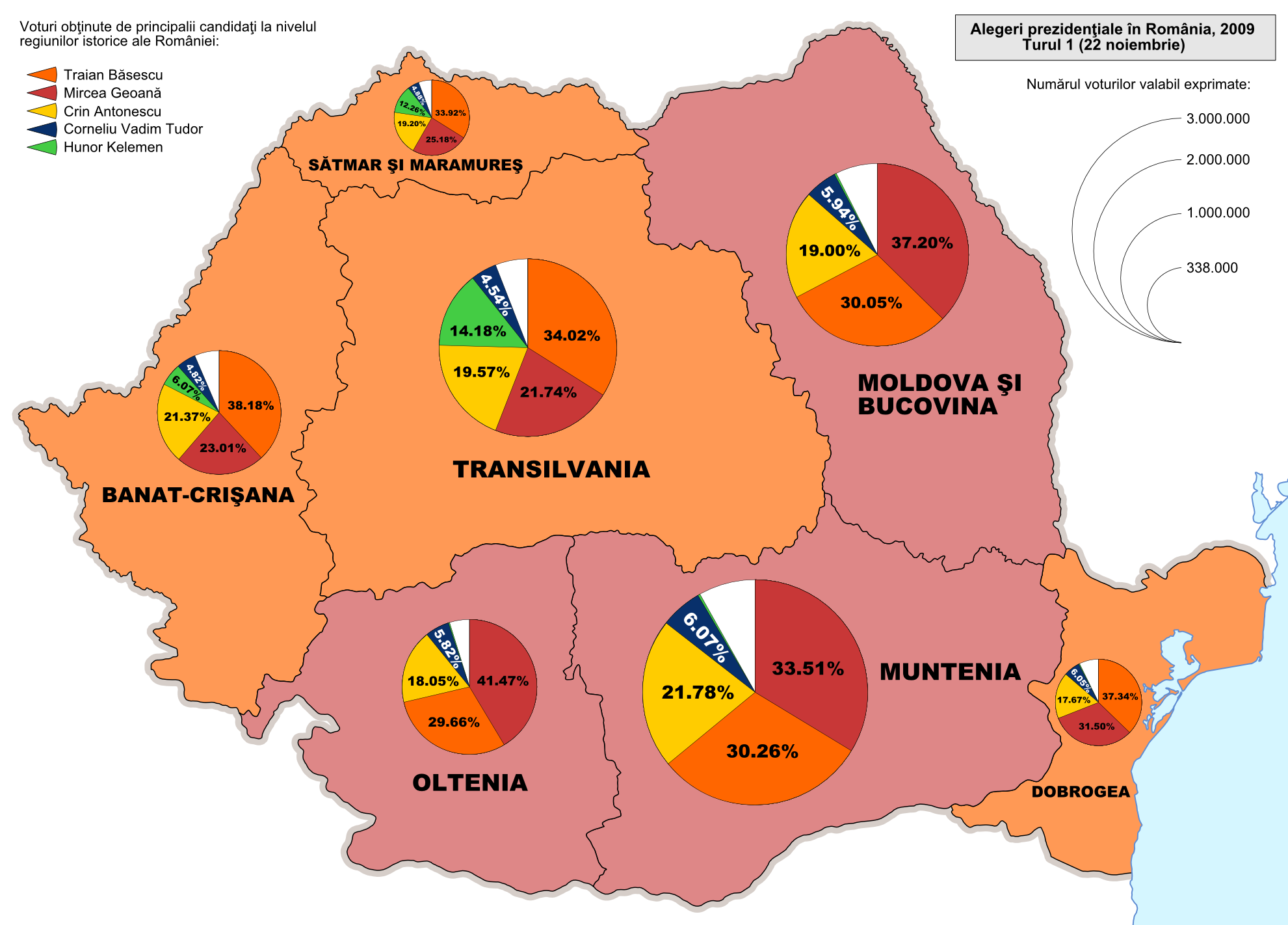
Distribución geográfica de los votos por región histórica (primera vuelta)
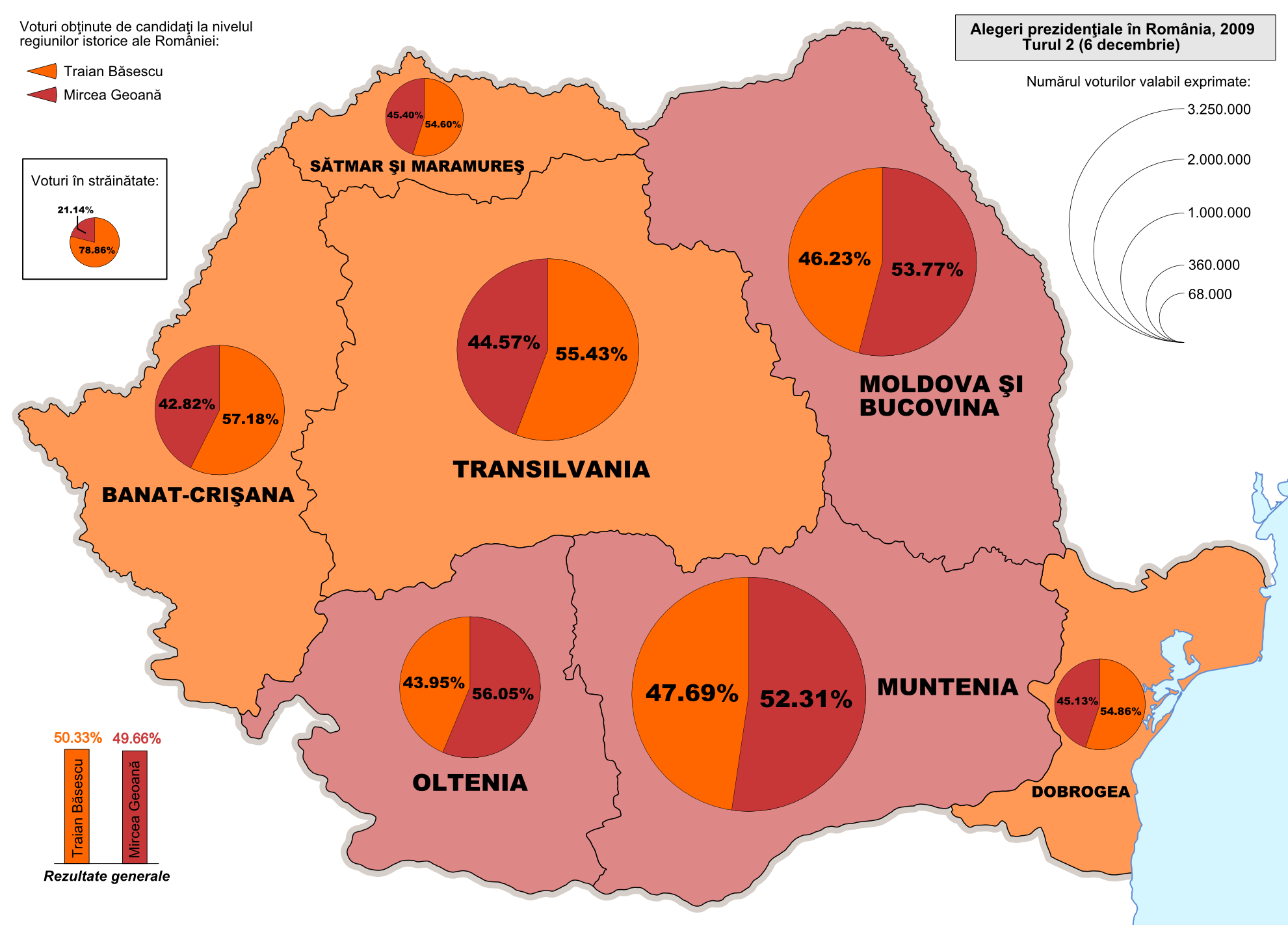
Distribución geográfica de votos por región histórica (segunda vuelta)

#### Crisis económica

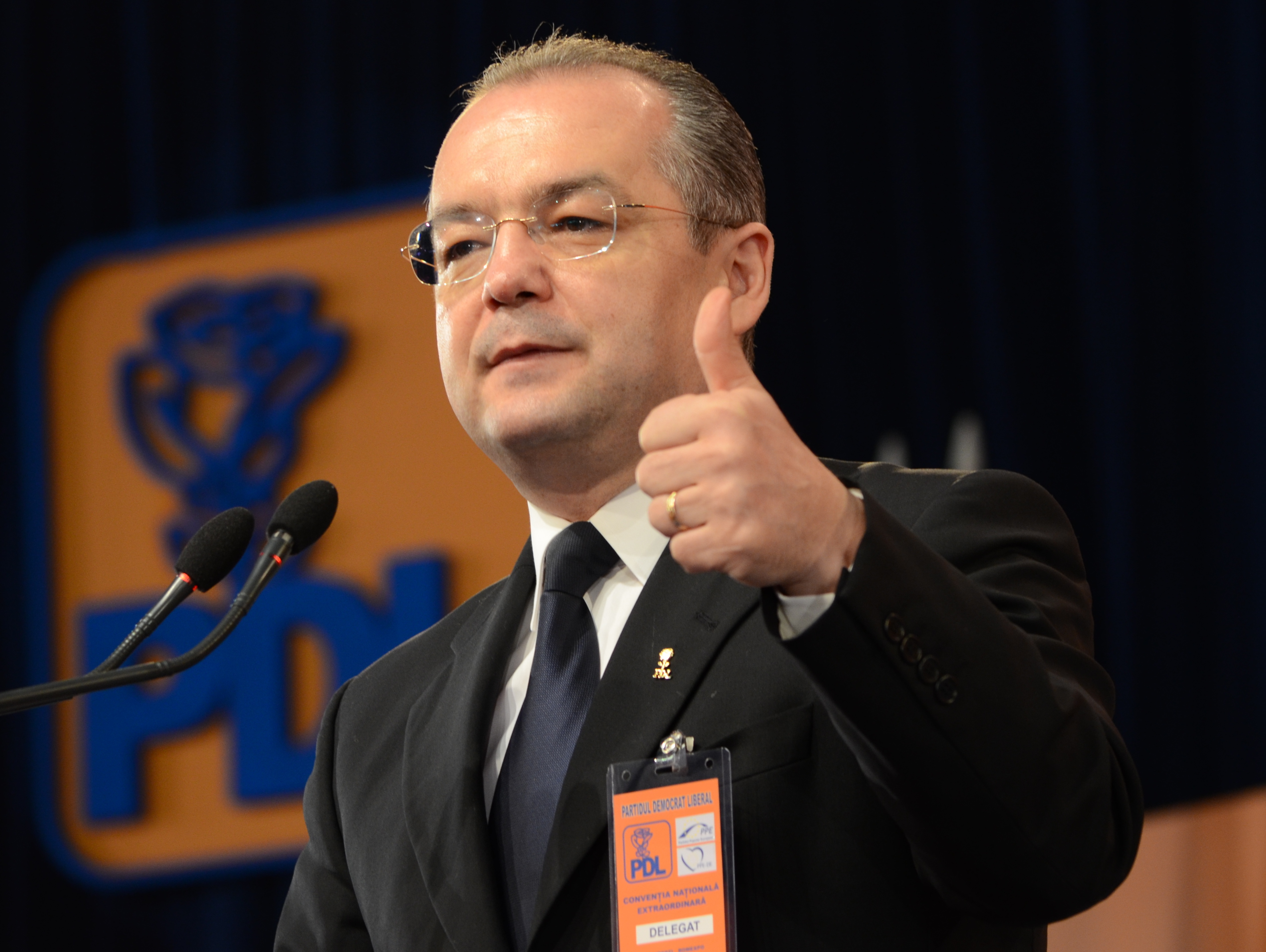
El primer ministro Emil Boc

En 2009 y 2010, Rumanía se vio muy afectada por la crisis económica mundial. Tras la conclusión del acuerdo de préstamo con el Fondo Monetario Internacional, el 7 de mayo de 2010, el presidente Traian Băsescu hizo una declaración televisada en Cotroceni anunciando que el gobierno había elegido una opcion tras las negociaciones con el FMI para combatir la crisis. La opción incluía medidas como una reestructuración dura del gasto público, una reducción del 15% en las pensiones, una reducción del 25% en los salarios del sector público y una reducción del 15% en las prestaciones por desempleo. En junio de 2010, el gobierno aumentó el IVA del 19% al 24%.
La oposición en la Unión Social-Liberal liderada por Victor Ponta (Partido Socialdemócrata) y Crin Antonescu (Partido Nacional Liberal) y la prensa (especialmente Antena 3 y Realitatea TV) han acusado con frecuencia al gobierno de asignación preferencial de fondos a sus miembros, duras medidas de austeridad y corrupción generalizada.
El 9 de enero de 2012, Traian Băsescu entró en conflicto con el médico y secretario de Estado en el Ministerio de Salud Raed Arafat, popular y respetado por fundar el Servicio Móvil de Reanimación y Liberación de Emergencia (SMURD) y que se opuso a un proyecto de nuevas leyes en el sistema de salud apoyado por el gobierno y la presidencia.
Entre el 13 y el 19 de enero de 2012 estallaron violentas protestas en Bucarest en apoyo de Raed Arafat, pero también para expresar su descontento con los aumentos de impuestos, los recortes salariales, el desempleo, las condiciones económicas desfavorables, la corrupción política. Se manifestaron por la renuncia del presidente Traian Basescu y el gobierno de Emil Boc. 88 personas resultaron heridas y 283 fueron detenidas. El canciller Teodor Baconschi, que se había pronunciado en contra de los manifestantes, fue despedido. El 6 de febrero se anunció la renuncia del Gobierno Emil Boc, quien fue reemplazado por Mihai Răzvan Ungureanu quien formó un gabinete tecnocrático. La oposición criticó a la presidencia por asignar el poder ejecutivo a un exjefe de inteligencia, insinuando que Basescu usaría los servicios de inteligencia y espionaje con fines políticos.

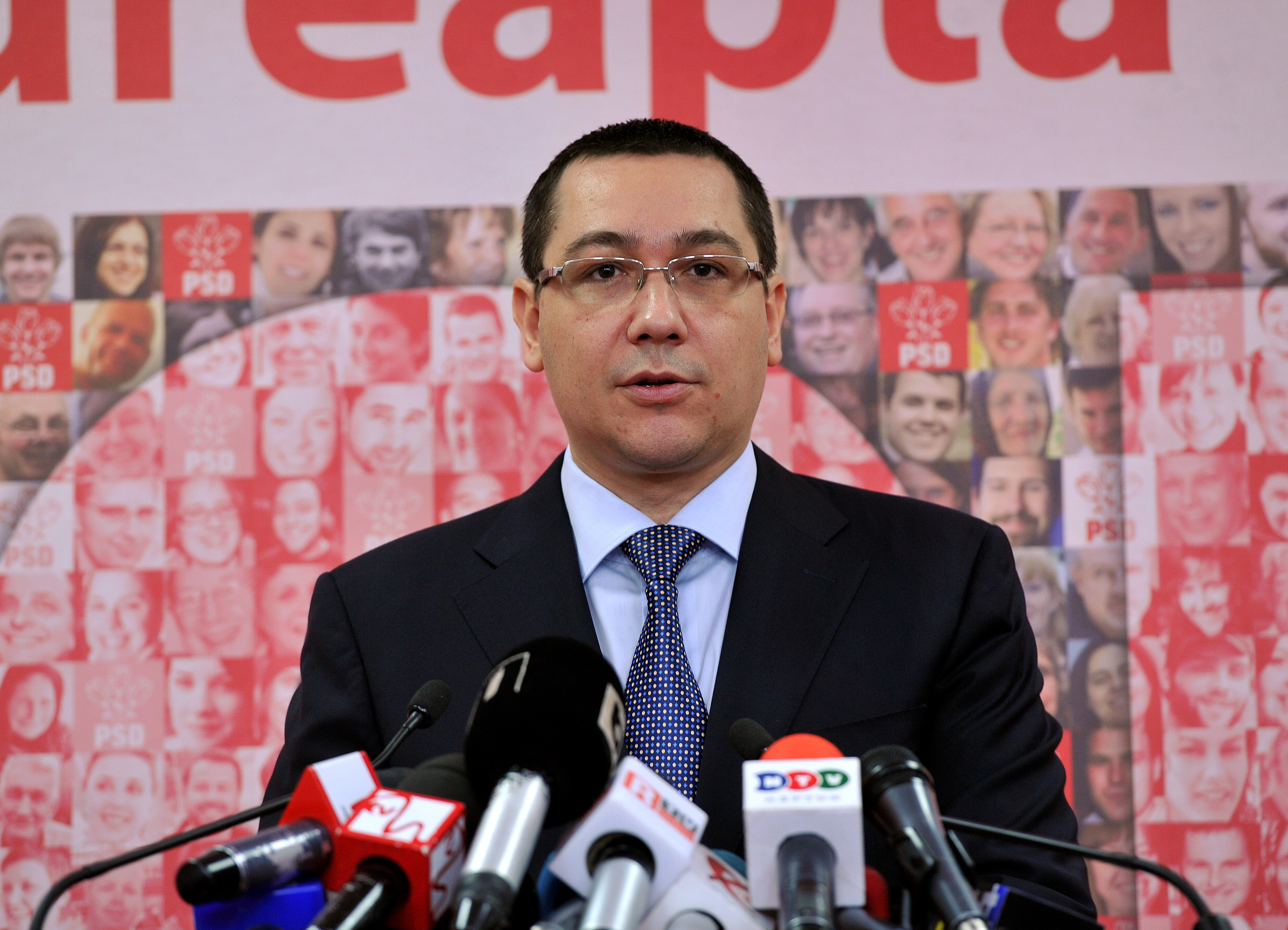
Primer Ministro Víctor Ponta

En abril de 2012, Mihai Răzvan Ungureanu fue destituido del cargo de primer ministro por una moción de censura iniciada por la Union Social Liberal, y Traian Băsescu nombró primer ministro a Victor Ponta. Su gabinete incluía ministros del Partido Socialdemócrata, el Partido Nacional Liberal y el Partido Conservador e independientes. Inició la lucha contra la recesión promoviendo un mayor consumo, creando nuevos puestos de trabajo en el sector privado, pero también aumentando los salarios de los empleados públicos. En junio de 2012, la Union Social Liberal ganó abrumadoramente las elecciones locales. No mucho tiempo después, fue acusado de plagio, y luego de varias investigaciones, su doctorado fue revocado. El 6 de julio de 2012, Băsescu fue suspendido por el Parlamento por segunda vez, siendo reemplazado temporalmente por Crin Antonescu. Su suspensión terminó después de que ganó el referéndum para permanecer en el cargo el 29 de julio de 2012 al no alcanzar el 50% + 1 de participación, aunque 7.403.836 votaron a favor de suspender al presidente Traian Basescu. Basescu llamó a sus seguidores a boicotear el referéndum. El Tribunal Constitucional invalidó el referéndum con una votación de 6-3 y reeligió a Băsescu como presidente de Rumanía. Se han llevado denuncias de fraude electoral a Teleorman. Liviu Dragnea, que el presidente del Consejo del Condado de Teleorman fue enviado a juicio en el caso del referéndum de 2012, acusado de haber utilizado su autoridad e influencia para obtener una presencia de al menos el 60 por ciento en la votación.

#### Agencia Nacional Anticorrupción

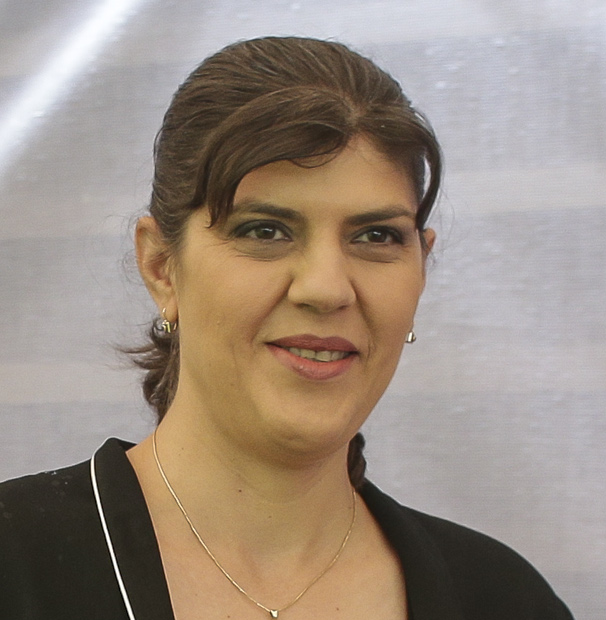
Laura Codruşa Kövesi

la agencia ha iniciado una serie de investigaciones sobre políticos corruptos: Ion Iliescu en el caso de la revolución y la minería, Traian Băsescu, absuelto por el Archivo de la Flota, pero investigado por el escándalo relacionado con la casa en Mihăileanu, acusado de seguridad y vínculos crediticios en CEC, y su familia fue acusada de participación en el caso “Nana”, siendo detenido el hermano del presidente y condenado por cohecho y tráfico de influencias. Klaus Iohannis también fue acusado de uso indebido de la propiedad de un edificio en Sibiu y su contrato de compraventa fue cancelado. Adrian Năstase fue condenado definitivamente en junio de 2012 a dos años de prisión con ejecución en el caso “Quality Trophy in Construction”, nuevamente condenado definitivamente en enero de 2014 a 4 años de prisión con ejecución en el caso Zambaccian, siendo posteriormente puesto en libertad.
Dan Voiculescu, fundador de la fundación que lleva su nombre, fundador del Partido Conservador, así como del trust televisivo Intact, fue condenado definitivamente en 2014 a 10 años de prisión con en el caso de privatización de ICA, posteriormente liberado. Sorin Ovidiu Vîntu fue condenado a 8 años de prisión por corrupción. Elena Udrea, presidenta del PMP y exministra de Turismo del Partido Demócrata Liberal, fue acusada y arrestada por lavado de dinero y declaraciones falsas sobre el escándalo de licencias de Microsoft y sobornos recibidos en 2011 en la gala de boxeo de Lucian Bute. Más tarde huyó a Costa Rica donde fue arrestada. Otros ministros del gobierno del Partido Demócrata Liberal han sido investigados por corrupción, como Vasile Blaga y Adrian Videanu. Dan Șova fue enviado a juicio junto con el primer ministro Victor Ponta, por actos de corrupción, acusado de que, junto con otros acusados, recibió beneficios indebidos luego de documentos adicionales sobre contratos en curso con 2 complejos energéticos. Fue condenado por la HCCJ a 3 años de prisión con ejecución.

#### las elecciones de 2012
En las elecciones del 9 de diciembre de 2012, la Unión Social-Liberal (integrada por el Partido Socialdemócrata, el Partido Nacional Liberal, la Unión Nacional para el Progreso de Rumanía y el Partido Conservador) obtuvo otra aplastante victoria del 58,61%, mientras la Alianza Derecha Rumanía (integrada por el Partido Liberal Democrático, el Partido Nacional Campesino Demócrata Cristiano y la Fuerza Cívica) obtuvo el 16,52%, y el Partido Popular - Dan Diaconescu obtuvo sólo el 13,98%.

Resultados de las elecciones locales y parlamentarias de 2012
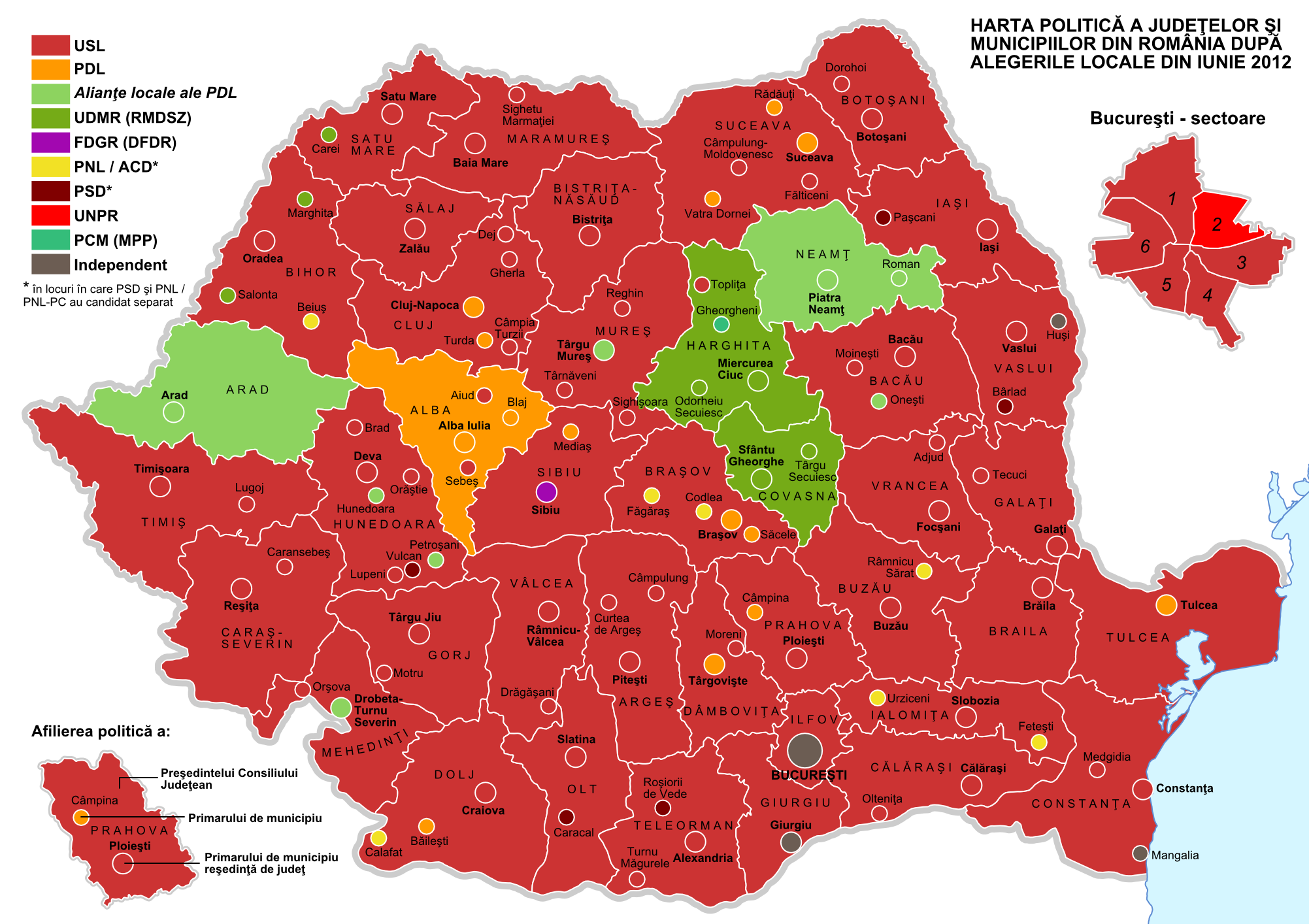
Afiliación política de los presidentes y alcaldes de los consejos de condado
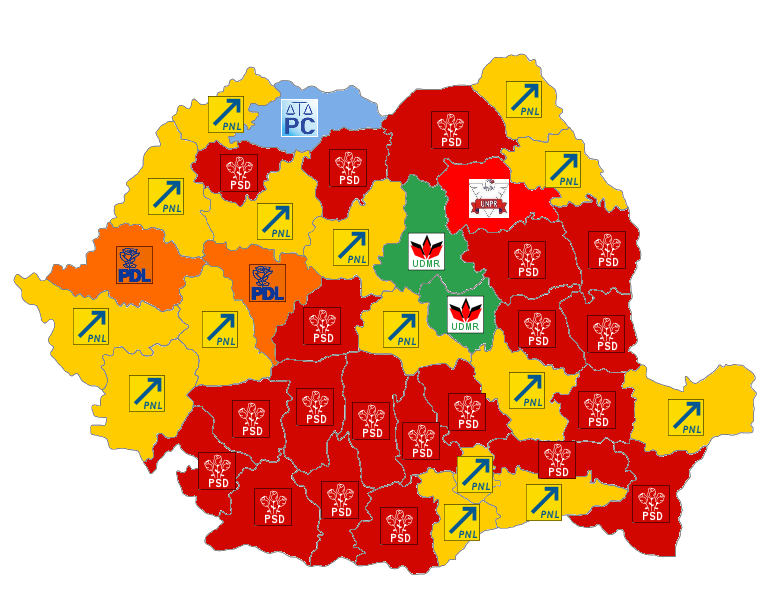
Afiliación política de los presidentes de los consejos de condado
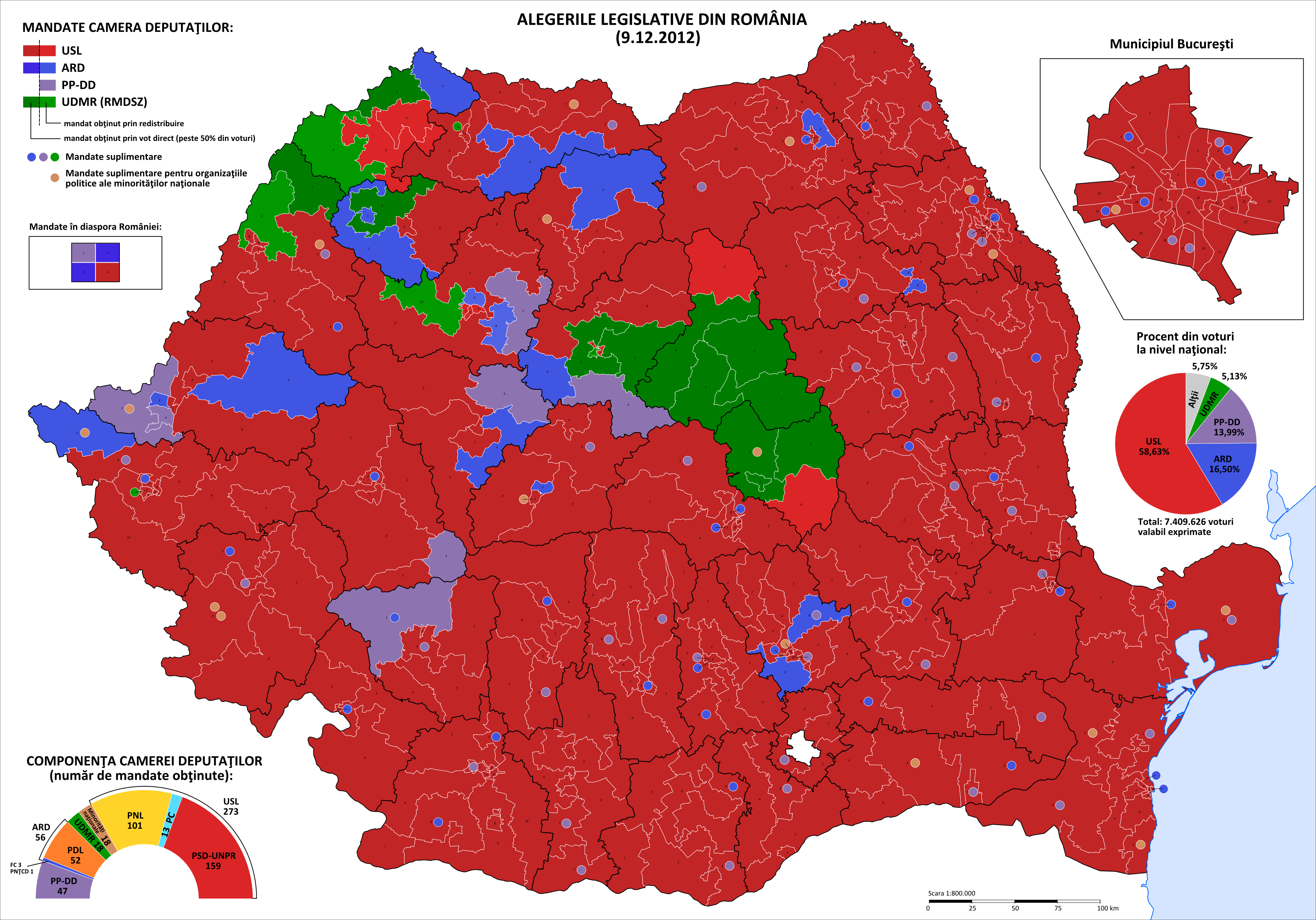
La filiación política de los diputados de cada circunscripción
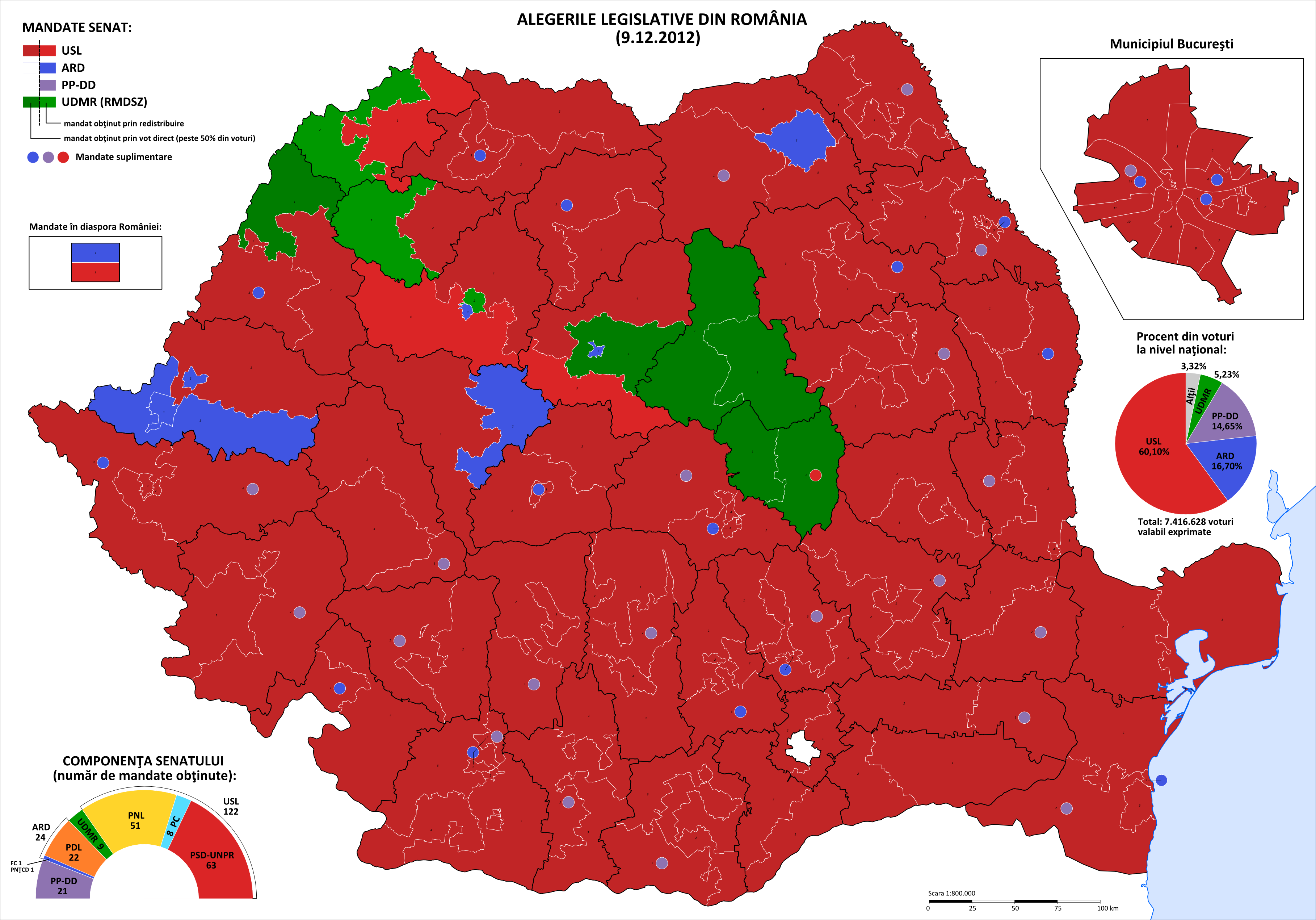
La filiación política de los senadores en cada circunscripción

#### Gobierno de la Union Social Liberal
La victoria electoral de la Union Social Liberal produjo una nueva configuración parlamentaria. La coalición gobernante marginó al presidente Basescu y redujo sus posibilidades de negociar una nueva coalición que incluyera al Partido Demócrata Liberal.
Durante una reunión informal celebrada el miércoles 12 de diciembre, en presencia de Victor Ponta, Crin Antonescu y Liviu Dragnea, Ponta y Băsescu firmaron un documento titulado "Acuerdo de Cooperación Institucional", que establece las pautas para la convivencia entre los dos, con el objetivo en "mantener la estabilidad del país y asegurar un clima de funcionamiento, buen gobierno y asegurar la confianza de los mercados internacionales".
En abril de 2013, como Ministro interino de Justicia, nombró a Laura Codruța Kövesi, Fiscal General de Rumania, como Jefa de la Dirección Nacional Anticorrupción. Aumentó significativamente los salarios de los empleados del sector público, pero también introdujo una gran cantidad de impuestos y multas, aumentando el impuesto a los combustibles. Se enfrentó a dos problemas relacionados con la protección del medio ambiente: el proyecto Roșia Montană y la extracción de gas de esquisto del Mar Negro. Estallaron protestas contra el Proyecto Roșia Montană en Bucarest, Cluj-Napoca, Iași, Timișoara y varias docenas de otras ciudades en Rumania y en el extranjero en las que participaron 200.000 personas. Los manifestantes afirmaron que el proyecto minero destruiría el medio ambiente y el patrimonio de Roșia Montană y exigieron el retiro de una ley que permitiría comenzar este proyecto. También exigieron que el cianuro esté prohibido por ley en las actividades mineras en Rumania
El 28 de octubre de 2013, en la Base Militar Deveselu, tuvo lugar la ceremonia oficial de conmemoración del inicio de las principales obras de construcción del componente rumano del escudo antimisiles. Los sistemas han estado operativos desde 2015, lo que generó críticas del presidente ruso Vladimir Putin, quien dijo que la instalación de un escudo antimisiles cerca de Rusia dañaría las relaciones con EE. UU. y la UE en el contexto de la crisis en Ucrania.
En octubre de 2013, estalló la revuelta de Pungești después de que la empresa estadounidense Chevron obtuviera el permiso de construcción para pozos de exploración de gas de esquisto en el condado de Vaslui. La empresa obtuvo todas las aprobaciones necesarias de las autoridades estatales para explorar el suelo en el perímetro de Siliștea. Participaron 50.000 manifestantes y 17 resultaron heridos. Tras la presión, las obras se interrumpieron y Chevron se retiró de Rumanía.

#### Gobierno de Victor Ponta

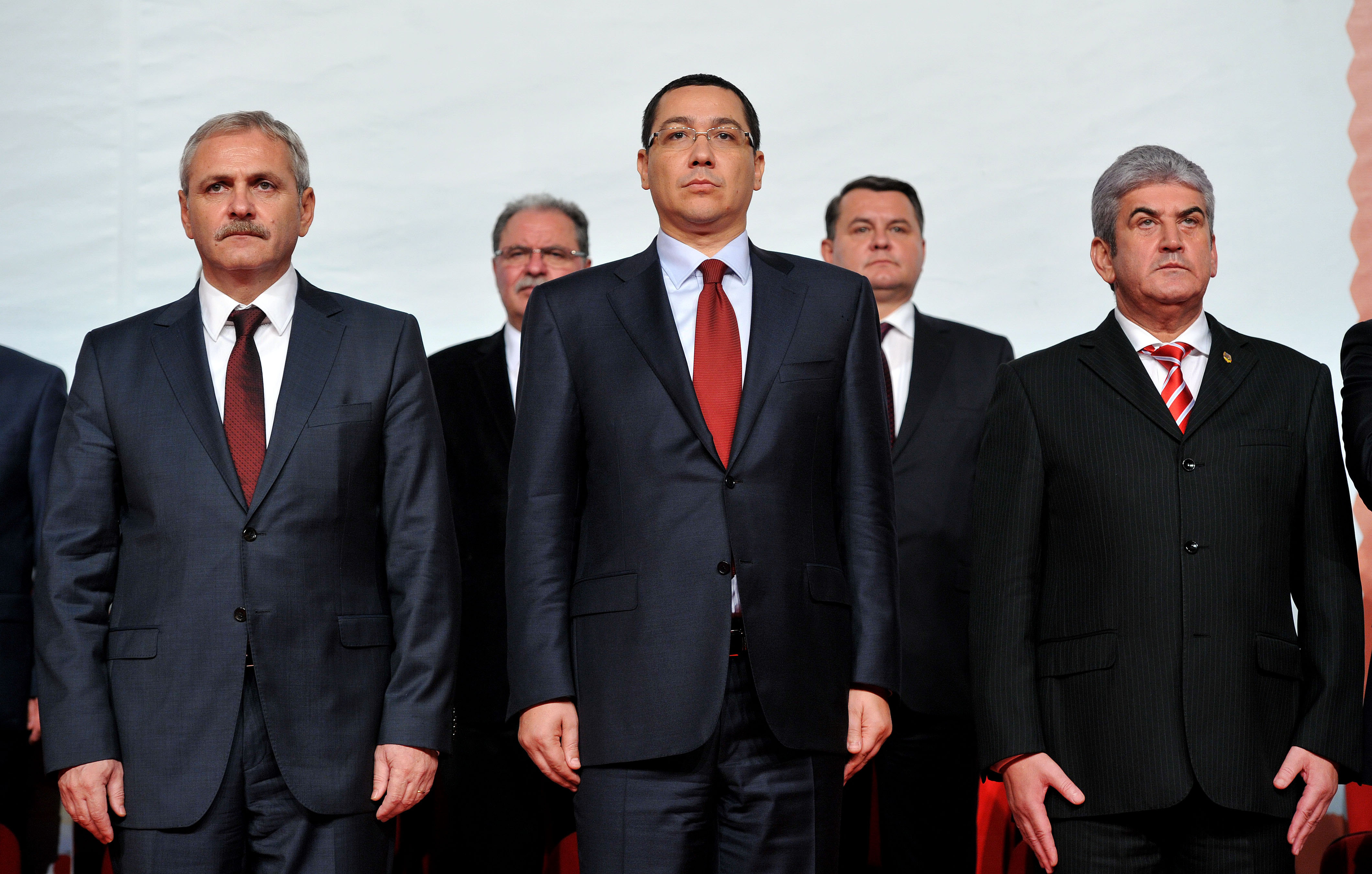
Victor Ponta, Gabriel Oprea y Liviu Dragnea

Debido a algunos malentendidos entre el Partido Nacional Liberal y el Partido Socialdemócrata y porque Ponta se niega a nombrar a Klaus Iohannis como viceprimer ministro, el 24 de febrero de 2014, el líder del Partido Nacional Liberal, Crin Antonescu, anunció la disolución de la Unión Social Liberal, respectivamente, la salida de los liberales del gobierno. El 26 de julio de 2014, el Partido Demócrata Liberal formó una alianza con el Partido Nacional Liberal, denominada Alianza Liberal Cristiana (ACL). Así, la fusión efectiva entre ambos partidos se produjo el 17 de noviembre de 2014, disolviéndose el Partido Demócrata Liberal como partido. La facción liderada por Eugen Tomac, Elena Udrea y Traian Băsescu, que dejó el Partido Demócrata Liberal en enero de 2014, fundó el Partido del Movimiento Popular, un partido de centro-derecha que aboga por el conservadurismo social, el liberalismo económico y la Democracia Cristiana.

#### Elecciones presidenciales de 2014

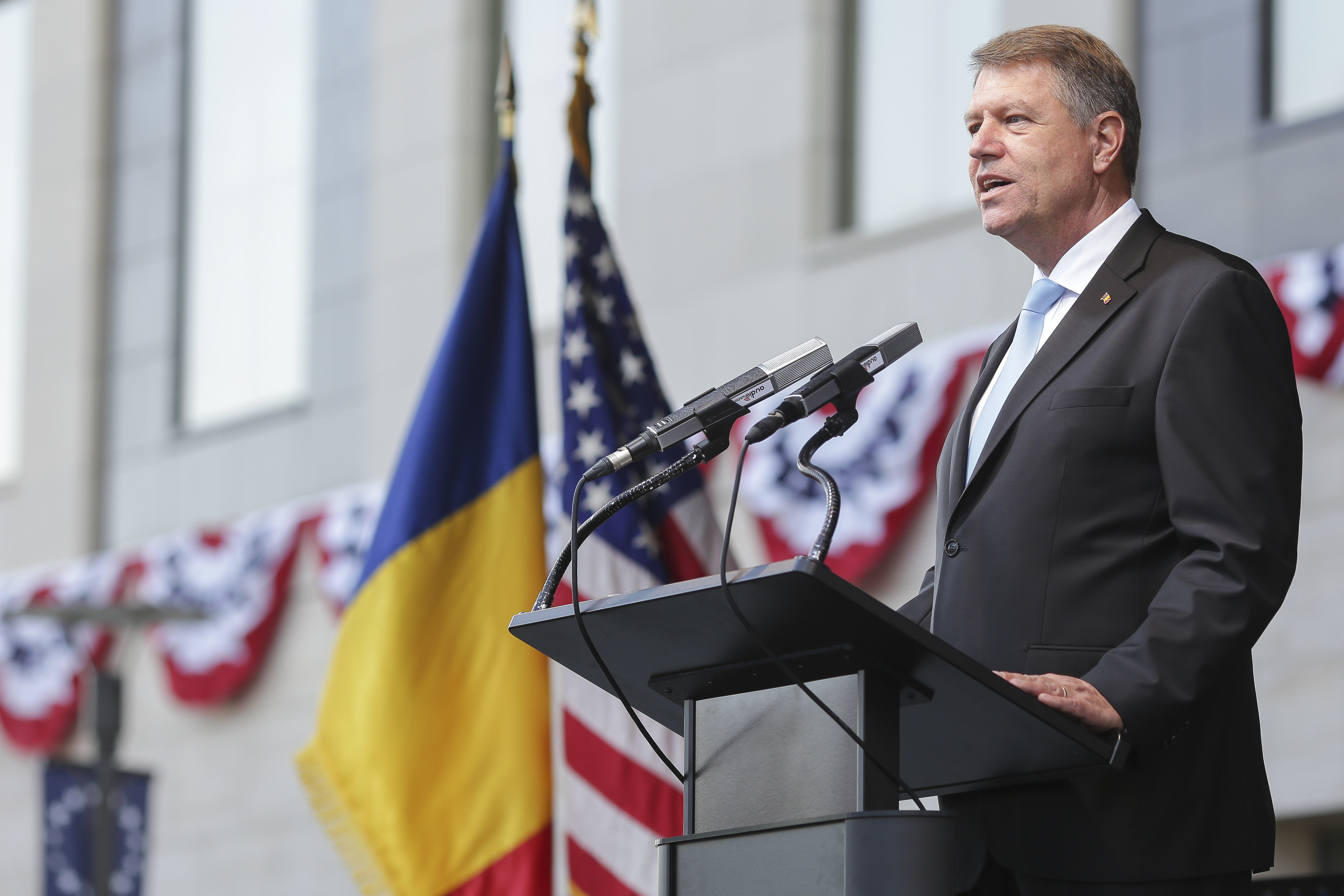
Klaus Iohannis - El primer presidente alemán de Rumania

Ponta, como líder de la Unión Socialdemócrata, creó una nueva coalición gubernamental compuesta por Partido Socialdemócrata, UNPR, PC y Unión Democrática de Húngaros en Rumania. En julio de 2014, Ponta anunció su candidatura a las elecciones presidenciales, con Klaus Iohannis, nombrado presidente del Partido Nacional Liberal tras la retirada de Crin Antonescu, como su oponente. Con 6.288.769 votos (54,43%), Klaus Iohannis derrotó a Victor Ponta que obtuvo 5.264.383 votos (45,56%) en la segunda vuelta.

Asumió la presidencia el 21 de diciembre, convirtiéndose en el primer presidente sajón en la historia de Rumanía. Su objetivo es centrarse en la lucha contra la corrupción y la mejora del sistema legal. Fue un firme partidario de la política exterior pro-occidental. Siguió trabajando con el primer ministro socialista Víctor Ponta, pero la relación se deterioró tras el escándalo de las visitas realizadas sin informar al presidente. Al mismo tiempo, Ponta fue acusado de 22 cargos de corrupción, complicidad en evasión de impuestos y lavado de dinero mientras trabajaba como abogado. Iohannis exigió su renuncia, pero el primer ministro se negó. Continuó criticando al parlamento predominantemente socialista por defenderlo y rechazar las demandas de DNA de suspensión de la inmunidad en el caso del senador del Partido Socialdemócrata Dan Șova y el primer ministro Victor Ponta.

Resultados de las elecciones presidenciales de 2014
Distribución geográfica de los votos por condados (primera vuelta)
Distribución geográfica de los votos por condados (segunda vuelta)
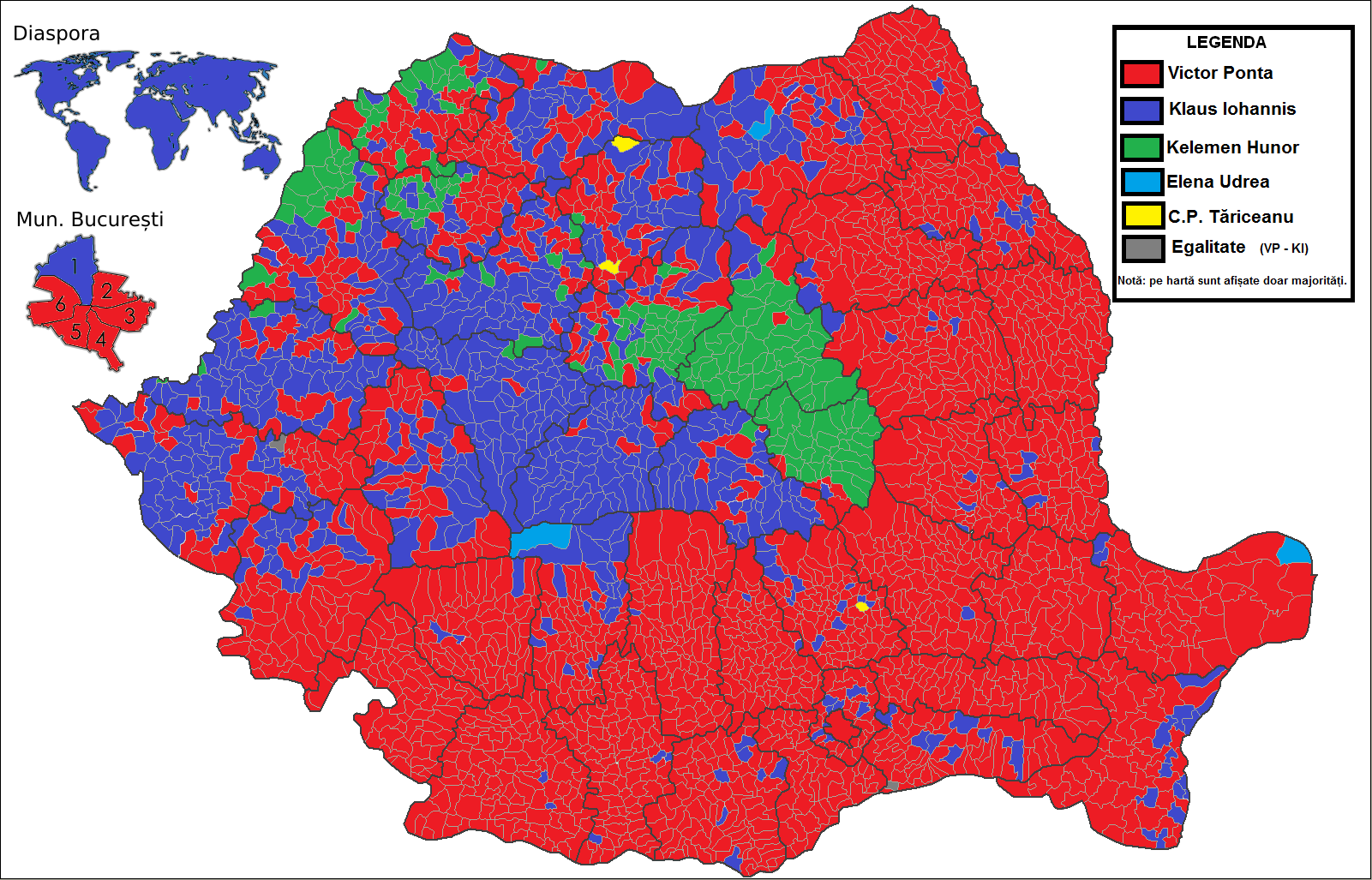
Distribución geográfica de votos por localidad (primera vuelta)
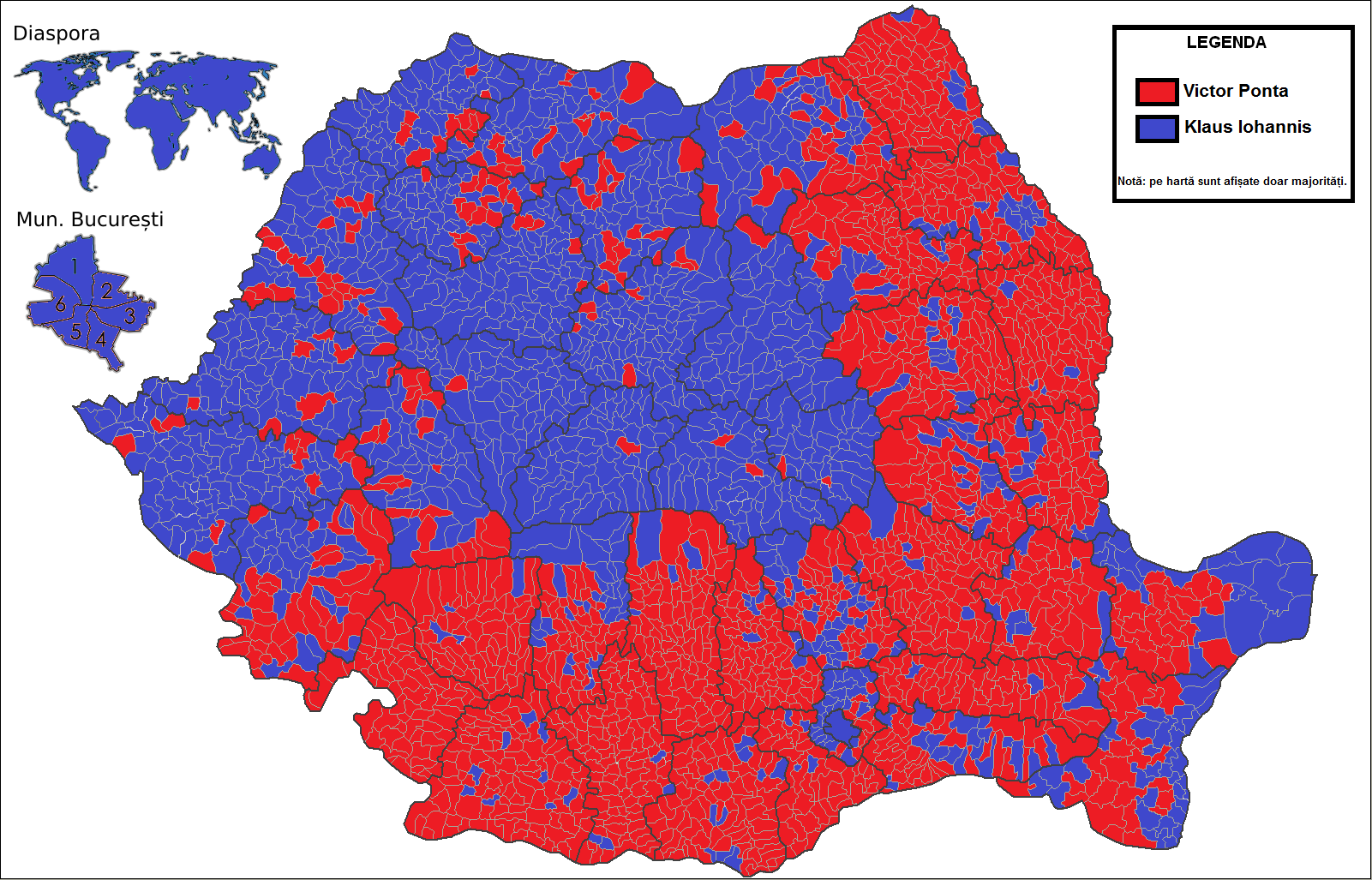
Distribución geográfica de votos por localidad (segunda vuelta)

#### El incendio en el club "Colectivo"
El 30 de octubre de 2015 se desató un devastador incendio en el club Colectiv debido a la negligencia y corrupción que permitió el funcionamiento del club, respectivamente permitiendo el espectáculo de fuegos artificiales en su interior. Hubo 64 muertos y 146 heridos. Del 3 al 9 de noviembre, más de 100.000 personas protestaron en Bucarest, pero también en otras ciudades del extranjero, bajo el lema "La corrupción mata" exigiendo la dimisión de Ponta por corrupción, indiferencia y negligencia ante las autoridades. Bajo presión, Victor Ponta renunció como primer ministro y diputado. El alcalde del Sector 4, Cristian Popescu-Piedone, también renunció, siendo arrestado temporalmente por violar las leyes de prevención de incendios. Al mismo tiempo, Gabriel Oprea renunció como ministro del Interior tras el escándalo por abuso de poder en el cargo.

#### Gobierno de Dacian Cioloș

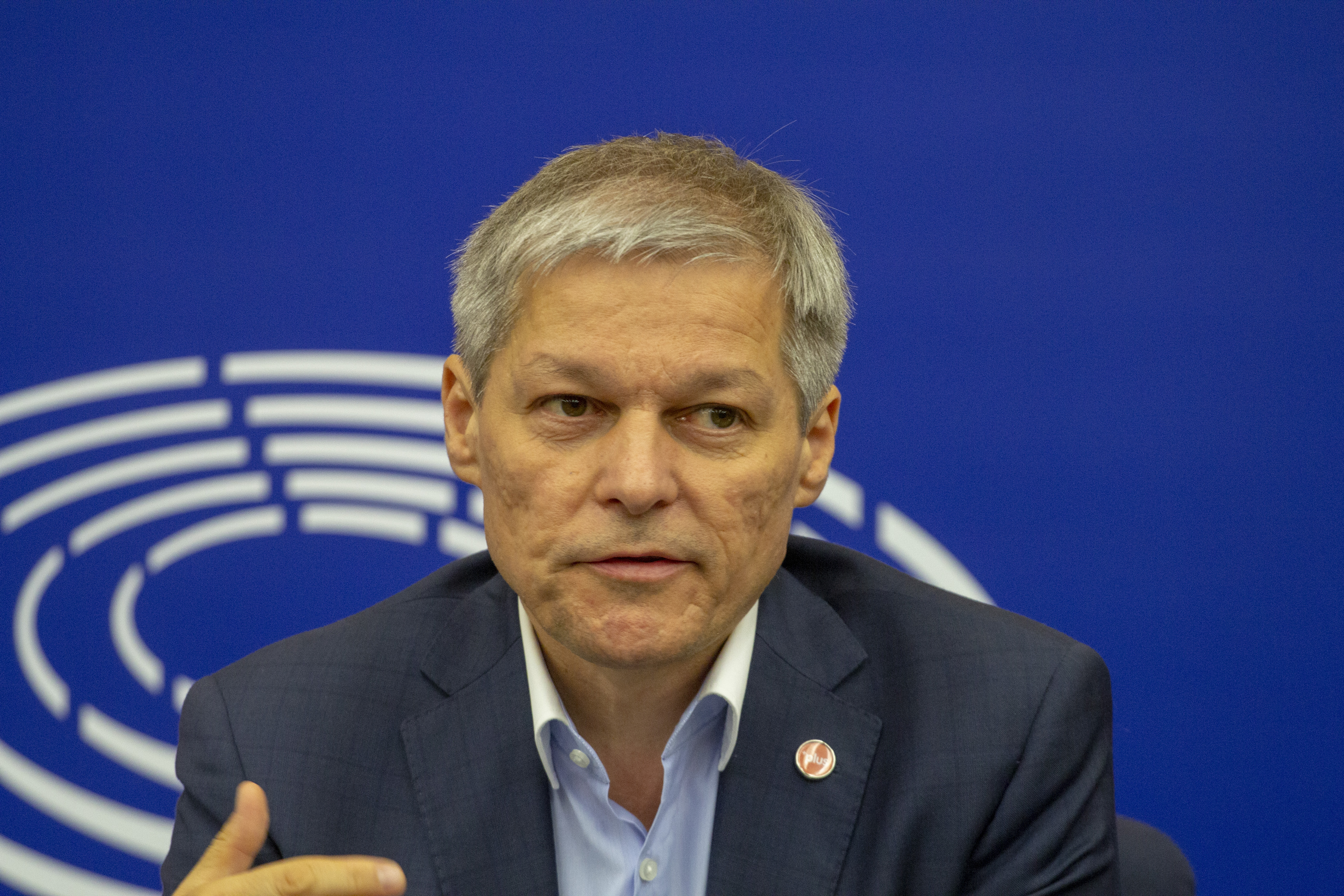
Dacian Cioloş

El presidente Klaus Iohannis nombro a Dacian Cioloș, ex comisario europeo de Agricultura y Desarrollo Rural y asesor especial sobre seguridad alimentaria internacional, como nuevo primer ministro tecnocrático de Rumanía. Cioloș propuso un gabinete tecnocrático de 21 miembros, un tercio de ellos mujeres. El 17 de noviembre, el gobierno de Dacian Cioloș fue derrocado por el Parlamento.
El año 2016 estuvo marcado por la crisis de los desinfectantes diluidos y el lanzamiento de la campaña "Brâncuși is mine", una campaña de apoyo a la suscripción nacional para la adquisición de la obra de Constantin Brâncuși "La bondad de la tierra" por parte del gobierno de Cioloș, pero sin éxito.
En octubre de 2016, en torno a las elecciones parlamentarias, Dacian Cioloș lanzó la Plataforma Romania 100, una plataforma de principios, valores y proyectos para el desarrollo de Rumania, que propuso para debate a los partidos en campaña, pero los resultados de las elecciones electorales fueron desfavorables.

#### Elecciones locales y parlamentarias de 2016

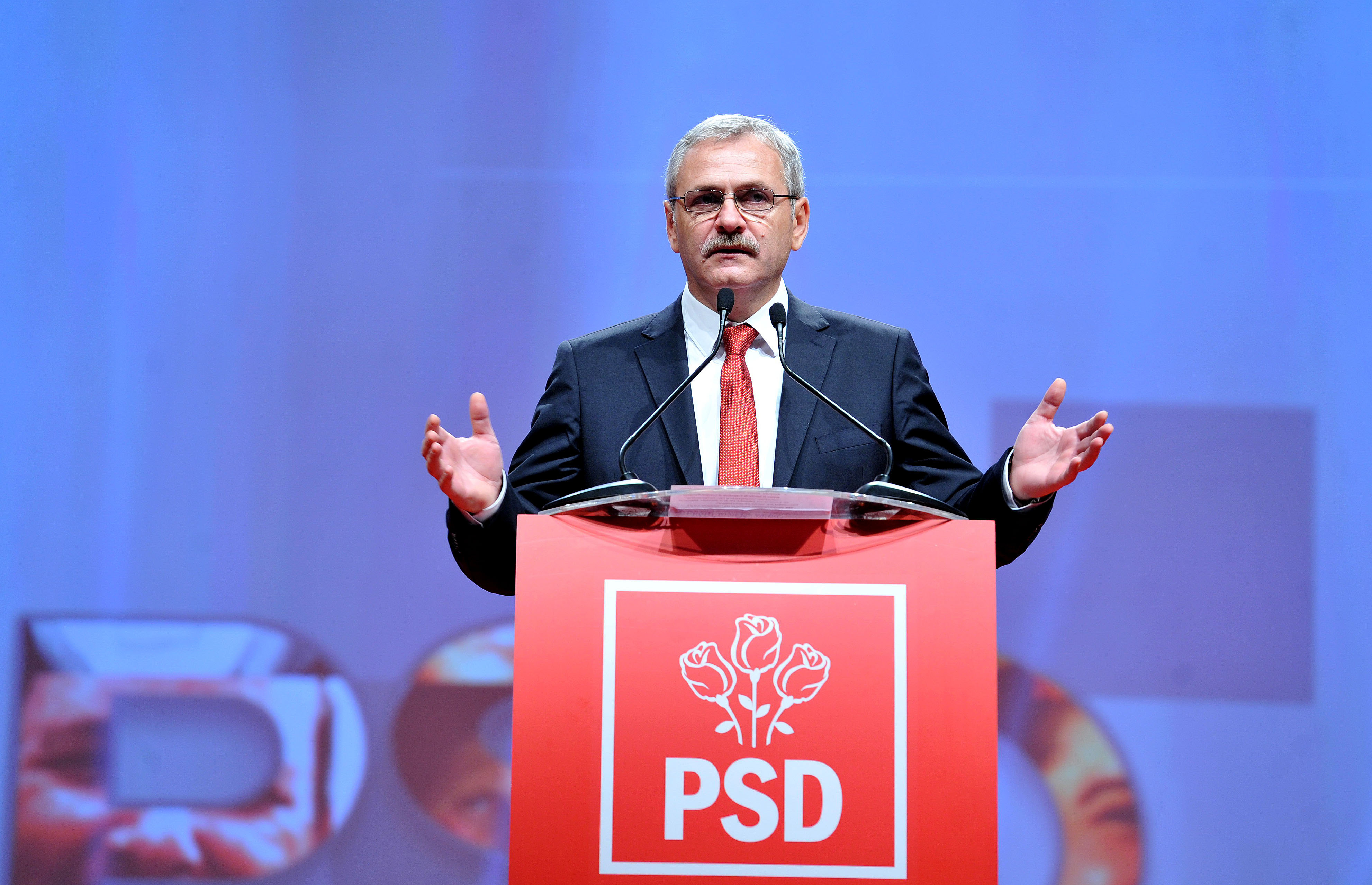
Liviu Dragnea

En las elecciones locales del 6 de junio de 2016, el Partido Socialdemócrata ganó por 37,58, manteniendo su supremacía en los ayuntamientos de los condados de Moldova, Muntenia, Oltenia, Dobrogea y Banat, incluido Bucarest donde la periodista y senadora Gabriela Vrânceanu Firea, la primera mujer, fue elegido alcalde de la capital. Mientras que en Transilvania y Crișana, Partido Nacional Liberal y Unión Democrática de Húngaros en Rumania continuaron manteniéndose en la mayoría de las alcaldías. En las elecciones legislativas del 11 de diciembre de 2016, el Partido Socialdemócrata liderado por Liviu Dragnea obtuvo un puntaje histórico del 45%, y junto con ALDE liderado por el jefe del Senado Călin Popescu-Tăriceanu, crearon una coalición de gobierno liderada por el Primer Ministro Sorin Grindeanu. El Partido Nacional Liberal, liderado por Alina Gorghiu y Vasile Blaga, está teniendo un mal desempeño en las elecciones locales y legislativas, pero en la oposición nace la Unión Salvar Romania, liderada por Dan Barna, un partido que tiene como objetivo luchar contra la corrupción.

Los resultados de las elecciones locales y parlamentarias de 2016
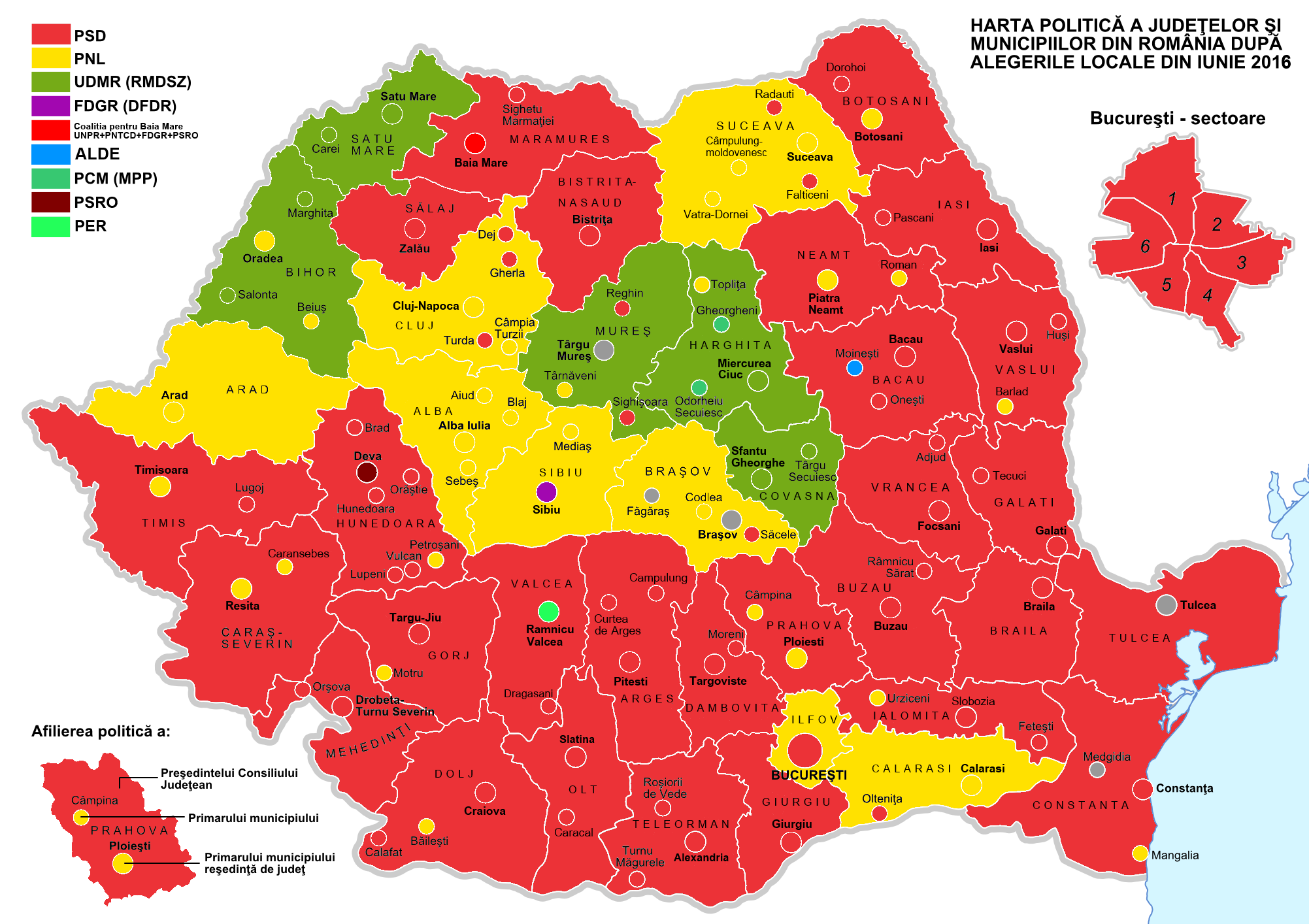
Afiliación política de los presidentes y alcaldes de los consejos de condado
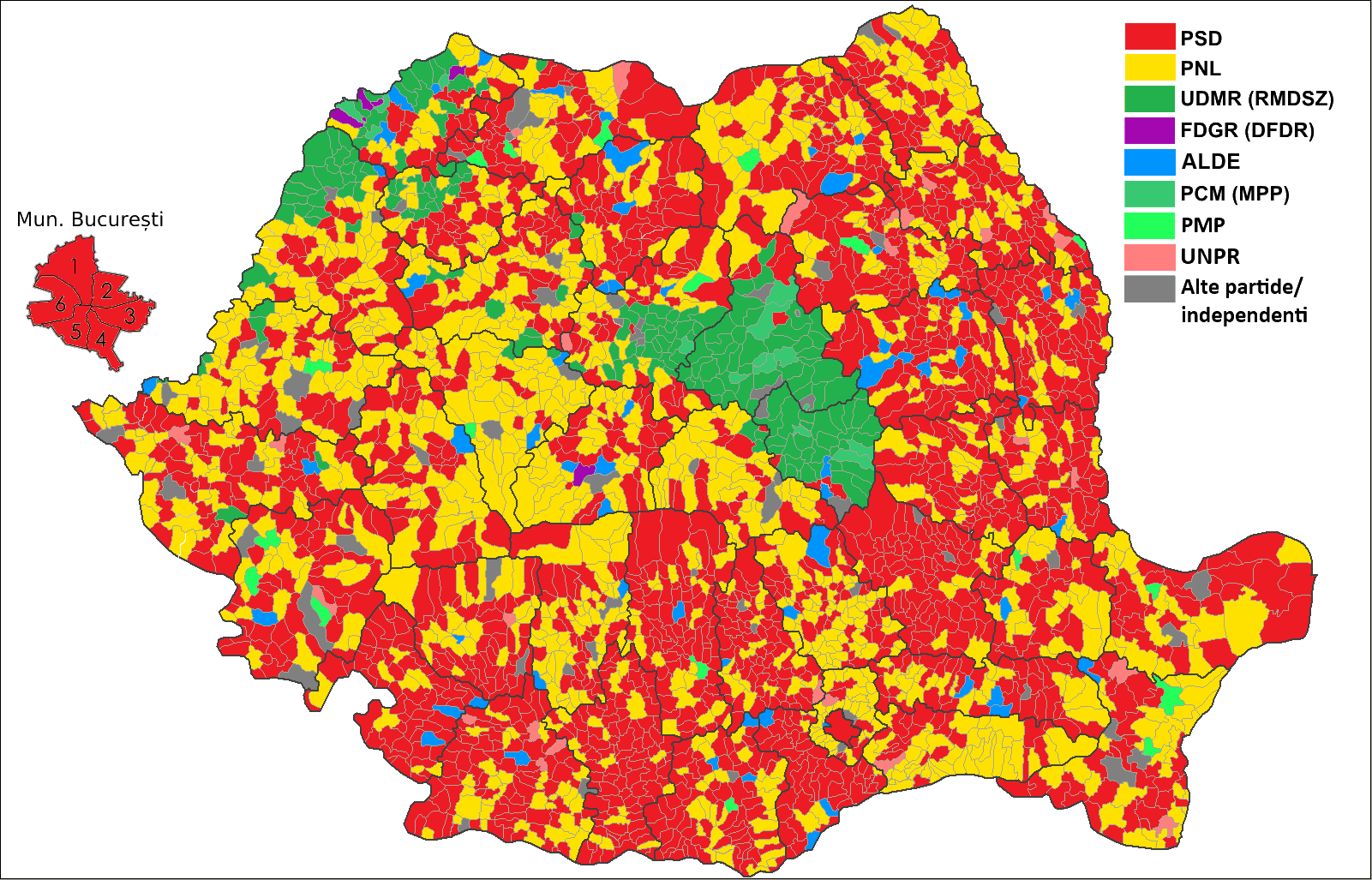
Filiación política de los alcaldes de todas las unidades administrativas
División de escaños en la Cámara de Diputados
La división de escaños en el Senado
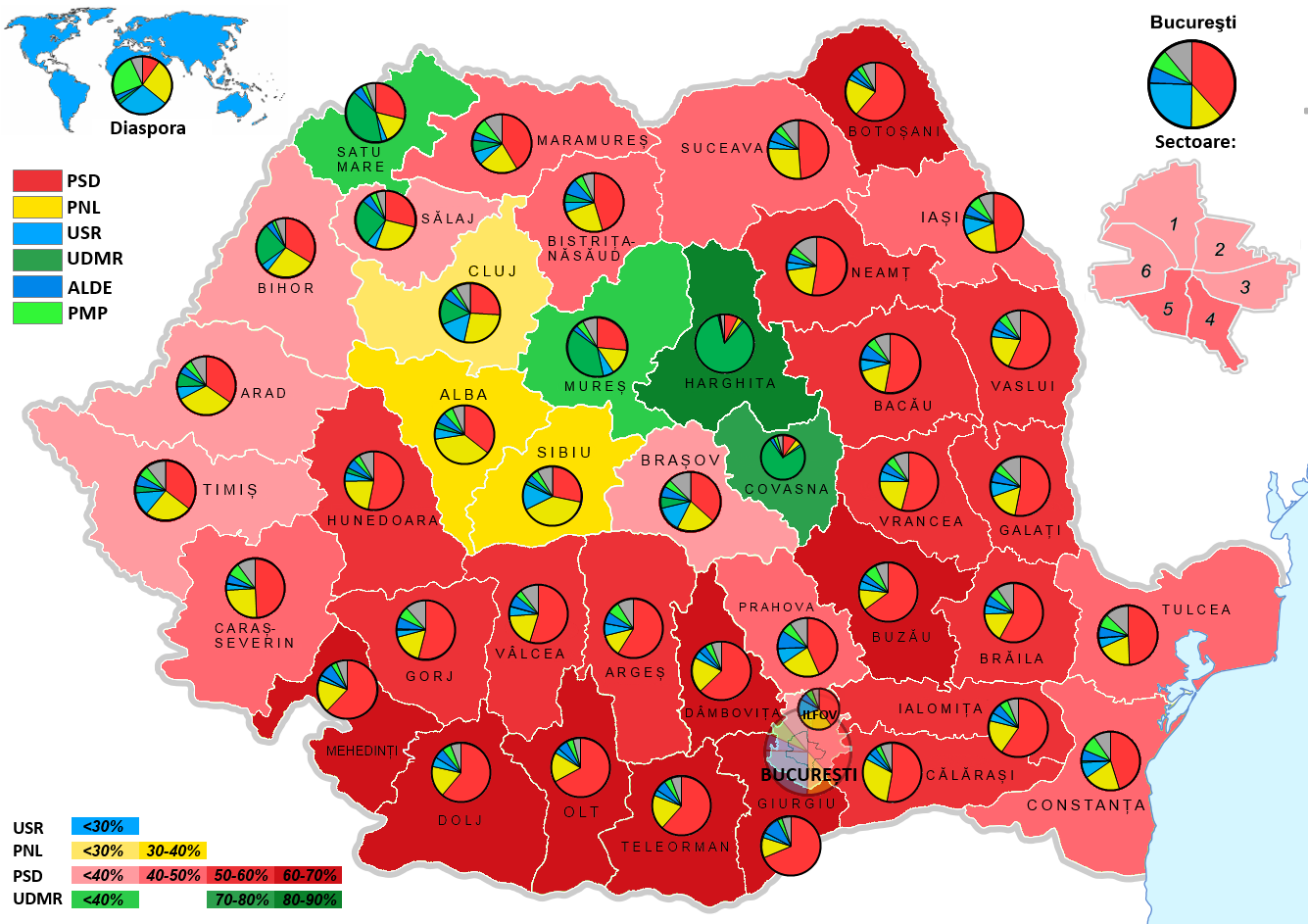
Distribución geográfica de votos para la Cámara de Diputados por condados

### Deslizamiento democrático (2017-2020)
hubo intentos del presidente del Partido Socialdemócrata, Liviu Dragnea, de cambiar el sistema judicial rumano a su favor y el de sus familiares. Este período, marcado por una larga serie de protestas callejeras, finalizó con la sentencia de prisión de Dragnea el 27 de mayo de 2019.

#### Gobierno de Sorin Grindeanu
El 31 de enero de 2017, el gobierno de Sorin Grindeanu adoptó la Ordenanza de Emergencia 13/2017 que legaliza el delito de abuso de poder si el daño es inferior a 200.000 lei. Esta medida fue inmediatamente cuestionada por gran parte de la sociedad, siendo interpretada como una forma de frenar las investigaciones activas contra el líder del Partido Socialdemócrata, Liviu Dragnea. La ordenanza fue derogada el 5 de febrero de 2017 luego de protestas masivas en todo el país.
El gobierno de Grindeanu fue destituido por una moción de censura iniciada por su propio partido el 29 de junio de 2017.

#### Gobierno de Mihai Tudose

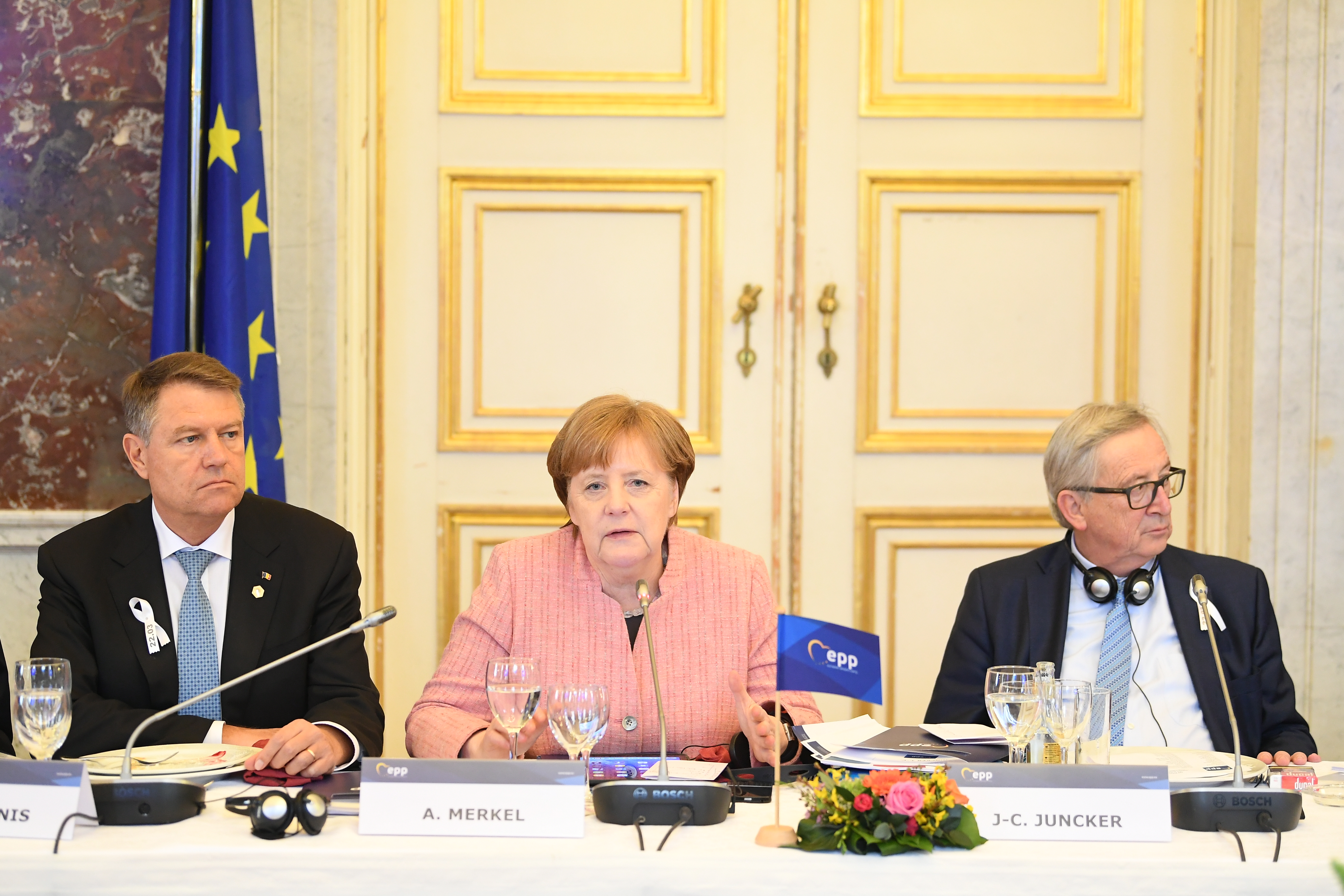
Klaus Iohannis en una cumbre europea de 2018 con Angela Merkel y Jean Claude Junker, presidente de la Comisión Europea

Tras la destitución de Sorin Grindeanu por una moción de censura de su propio partido por negarse a seguir modificando las leyes de justicia, Mihai Tudose asumió el cargo de Primer Ministro de Rumanía el 29 de junio de 2017. El gobierno se centro más en cambios en el sistema tributario, aumentando las contribuciones a la seguridad social que deben pagar al estado quienes realizan contratos de trabajo. Las medidas gubernamentales tomaron por sorpresa al entorno empresarial y han creado imprevisibilidad en el entorno fiscal.
El primer ministro despidió a dos ministros cercanos al presidente del Partido Socialdemócrata, Liviu Dragnea, porque estaban siendo procesados, más el ministro de Transportes con el que había tenido una relación tensa hasta entonces, creando así un conflicto entre el jefe de Gobierno y el jefe del principal partido de la coalición gobernante, conflicto que condujo a la retirada del apoyo al partido y a la dimisión del Primer Ministro el 16 de enero de 2018.

#### Gobierno de Viorica Dăncilă

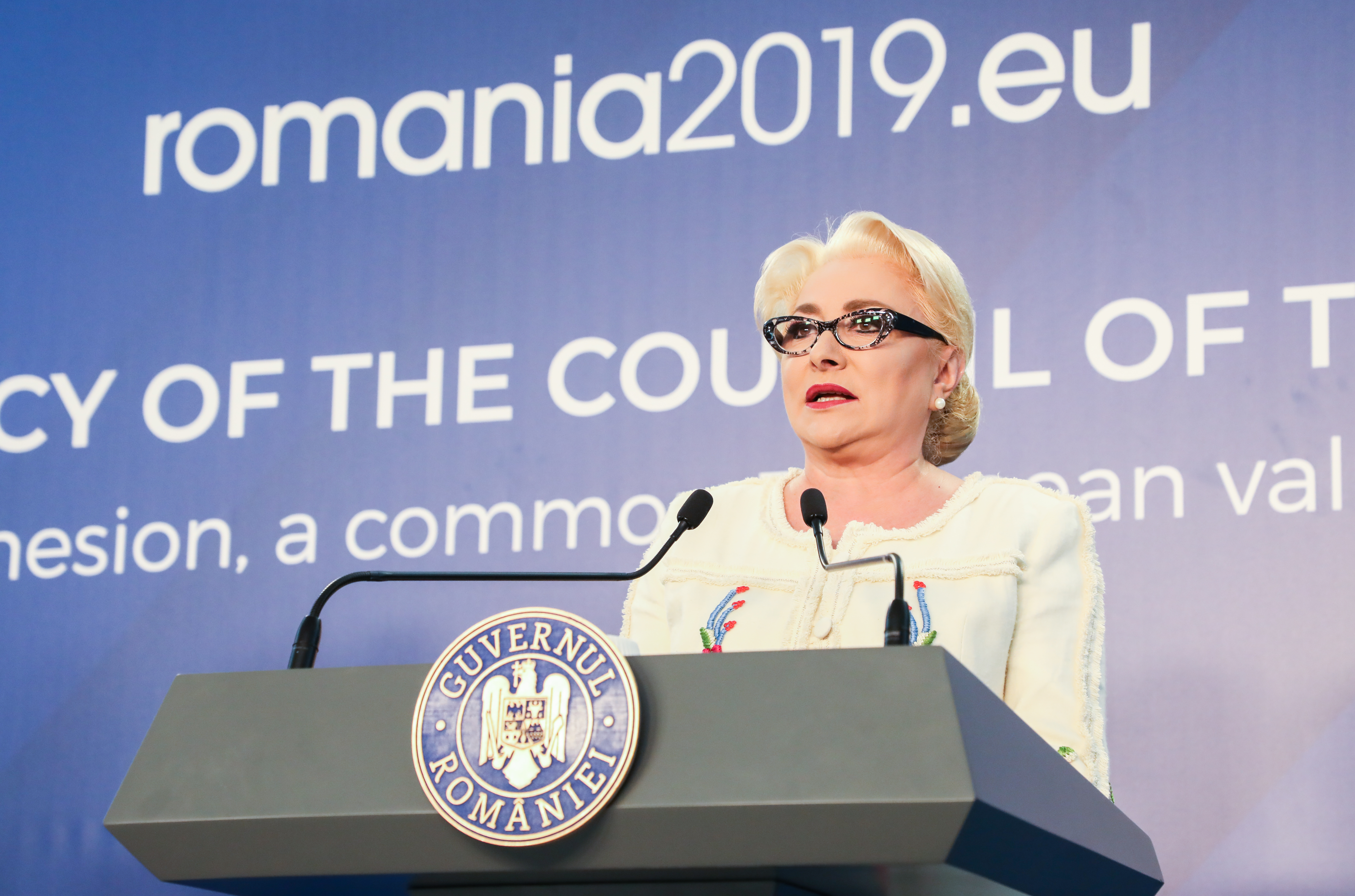
Viorica Vasilica Dăncilă

El 29 de enero de 2018, Viorica Dancila se convirtió en la primera mujer en asumir el cargo de Primera Ministra en la historia de Rumanía. Se destacó negativamente por sus frecuentes errores e incompetencia administrativa. Debido a los abusos cometidos, la corrupción y la incompetencia que generó déficit, inflación, la falta de empleo a pesar del crecimiento económico, las protestas se extendieron en las grandes ciudades donde participaron decenas de miles de personas.

#### Cambio de las leyes de la justicia
El 22 de febrero de 2018, el Ministro de Justicia Tudorel Toader anunció que inicia el procedimiento de destitución de la fiscal jefe de la DNA, Laura Codruța Kövesi. Toader también presentó un informe sobre la actividad directiva de DNA. El informe destacó el "exceso de autoridad, conducta discrecional, desafío a la autoridad del Parlamento, el papel y los poderes del Gobierno, la impugnación de las decisiones de la Corte Constitucional y su autoridad" manifestado por el fiscal jefe de la DNA. El anuncio fue seguido por protestas en Bucarest, Cluj-Napoca, Iasi, Sibiu, Brasov, Constanta y Timisoara.
En marzo de 2018, RISE Project reveló que las autoridades brasileñas estában realizando una investigación sobre el tema de Liviu Dragnea, sospechoso de usar dinero de empresas rumanas corruptas (Teldrum) para comprar propiedades en la playa de Cumbuco, a 30 km de Fortaleza, la capital. del estado de Ceará.
El 18 de junio de 2018, el pleno de la Cámara de Diputados aprobó el proyecto de reforma al Código Procesal Penal, con 175 votos “a favor”, 78 votos “en contra” y una abstención. La oposición protestó durante la votación, solicitando en repetidas ocasiones que se devolviera a la comisión, declarando abusiva la aprobación de la ley, ya que la comisión rindió informe el mismo día, al no recibir los parlamentarios este informe impreso. El 12 de octubre de 2018, luego de dos días de debates, la Corte Constitucional rechazó por unanimidad 64 de las 96 reformas impugnadas al Código Procesal Penal.
El 4 de julio de 2018, el pleno de la Cámara de Diputados aprobó, con 167 votos a favor, 97 en contra y 19 abstenciones, una serie de polémicas reformas al Código Penal. Entre los cambios más importantes se encuentran los que despenalizan completamente la negligencia en el trabajo y en parte el abuso en el trabajo. También se han redefinido una nueva serie de conceptos, como 'grupo delictivo organizado', 'persecución penal' y 'tráfico de influencias'. Dos nuevos delitos introducidos en el Código Penal fomentan la presión sobre los magistrados. Prevén la pena de prisión por la presentación de un sospechoso o acusado como condenado, respectivamente, por "violación del derecho a un juicio justo, el juicio de un juez imparcial e independiente por cualquier intervención que afecte la distribución aleatoria de los casos".

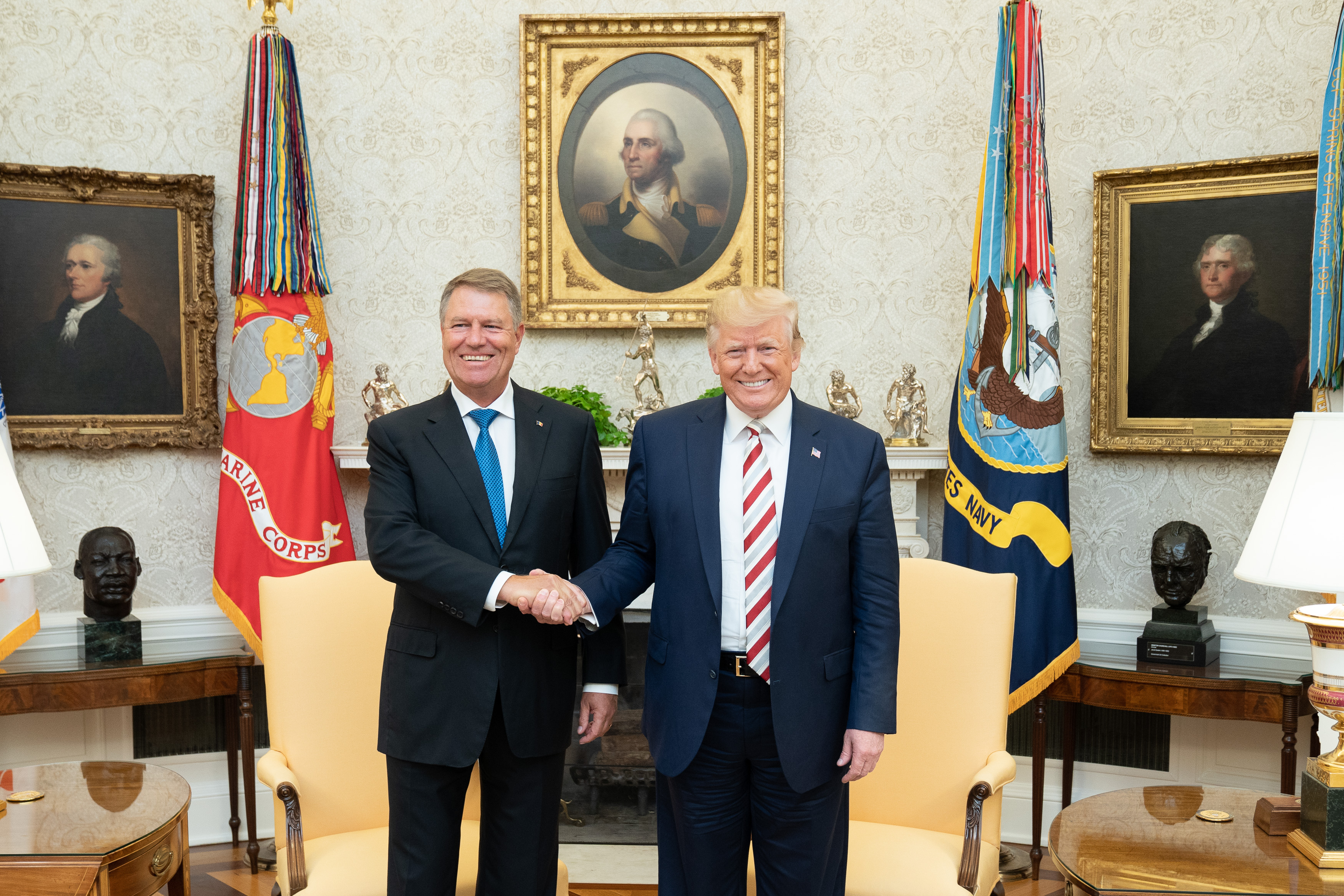
Klaus Iohannis invitado por segunda vez a la Casa Blanca por el presidente estadounidense Donald Trump

El 9 de julio, aunque rechazó en innumerables ocasiones las solicitudes del Ministerio de Justicia, el presidente Klaus Iohannis firmó el decreto de destitución de Laura Codruța Kövesi.
El 9 de julio, aunque rechazó en innumerables ocasiones las solicitudes del Ministerio de Justicia, el presidente Klaus Iohannis firmó el decreto de destitución de Laura Codruța Kövesi.
El 10 de agosto, 100.000 personas protestaron en la plaza Victoriei de Bucarest. Exigieron la renuncia del Gobierno de Dăncilă, insatisfechos con la forma en que gobiernan los socialdemócratas y las decisiones tomadas por ellos con respecto a las leyes de justicia y los Códigos penales, la destitución de la Fiscal Jefe de la Dirección Nacional Anticorrupción, Laura Codruța Kövesi, el errores de la primera ministra Viorica D el hecho de que el líder del Partido Socialdemócrata, Liviu Dragnea, esté a cargo de la Cámara de Diputados a pesar de que fue condenado a prisión. Rumanos del país y de otros países del mundo participaron en la manifestación de la diáspora. Los miembros de los partidos de gobierno tuvieron una actitud hostil hacia los manifestantes. La manifestación estuvo marcada por la violencia entre los manifestantes y las fuerzas del orden. La protesta degeneró después de que manifestantes pacíficos se infiltraran en "grupos violentos y galerías de equipos de fútbol", interviniendo las fuerzas del orden para dispersar a la multitud con granadas de gas lacrimógeno (CS y OC) y un cañón de agua. 452 personas, entre niños y gendarmes, necesitaron atención médica; de estos, 70 fueron hospitalizados. La Unión Salvar Rumanía exigió la dimisión de la ministra del Interior, Carmen Dan, y del jefe de la Gendarmería rumana, Sebastian Cucoș, "por la responsabilidad de brutalidad en la manifestación de la diáspora en la plaza Victoriei". El Sindicato condenó el hecho de que durante la manifestación, personas inocentes se vieron atrapadas en el conflicto entre los gendarmes-

#### Protestas contra la corrupción

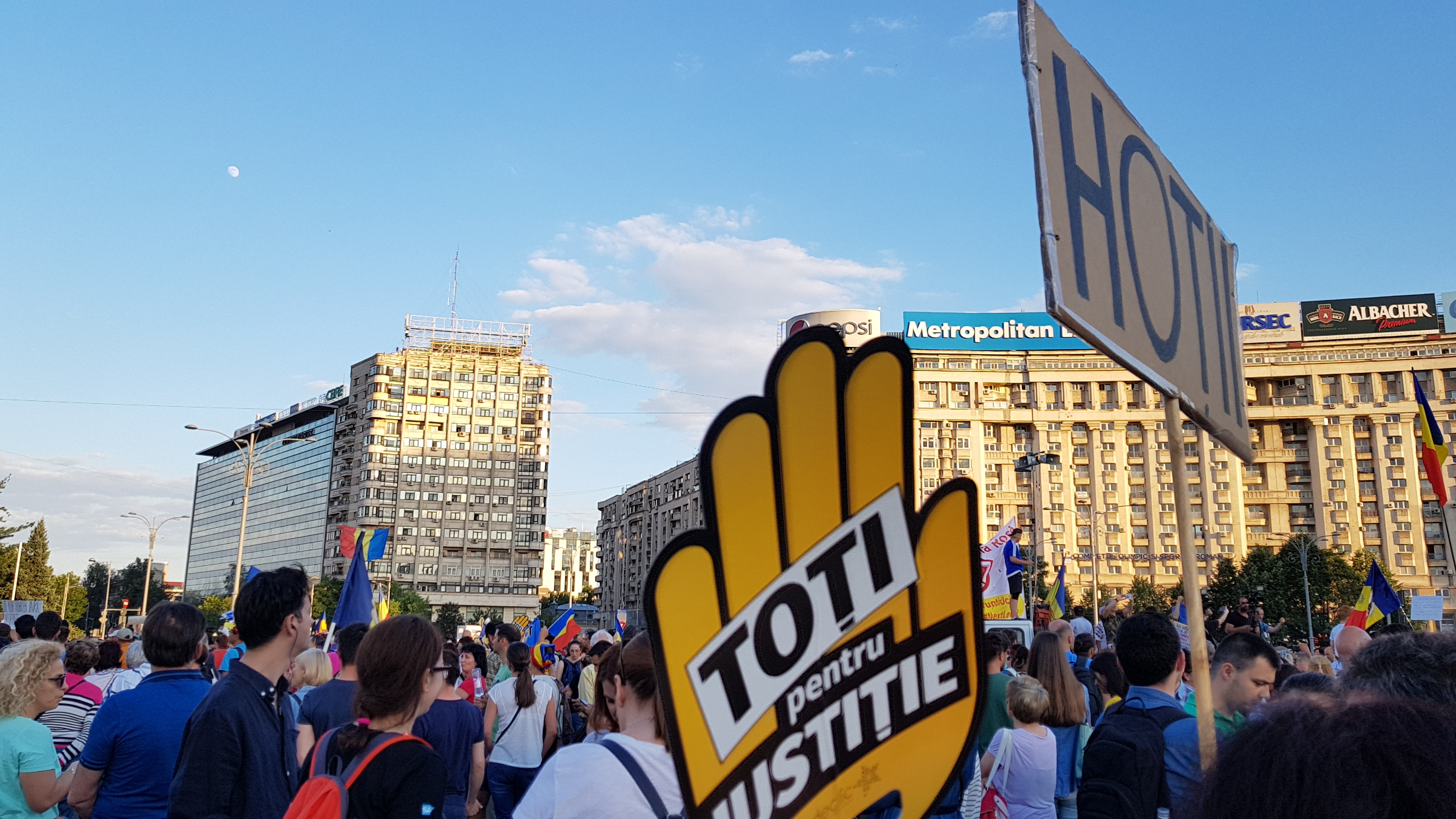
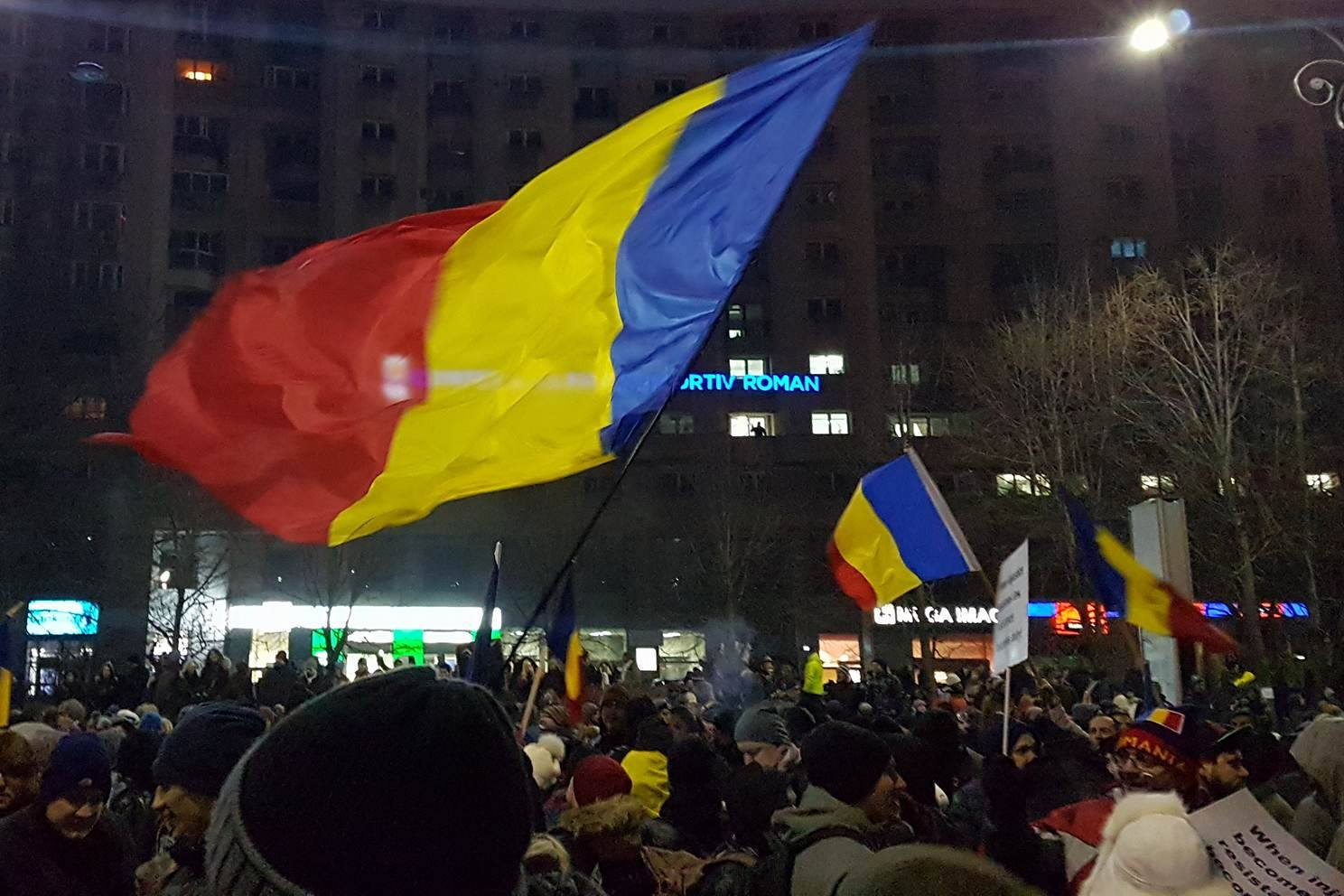
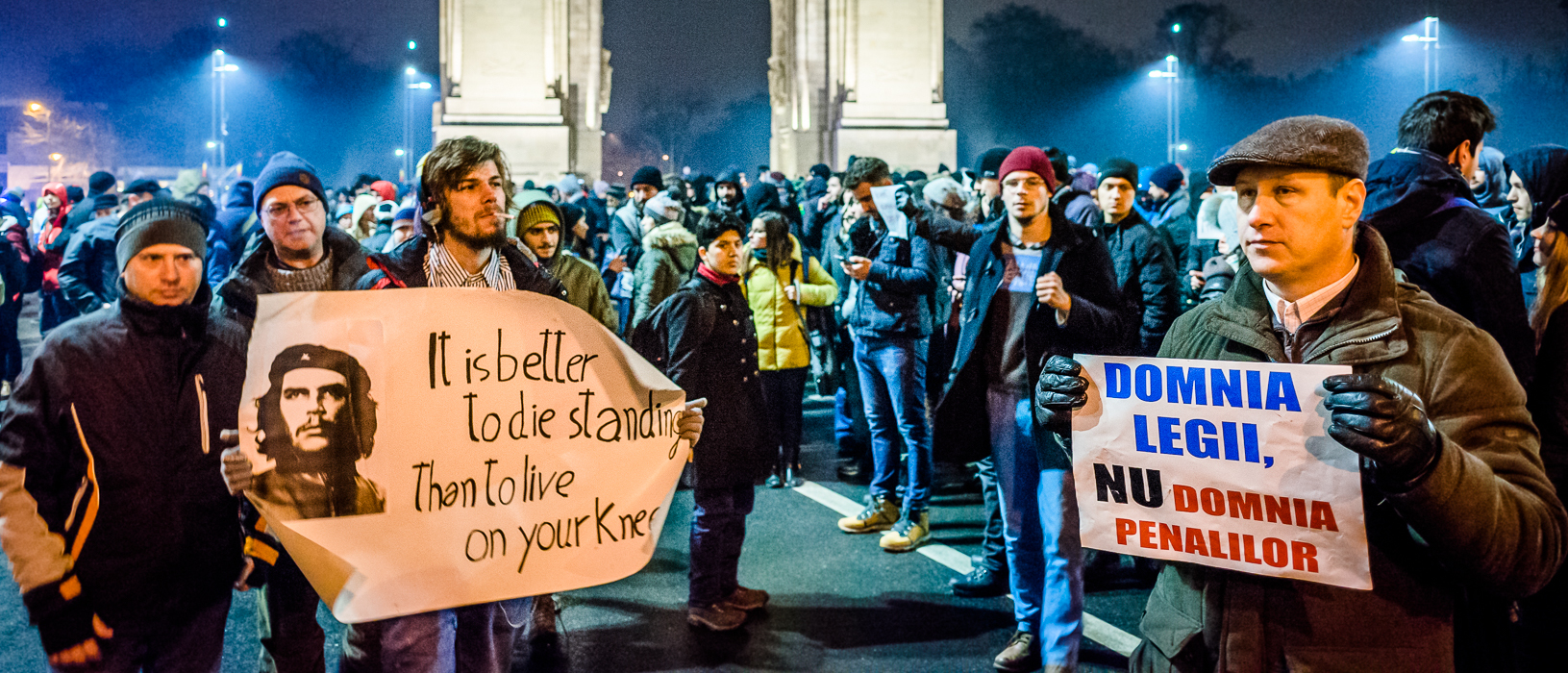
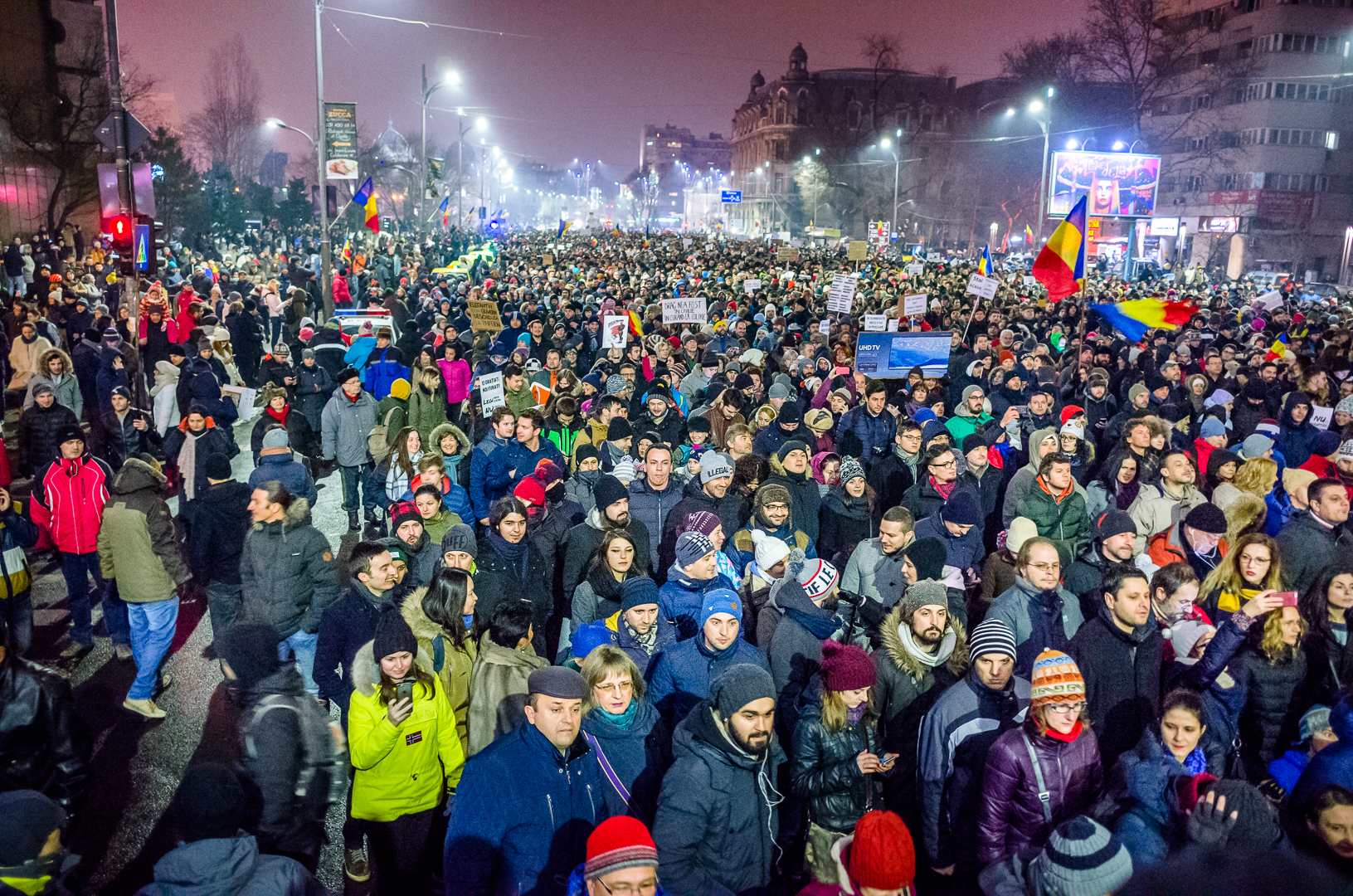
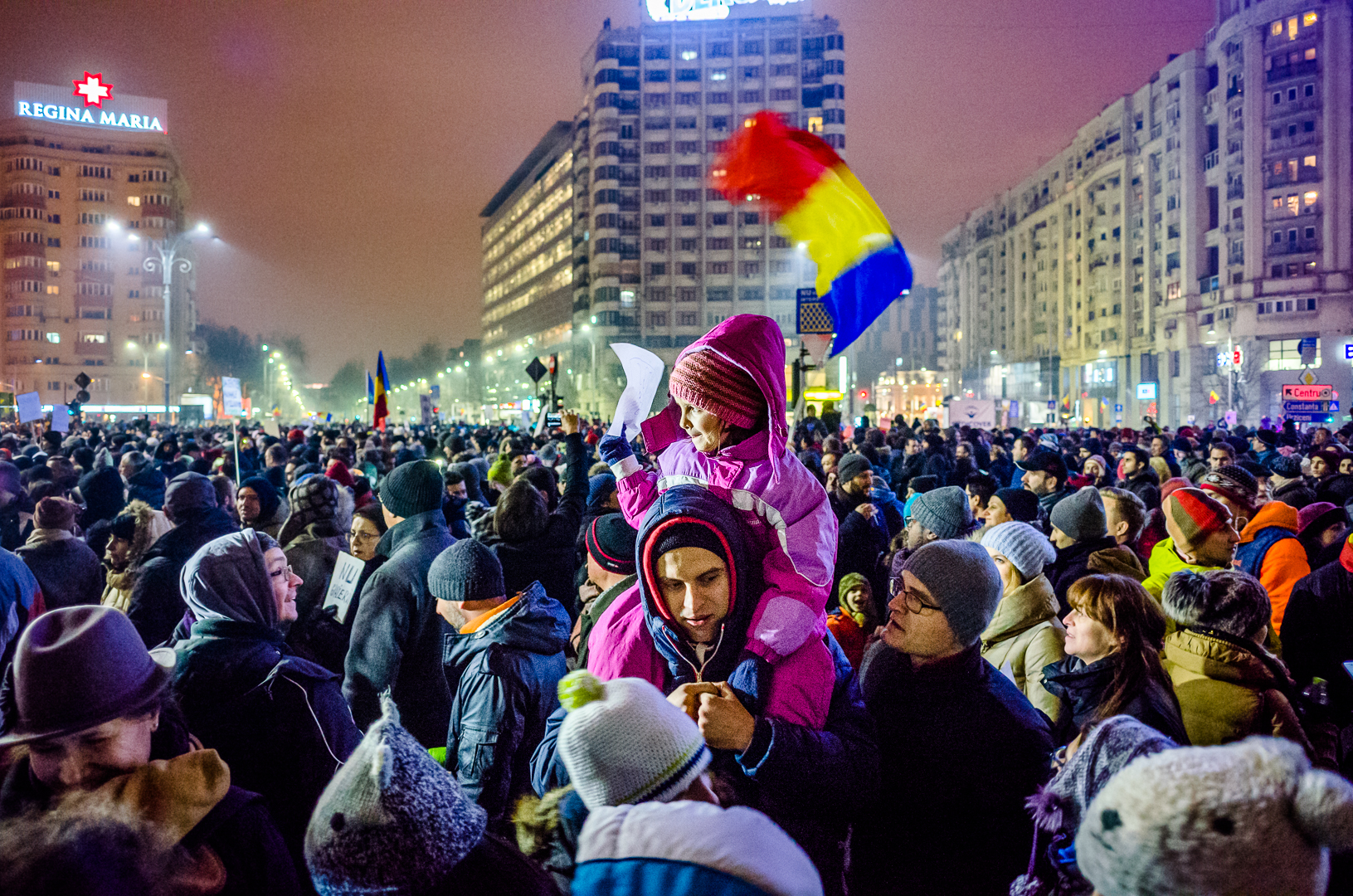
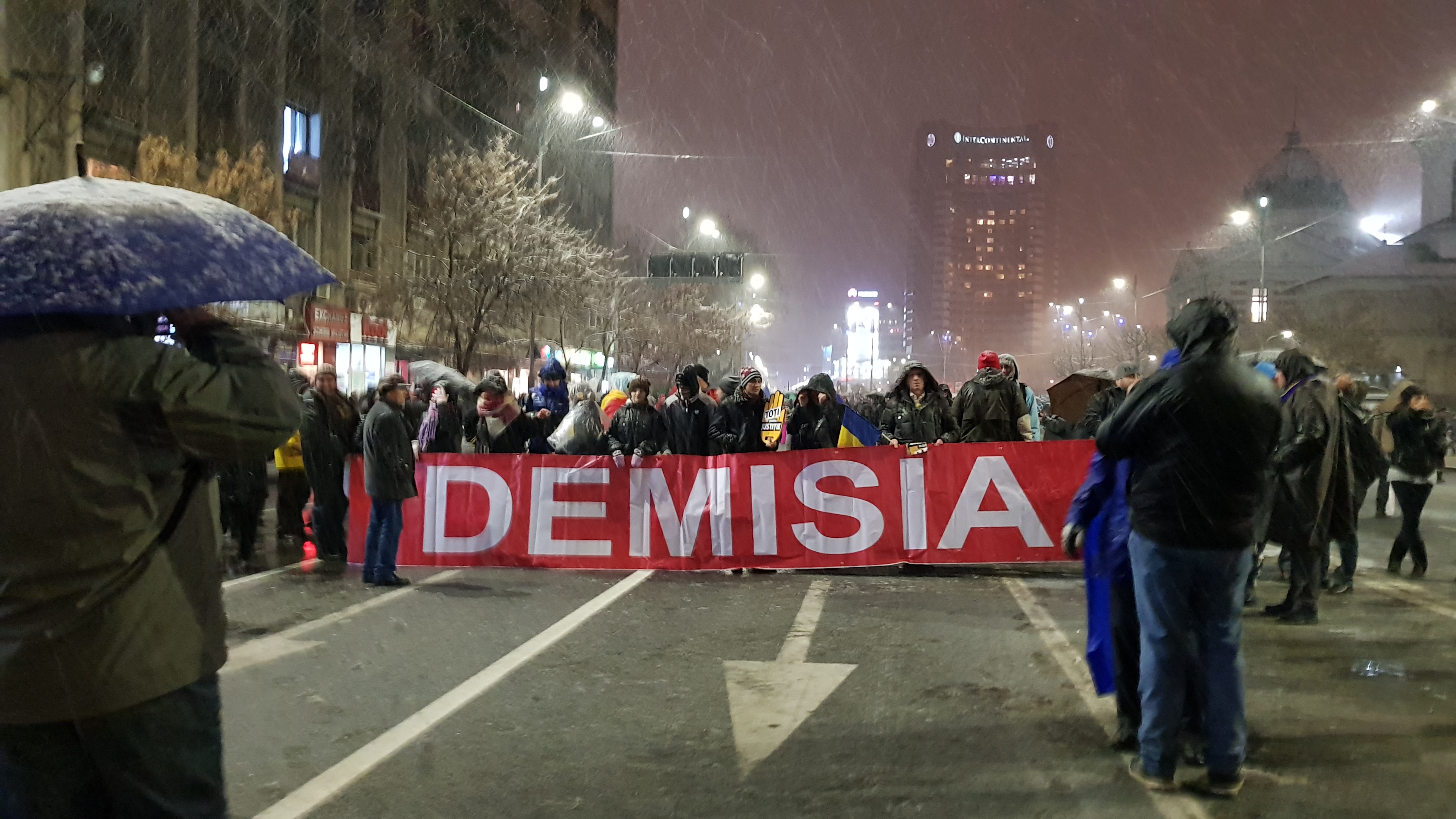

En enero de 2017, dos semanas después de la toma de posesión del gobierno del Partido Socialdemócrata-ALDE liderado por Sorin Grindeanu, comenzó una serie de protestas callejeras en Rumanía contra las intenciones del gobierno de enmendar la ley de indultos y enmendar el Código Penal. El primer día, 18 de enero, se manifestaron unas 5.000 personas, de las cuales casi 4.000 en Bucarest. En los días siguientes, las protestas se extendieron por toda Rumanía y en la diáspora, especialmente después de que el ministro de Justicia, Florin Iordache, anunciara a través de los medios, hacia las 24 horas de la noche del 31 de enero, la publicación por parte del gobierno en el Diario Oficial Gaceta de ordenanzas de indulto a la corrupción y reforma del Código Penal para despenalizar el abuso de poder. Las protestas alcanzaron su punto máximo el domingo 5 de febrero por la noche, cuando más de 600.000 manifestantes protestaron en todo el país, a pesar de que el gobierno anunció la derogación de GEO 13 el mismo día. Las protestas se conocieron extraoficialmente como Tineriada o las protestas #REZIST, un hashtag que se convirtió en un símbolo de los movimientos de protesta. Las protestas también contaron con el apoyo de personalidades locales.

#### El referéndum de 2018
Entre el 6 y 7 de octubre de 2018, se organizó un referéndum para reformar la constitución, declarando legalmente posible solo el matrimonio solo entre un hombre y una mujer, introduciendo en el acto fundamental la prohibición del matrimonio entre personas del mismo sexo. El referéndum no fue validado debido a la baja participación.

#### Elecciones europeas y presidenciales de 2019
El 2 de febrero de 2019, los partidos de Uniunea Salvați România (USR) y Partidul Libertate, Unitate și Solidaritate (PLUS) se unieron en una alianza llamada Alianța 2020 USR-PLUS dirigida por Dacian Cioloș y Dan Barna. El 26 de mayo de 2019, en las elecciones al Parlamento Europeo, el Partido Nacional Liberal ganó 10 escaños, superando al Partido Socialdemócrata que obtuvo solo 8 escaños, así como el Partido Uniunea Salvați România, Partidos de reciente creación como PRO România dirigido por Victor Ponta y PMP también ingresaron al Parlamento Europeo. Dacian Cioloș se convierte en el nuevo eurodiputado, Renew Europe
El Partido Socialdemócrata obtiene la derrota más dura en el período posterior a diciembre, al obtener un 22,5%. El mismo día, se validó el referéndum consultivo sobre la justicia, que también se llevó a cabo el 26 de mayo de 2019 por iniciativa del presidente Klaus Iohannis, que proponía prohibir las ordenanzas de emergencia para cambiar leyes y amnistía para políticos corruptos, en el contexto en que 41.28 % de rumanos con derecho a voto acudió a las urnas. El líder del Partido Socialdemócrata, Liviu Dragnea, fue condenado definitivamente a 3 años y medio de prisión por el caso de la Empresa fictica DGASPC Teleorman. El odio de la población hacia el gobierno del Partido Socialdemócrata ha aumentado tras la incompetencia mostrada por las autoridades en el caso de los crímenes de Caracal.
El 26 de agosto de 2019, el partido de Călin Popescu-Tăriceanu, decide dejar el gobierno, dejando al Partido Socialdemócrata como único partido en el poder. El parlamento destituyó al gobierno del Partido Socialdemócrata encabezado por Dăncilă, que quedó sin el apoyo de una moción de censura, con 238 votos a favor de los 244 emitidos.

En la segunda vuelta de las elecciones presidenciales del 24 de noviembre de 2019, el presidente en ejercicio, Klaus Iohannis, apoyado por el Partido Nacional Liberal, fue reelegido para un segundo mandato con un resultado histórico del 66%, votado por 6.509.135 ciudadanos, mientras que Viorica Dăncilă, la candidata del Partido Socialdemócrata, perdió las elecciones por un 33%, siendo votada por 3.339.922 ciudadanos.

Resultados de las elecciones al Parlamento Europeo y presidenciales de 2019
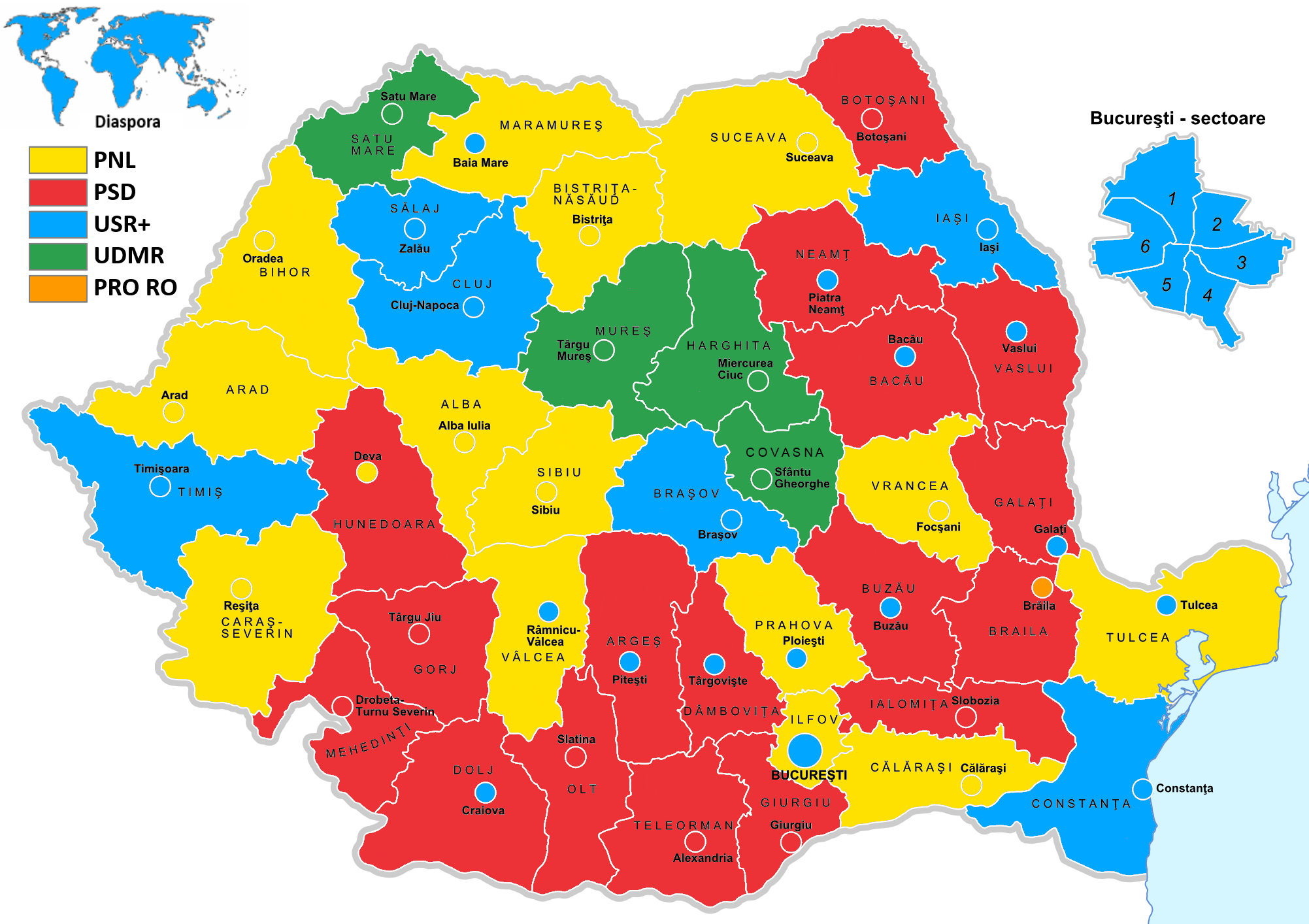
Distribución geográfica de los votos del Parlamento Europeo por condados, residencias de condados y en la diáspora
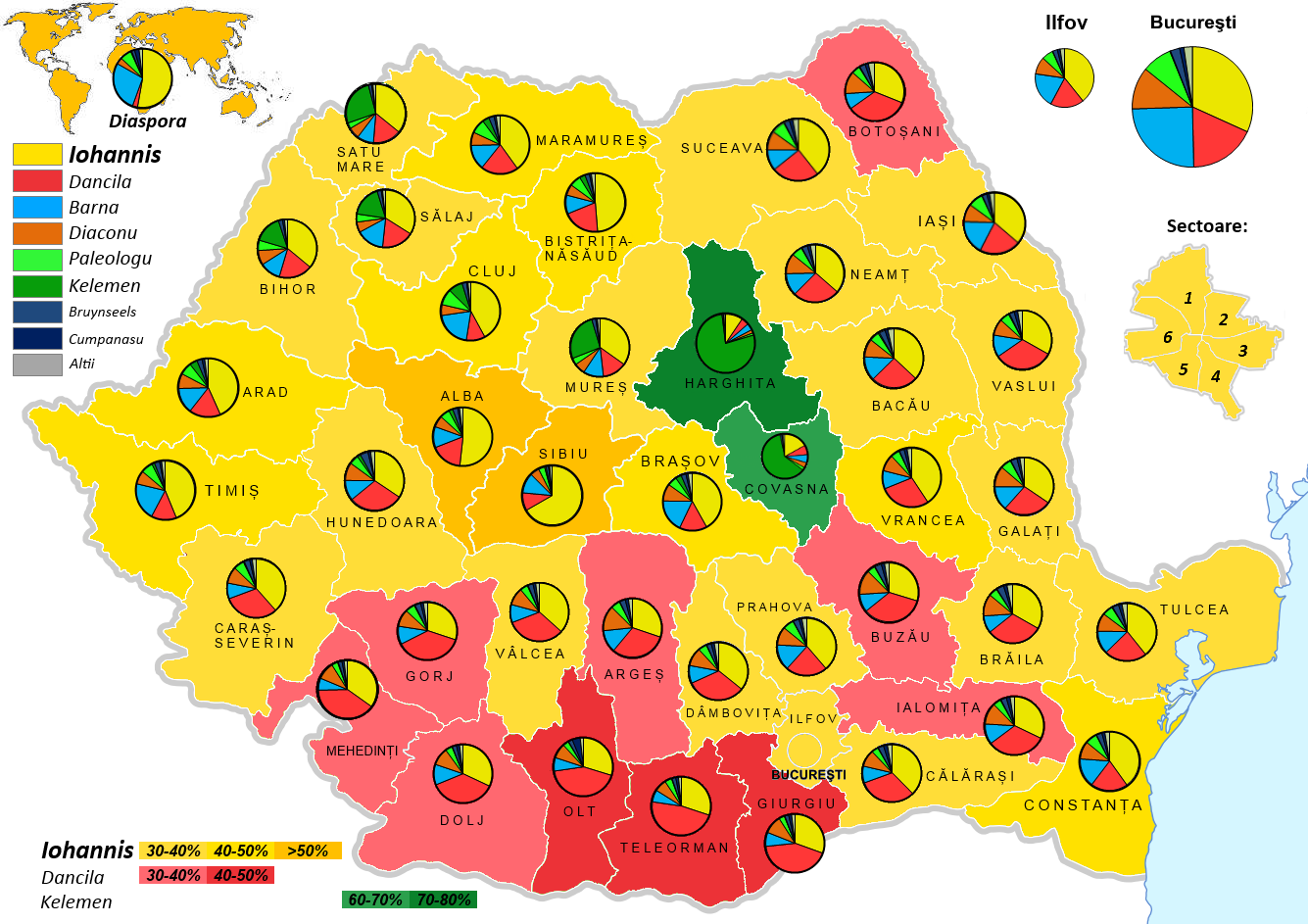
Distribución geográfica de los votos por condados (primera vuelta)
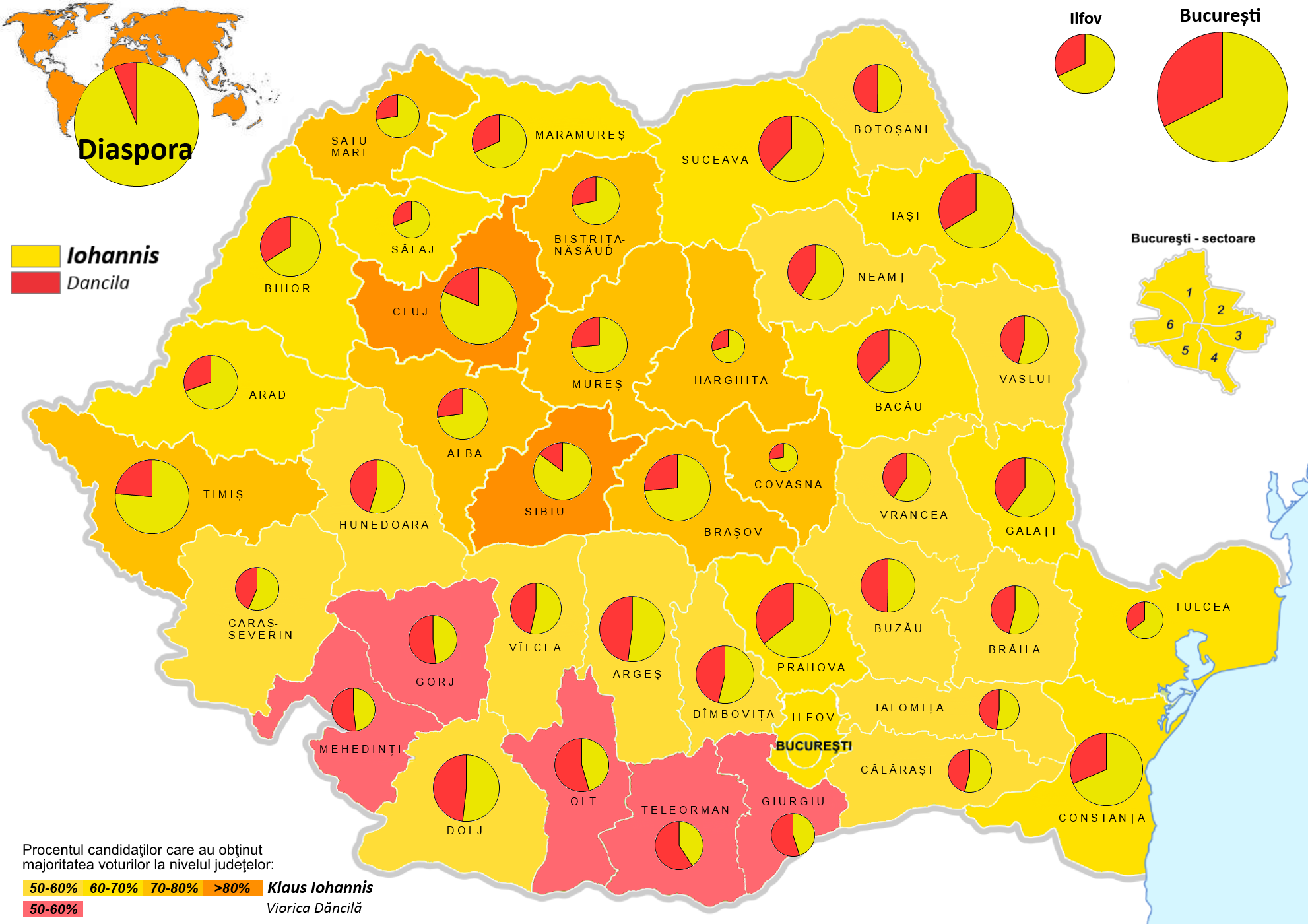
Distribución geográfica de los votos por condados (segunda vuelta)
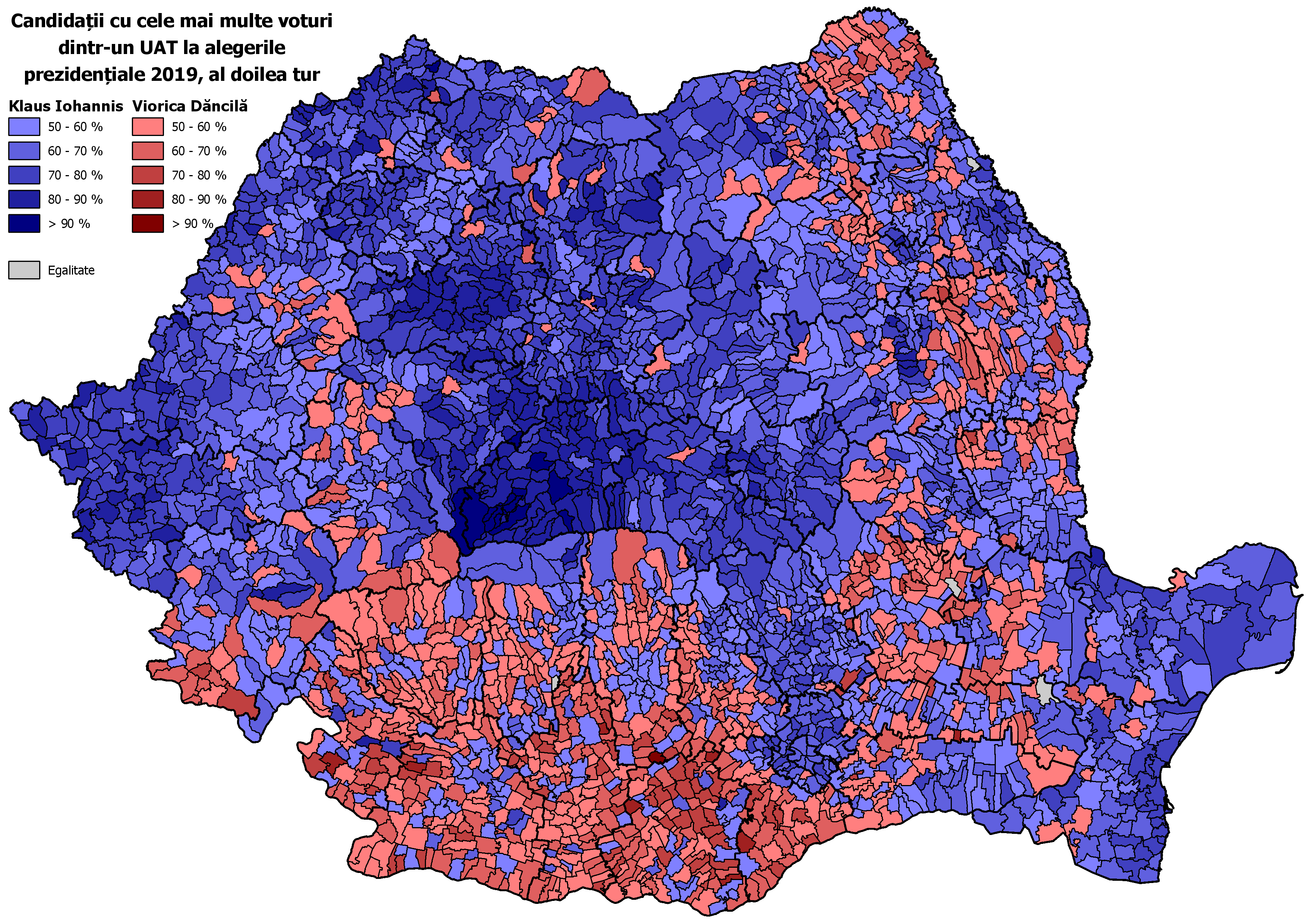
Distribución geográfica de votos por unidad administrativa (primera vuelta)

#### Gobierno Ludovic Orban
Ludovic Orban, el presidente del Partido Nacional Liberal, fue nombrado primer ministro del primer gobierno liberal homogéneo después de 80 años.

#### Las elecciones de 2020

Los resultados de las elecciones locales y parlamentarias de 2020
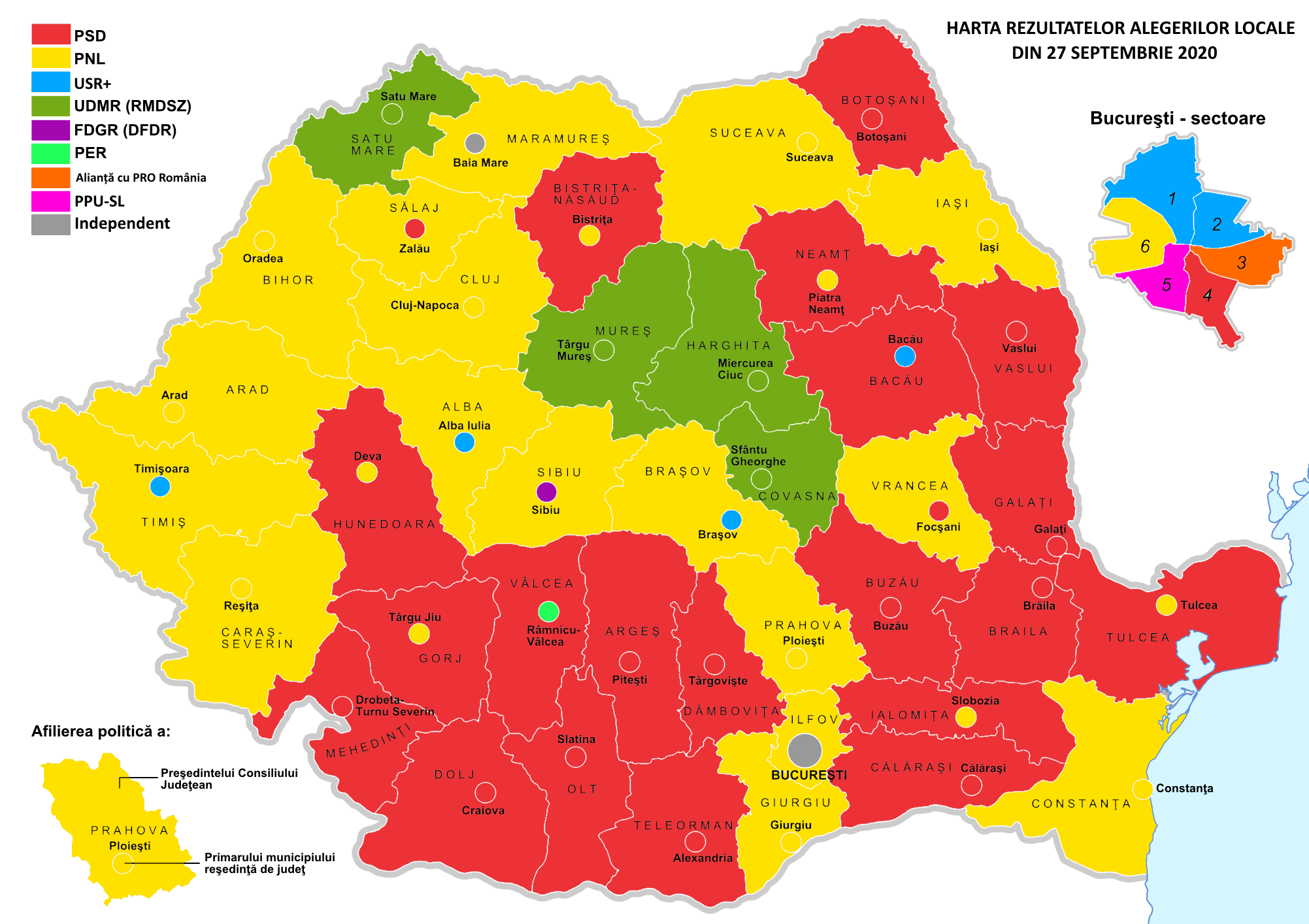
Afiliación política de los presidentes y alcaldes de los consejos de condado
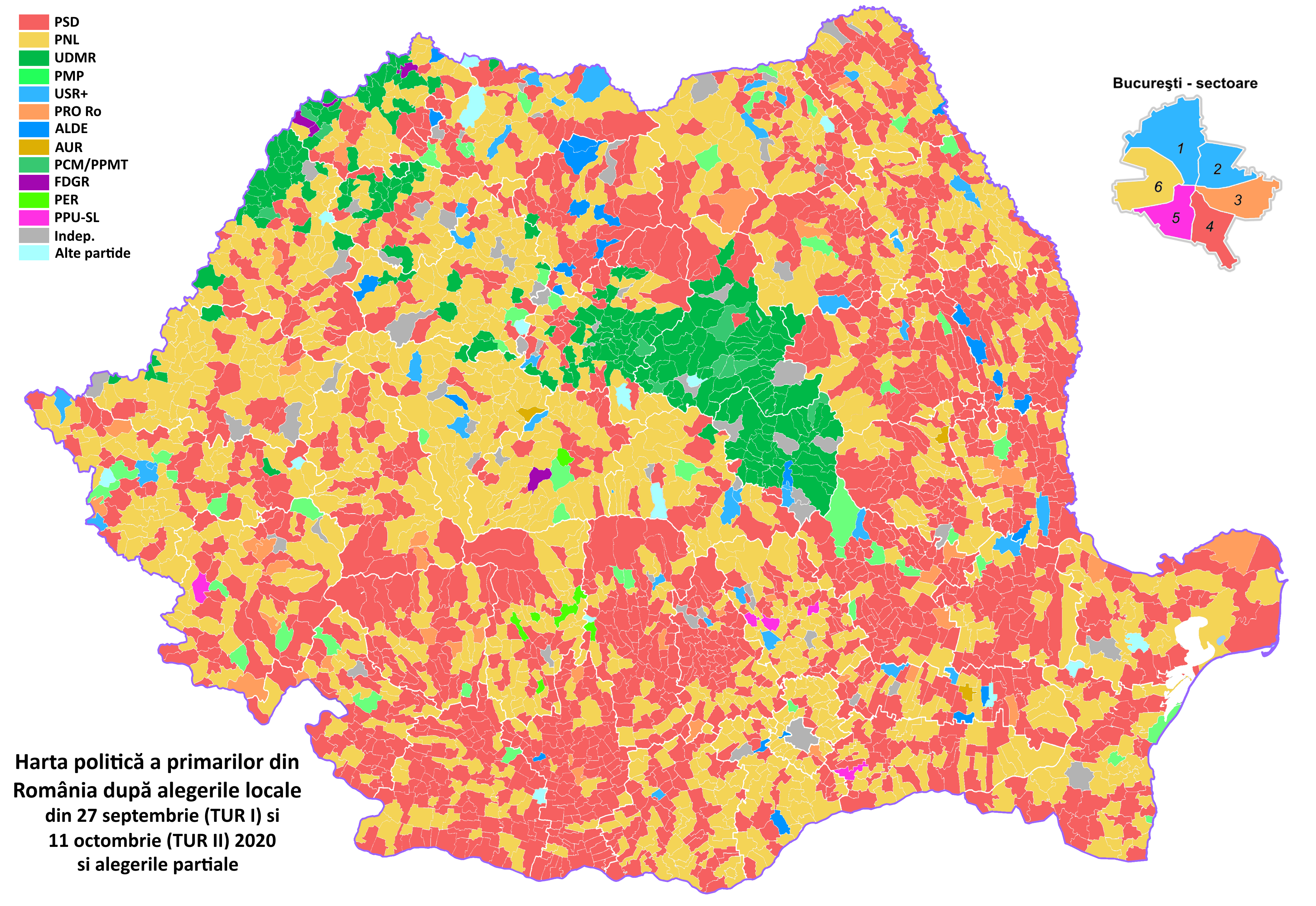
Filiación política de los alcaldes de todas las unidades administrativas
División de escaños en la Cámara de Diputados
La división de escaños en el Senado
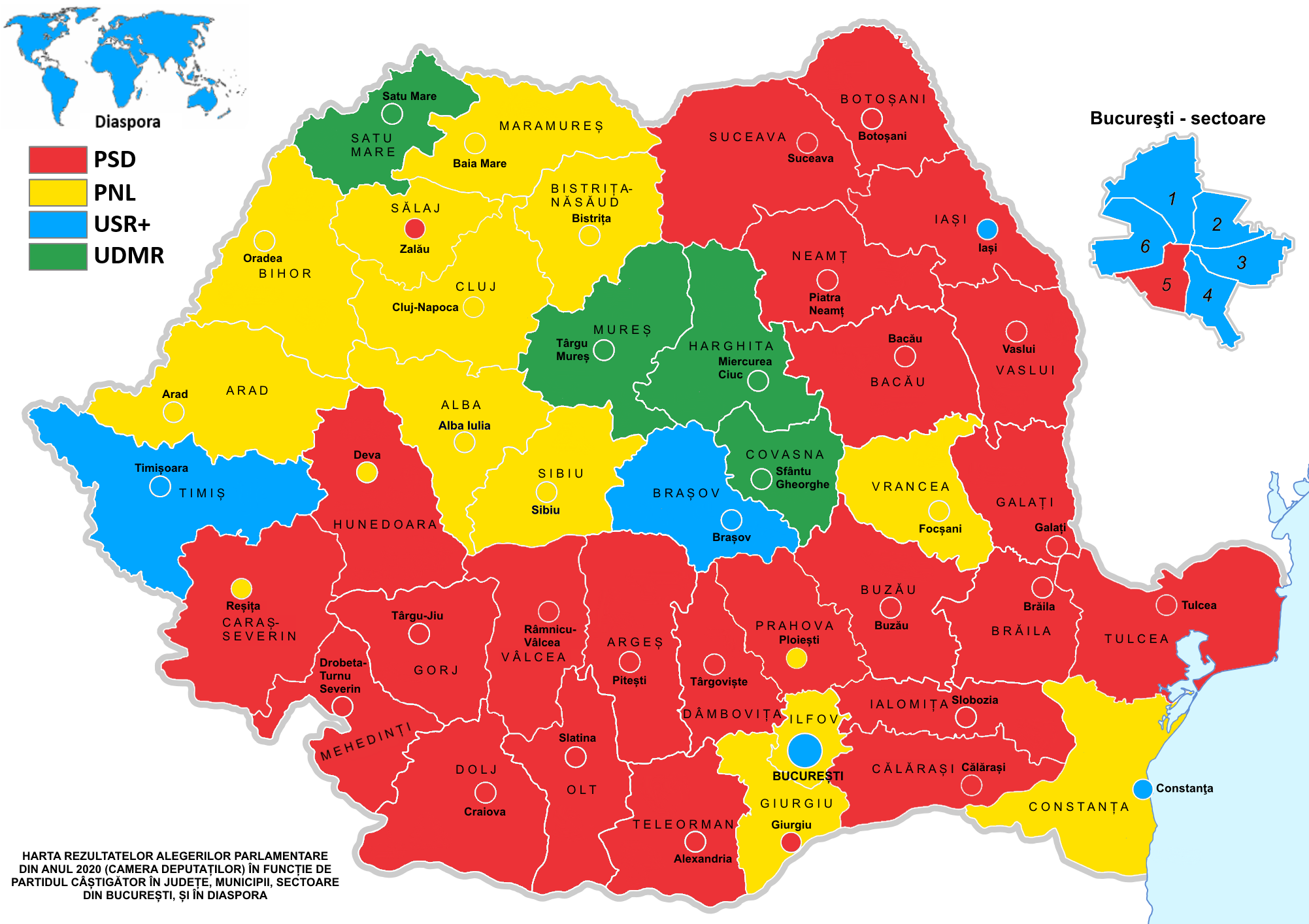
El partido más votado en cada cantón y municipio (Cámara de Diputados)
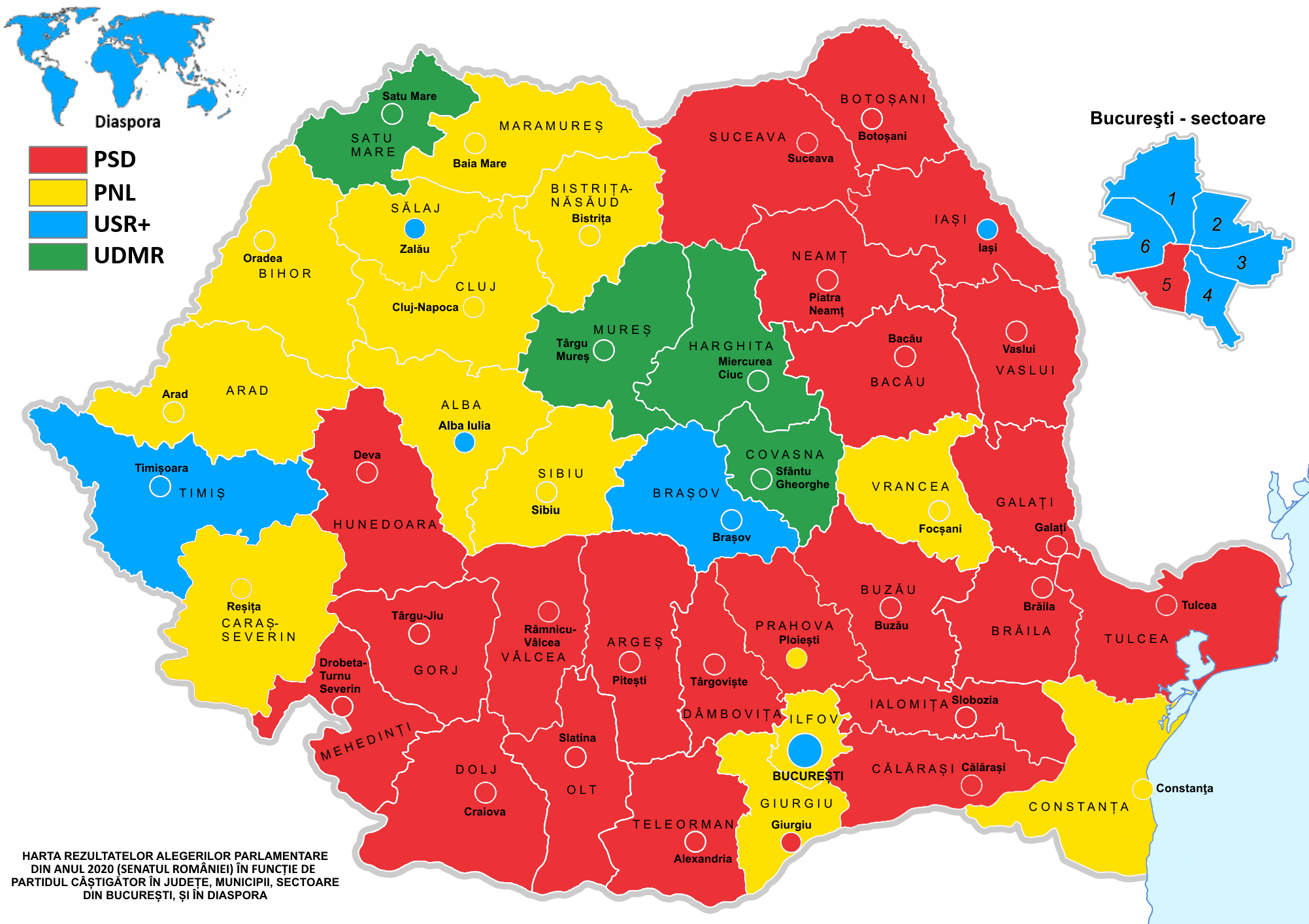
El partido más votado en cada condado y municipio (Senado)
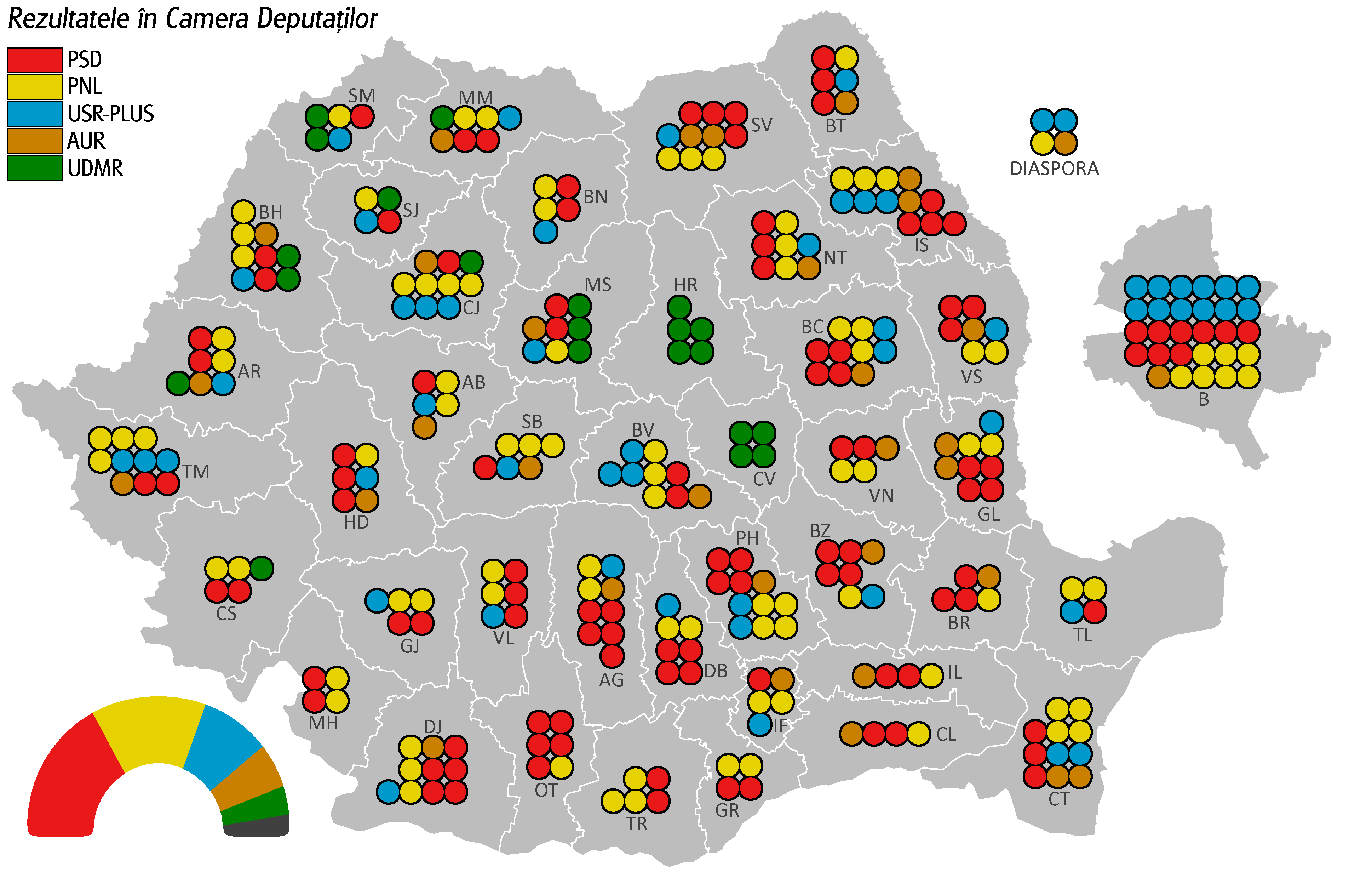
Filiación política de los diputados por provincia
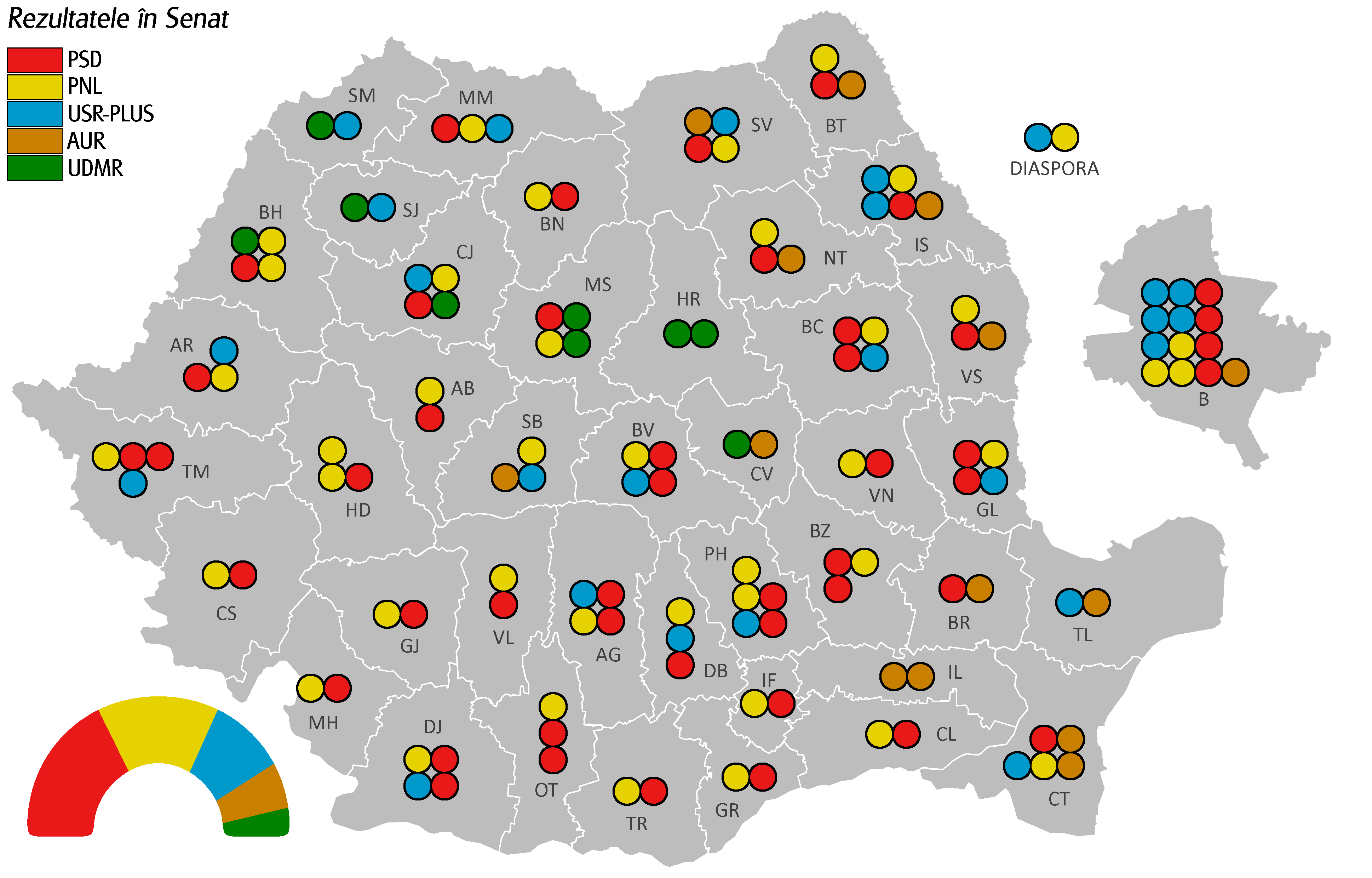
Afiliación política de los senadores por condado
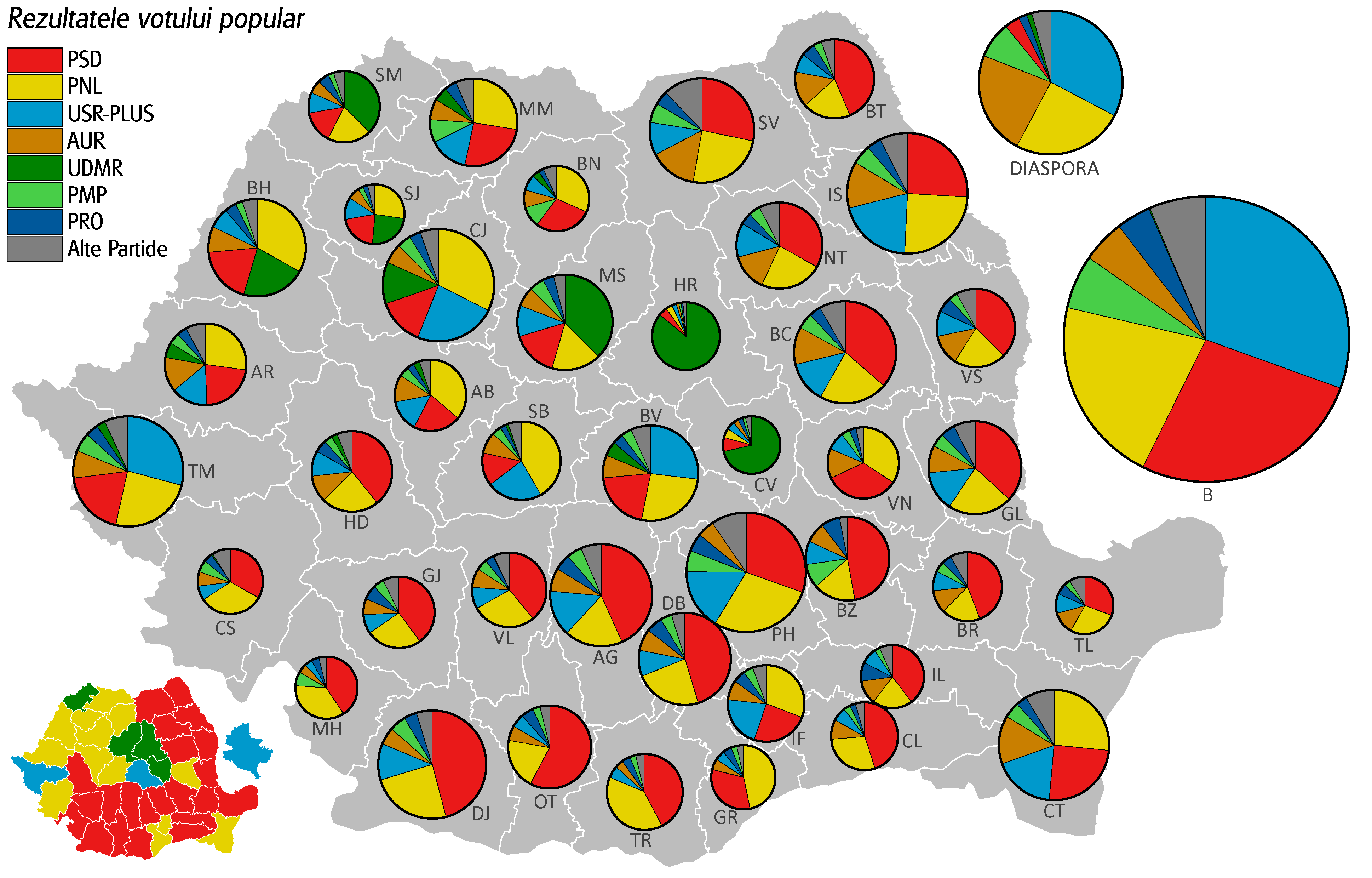
Distribución geográfica de los votos parlamentarios por condados

### Rumania Después de 2020

#### Gobierno de Florin Cîțu
Florin Cîțu se convirtió en Primer Ministro de Rumanía el 23 de diciembre de 2020, liderando un gobierno de coalición formado por Partido Nacional Liberal, USR PLUS y Unión Democrática de Húngaros en Rumania.

#### El gobierno de Nicolae Ciucă
Nicolae Ciucă se convirtió en primer ministro de Rumania el 25 de noviembre de 2021, después de una crisis política de 2 meses que causo la ruptura de la coalición gobernante, Ciucă fue designado por el presidente Klaus Iohannis. El 25 de noviembre se instaló un gobierno de coalición formado por el Partido Nacional Liberal, el Partido Socialdemócrata y la Unión Democrática de Húngaros en Rumania.

#### Pandemia de COVID-19 en Rumania
La infección por el virus SARS-CoV-2, que ocurrió en diciembre de 2019 en Wuhan, China, desde donde se propagó a la mayoría de las provincias chinas y a la mayoría de los países del mundo, comenzó a notificarse en Rumania el 26 de febrero de 2020. En el contexto de la evolución de la situación epidemiológica en Rumanía determinada por la propagación de la COVID-19 y el aumento masivo del número de personas infectadas por el SARS-CoV-2 en Rumanía, el lunes 16 de marzo de 2020 el presidente de Rumanía, Klaus Iohannis, firmo, el decreto sobre el establecimiento del estado de emergencia en el territorio de Rumania por 30 días, y el 14 de abril de 2020, el decreto se prorrogó para extender el estado de emergencia por otros 30 días. Con el objetivo de disminuir el número de casos de la enfermedad COVID-19, el presidente de Rumania, Klaus Iohannis, promulgó, el viernes 15 de mayo de 2020, la ley sobre el establecimiento del estado de alerta en el territorio de Rumania por 30 días.